# Chorvatsko
Chorvatsko (chorvatsky Hrvatska), plným názvem Chorvatská republika (chorvatsky  Republika Hrvatska) je stát ve střední a jihovýchodní Evropě na pobřeží Jaderského moře. Na severozápadě sousedí se Slovinskem, na severovýchodě s Maďarskem, na východě se Srbskem, na jihovýchodě s Bosnou a Hercegovinou a Černou Horou a na západě má společnou námořní hranici s Itálií. Krajina je rozmanitá a zahrnuje roviny severní a severovýchodní části, hustě zalesněné hory ve středu země a skalnaté pobřeží podél moře. Většina území má mírně teplé a deštivé kontinentální podnebí, na pobřeží panuje středomořské klima. Chorvatsko se dělí na dvacet jedna žup, na ploše asi 57 000 km² žije 3,9 milionu obyvatel. Jeho hlavním a největším městem je Záhřeb, mezi další významná města patří Split, Rijeka, Osijek a Zadar. Drtivou většinu obyvatel tvoří Chorvati, největšími etnickými menšinami jsou Srbové (3 %) a Bosňáci (1 %). Úředním jazykem je chorvatština, čtyři pětiny obyvatel se hlásí ke katolické církvi.
Chorvati přišli do dnešního Chorvatska koncem 6. století, kdy bylo součástí římské Ilýrie. Do 7. století uspořádali území do dvou knížectví. Chorvatsko bylo poprvé mezinárodně uznáno jako nezávislé v roce 879 za vlády knížete Branimira. Prvním králem se stal Tomislav I., který v roce 925 povýšil Chorvatsko na království. Během nástupnické krize po skončení vlády dynastie Trpimirovců uzavřelo Chorvatsko v roce 1102 personální unii s Uhrami. V roce 1527, kdy Chorvati čelili osmanskému dobytí, zvolil chorvatský sněm na chorvatský trůn Ferdinanda I. Habsburského a země se tak na čtyři století stala součástí Habsburské monarchie. V říjnu 1918 byl v Záhřebu vyhlášen Stát Slovinců, Chorvatů a Srbů, nezávislý na habsburské monarchii, který se v prosinci 1918 začlenil do Království Jugoslávie. Po invazi Osy do Jugoslávie v dubnu 1941 byla většina území Chorvatska začleněna do nacisty zřízeného loutkového státu Nezávislý stát Chorvatsko. Hnutí odporu vedlo k vytvoření Socialistické republiky Chorvatsko, která se po válce stala zakládajícím členem a součástí Socialistické federativní republiky Jugoslávie. Dne 25. června 1991 vyhlásilo Chorvatsko nezávislost a následující čtyři roky úspěšně probíhala válka za nezávislost.
Chorvatsko je unitární stát a parlamentní republika s prezidentem jako ceremoniální hlavou státu, zákonodárným orgánem je jednokomorový parlament. Chorvatsko je rozvinutá země s vyspělou ekonomikou s vysokými příjmy, v indexu lidského rozvoje zaujímá 39. místo. V ekonomice převažují služby, průmysl a zemědělství; sektoru služeb dominuje cestovní ruch, který tvoří asi 20 % hrubého domácího produktu. Do země v roce 2023 přijelo 16 milionů turistů, které láká atraktivní chorvatské pobřeží. Od roku 2000 chorvatská vláda výrazně investuje do infrastruktury, zejména do dopravních tras a zařízení podél panevropských koridorů. Chorvatsko poskytuje sociální zabezpečení, všeobecnou zdravotní péči a bezplatné základní a střední školství a zároveň podporuje kulturu prostřednictvím veřejných institucí a firemních investic do médií a vydavatelství. Je členem Evropské unie, eurozóny, schengenského prostoru, Severoatlantické aliance, Organizace spojených národů, Rady Evropy, Organizace pro bezpečnost a spolupráci v Evropě, Světové obchodní organizace, zakládajícím členem Unie pro Středomoří a je kandidátem na členství v Organizaci pro hospodářskou spolupráci a rozvoj.

## Historické země

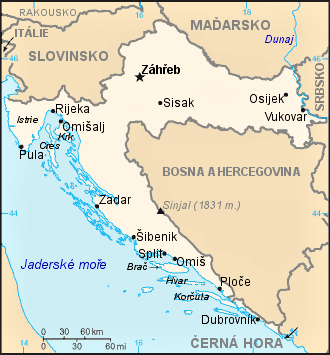
Orientační mapa Chorvatska

Moderní Chorvatsko se skládá ze Středního Chorvatska s Chorvatským Přímořím (Záhřeb a okolí až k řece Ilově na východě, Karlovacká oblast, ke které z větší částí náleží také Kordun dále pak Rijeka a okolí, oblast Liky až k řece Zrmanji; přirozeným centrem je Záhřeb a na Chorvatském Přímoří pak Rijeka), Dalmácie bez Kotoru, ale s územím bývalé republiky Dubrovník, Slavonie na východě země (od řeky Ilovy na východ, ke Slavonii však historicky náleží také Sremský okruh v dnešní Srbské autonomní oblasti Vojvodině; přirozeným centrem je Osijek), většina bývalého markrabství Istrie, tj. Istrijského poloostrova na západě Chorvatska, centrem je město Pula, nikoliv však hlavním - tím je město Pazin. Dále pak k Chorvatsku patří ještě původně uherské oblasti Mezimuří k němu patří ještě Chorvatské Záhoří, jižní části Baranje, Banovina,
Moslavina, Turopolje a Dalmatské Záhoří.
Znaky hlavních zemí jsou vyobrazeny i ve složeném znaku dnešního Chorvatska, který obsahuje kromě červenostříbrného šachovnicového štítu vlastního Chorvatska též znaky Slavonie (černá kuna mezi dvěma řekami), Dalmácie (tři zlaté korunované lví hlavy na modrém poli), Istrie (zlatá koza na modrém poli), Dubrovníku (stříbrné vodorovné pruhy na červeném poli) a Středního Chorvatska (půlměsíc s hvězdou).

### Starší úřední názvy Chorvatska
- 7. století–925 Chorvatské knížectví (Kneževina Hrvatska)
- 925–1868 Chorvatské království (Kraljevina Hrvatska)
- 1868–1918 Království chorvatsko-slavonské (Kraljevina Hrvatska i Slavonija) – v rámci Rakouska-Uherska
- 1939–1941 Chorvatská bánovina (Banovina Hrvatska) – v rámci Jugoslávského království
- 1941–1945 Nezávislý stát Chorvatsko (Nezavisna Država Hrvatska)
- 1945–1963 Chorvatská lidová republika (Narodna Republika Hrvatska) – v rámci Federativní lidové republiky Jugoslávie
- 1963–1990 Chorvatská socialistická republika (Socijalistička Republika Hrvatska) – v rámci Socialistické federativní republiky Jugoslávie

## Historie

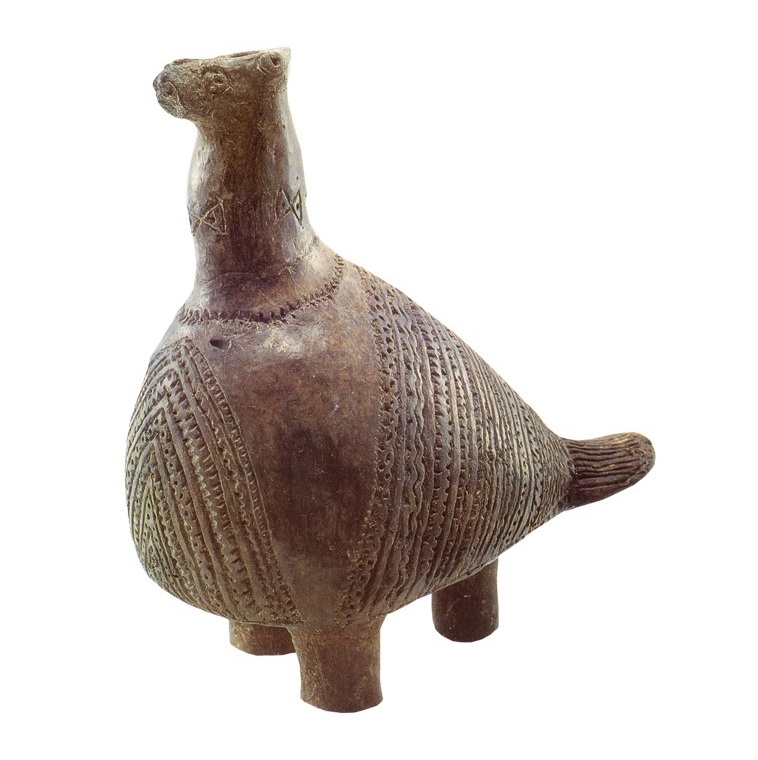
Artefakt Vučedolské kultury

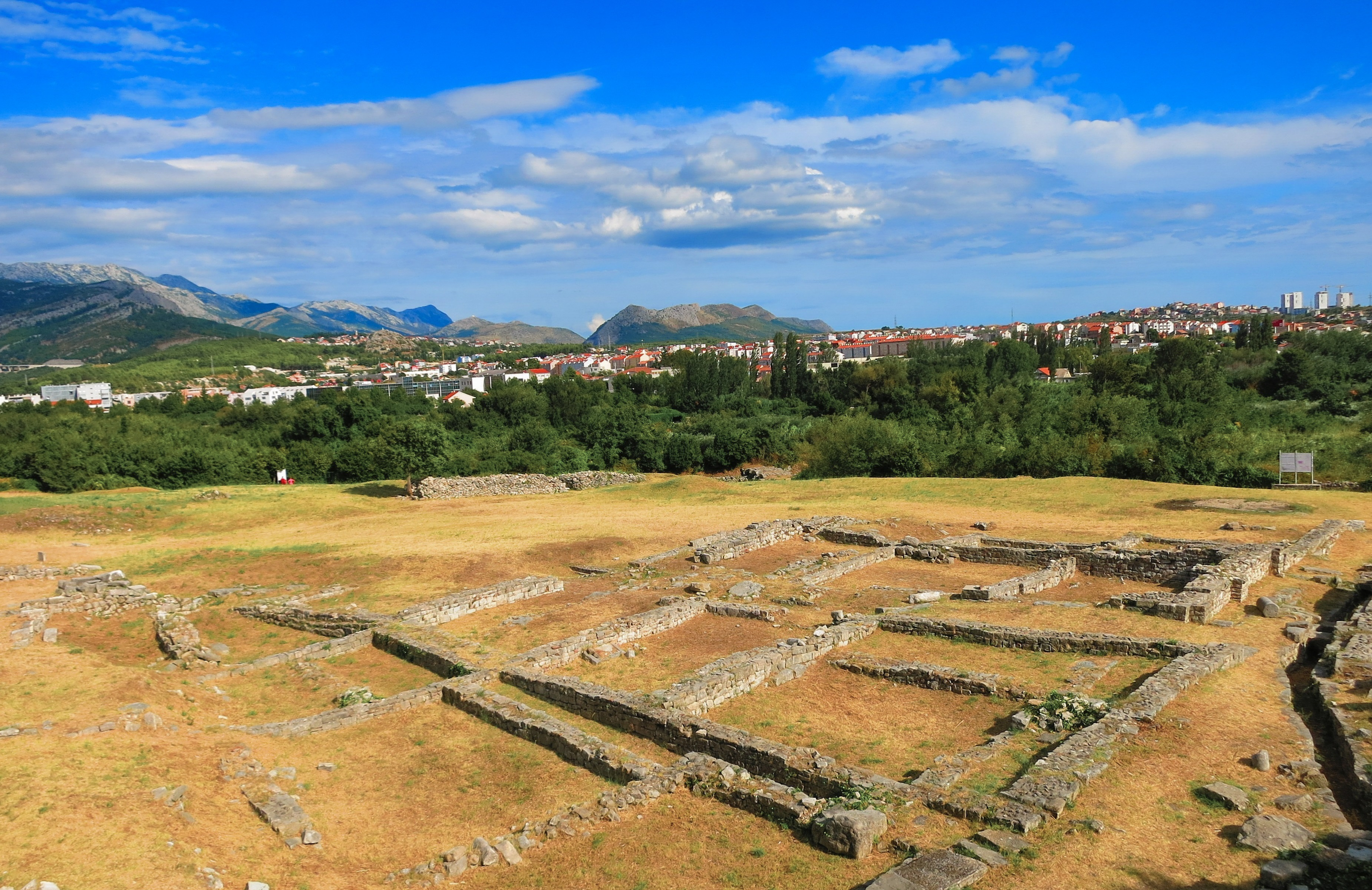
Ruiny Salony

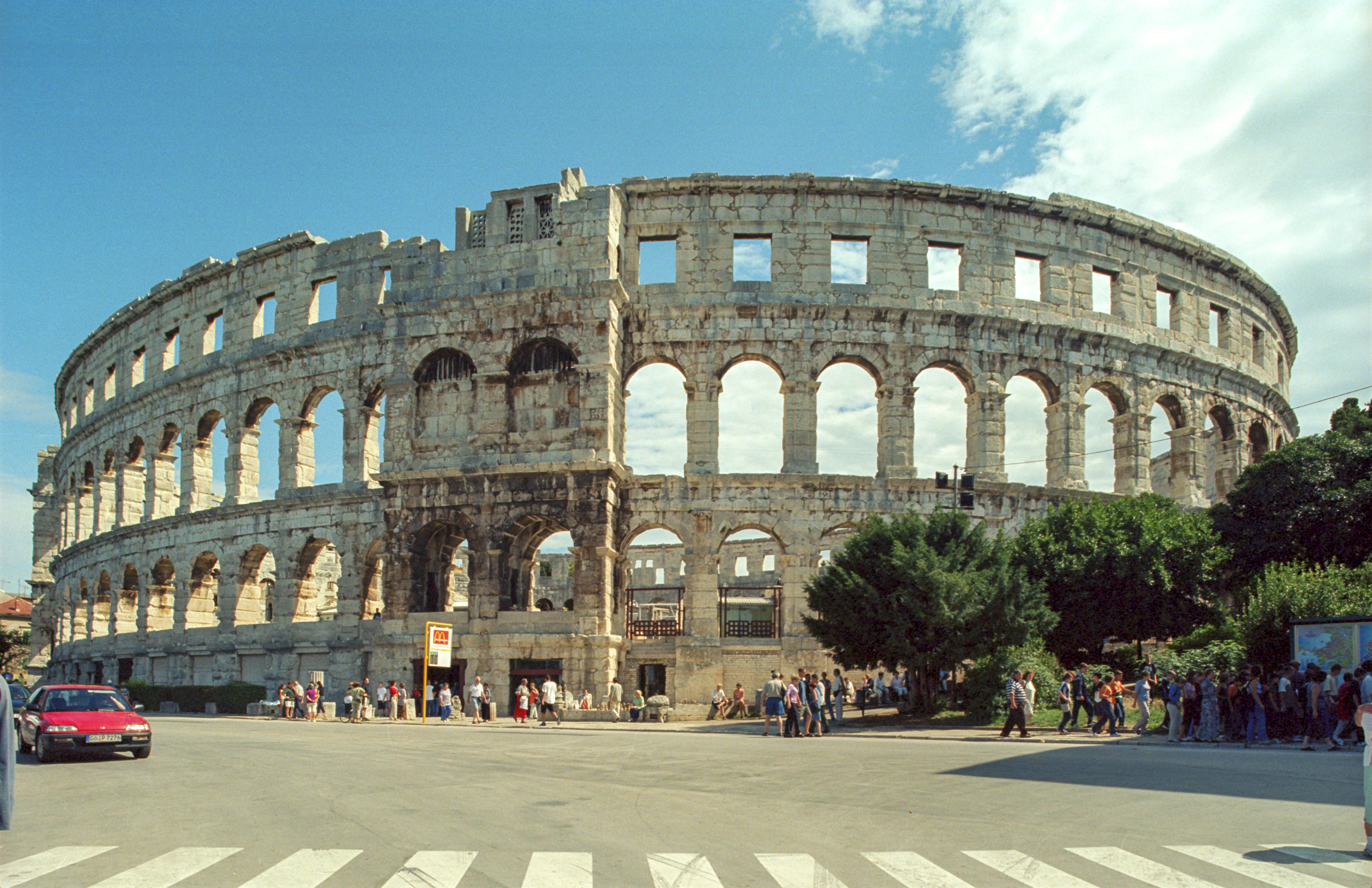
Amfiteátr v Pule

Před 130 tisíci lety žili na chorvatském území významné komunity neandrtálců. Pozůstatky na kopci nad obcí Krapina objevil v roce 1899 paleontolog Dragutin Gorjanović-Kramberger a spolu s nimi osm opracovaných drápů orla mořského, které archeologové v roce 2015 prohlásili za nejstarší šperky světa.
Existenci rozvinutého, ba inovativního zemědělství a chovatelství již v období 5000 př. n. l. dokázal průlomový objev v roce 2018, kdy během zkoumání hrnčířských výrobků ze dvou archeologických nalezišť v Pokrovniku a Danilo Bitinu badatelé objevili stopy sýra, jehož stáří odhadli na nejméně sedm tisíc let, díky čemuž museli dosud odhadované stáří této potraviny posunout o celých čtyři tisíce let.
Významnou eneolitickou kulturou (asi 3000 př. n. l.) na chorvatském území byla Vučedolská kultura. Byla proslulá především vyspělými měděnými výrobky a nástroji.
V dobách před naším letopočtem žily v dnešním Chorvatsku ilyrské kmeny, které se později stáhly na území dnešní Albánie. Již Ilyrové založili město Salona, nedaleko dnešního Splitu. Starořecké kolonie byly založeny zejména na pobřeží a na ostrovech. Patřily k nim Tragyrion (dnešní Trogir), Aspálathos (Split), Pharos (Stari Grad), Kórkyra Mélaina na Korčule, Issa na Visu nebo Dimos na Hvaru. byl šestým největším v Římské říši. oku 9 území ovládli Římané. Vytvořili na Balkáně rozsáhlou provincii nazývanou Illyricum, která zahrnula také dnešní chorvatské území. Později chorvatské území spadalo také do provincií Dalmácie a Panonie, posléze Horní Panonie a Dolní Panonie. Císař Dioklecián (vládl 284-305) pocházel ze Salony a nechal ve Splitu postavit velký palác, ve kterém po své abdikaci v roce 305 dožil. Poslední západořímský císař Julius Nepos vládl zbytkům říše z tohoto paláce, po svém útěku z Itálie v roce 475.
Nájezdy Avarů antickou civilizaci v Chorvatsku rozvrátily, téměř všechna města byla zničena. Uprchlíci z jednoho takového města (dnešní Cavtat) založili město Dubrovník. Z římských časů přežila též latina, velmi důležitá pro chorvatskou identitu a pozdější prozápadní orientaci.

### Chorvatské království

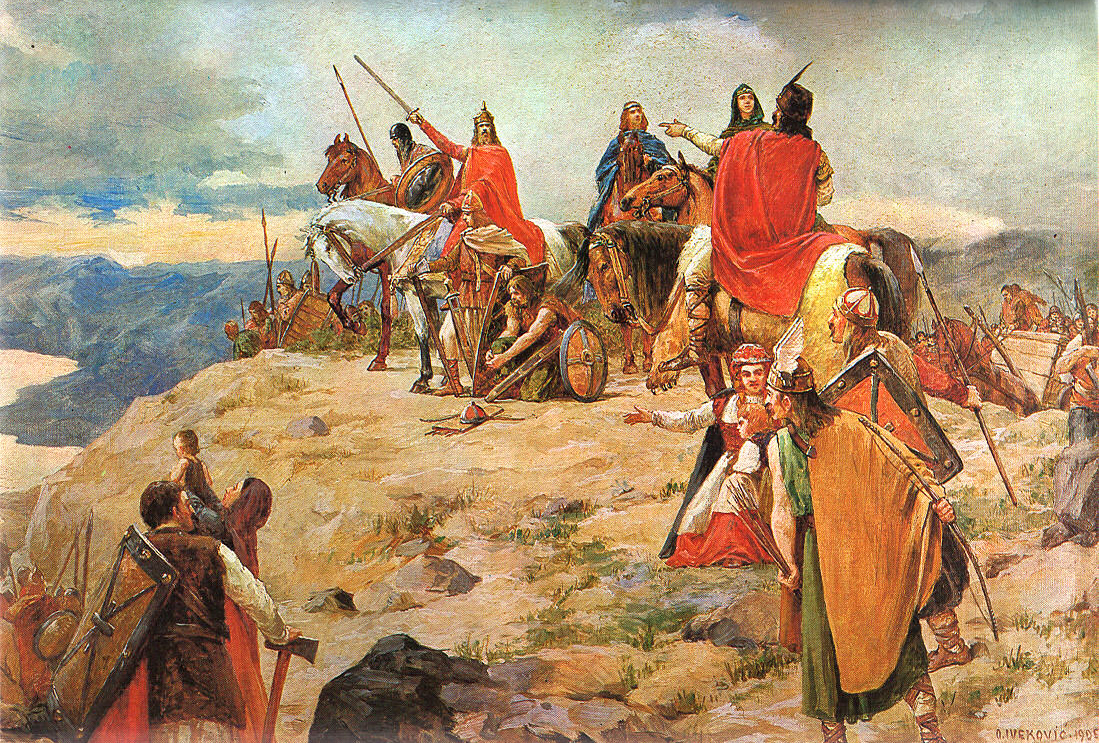
Příchod Chorvátů k Jadranu, Oton Iveković

Asi od 7. století se v oblasti začali usazovat Slované. Vztah Slovanů usazených v dnešním Chorvatsku a tzv. Bílých Chorvatů, žijících původně snad na území dnešního Polska, je předmětem mnoha odborných sporů. Jisté je, že Slované vytvořili v průběhu 7. století Chorvatské knížectví. Podléhalo zprvu Franské říši, později Byzanci. V roce 845 se moci v knížectví ujal rod Trpimírovců. Roku 886 přišli do Ninu žáci moravsko-panonského arcibiskupa Metoděje. Roku 925 si Tomislav I., poté co porazil Bulhary a Maďary, vymohl u papeže Jana X. uznání za krále a vzniklo Chorvatské království. Svého vrcholu dosáhlo v 11. století za vlády Petara Krešimira IV. (1058–1074) a Dmitara Zvonimira (1075–1089). Smrtí Štěpána II. vymřel rod Trpimírovců. Šanci vycítili Maďaři, ale místní šlechta si nakonec prosadila a uhájila lokálního vůdce, Petara Svačiće. Maďaři však nakonec stejně dosáhli svého a roku 1102 přinutili Chorvaty k personální unií s uherským státem (Pacta Conventa).
Nejvlivnějšími rody za uherské nadvlády se staly Frankopani a Šubićové. Na chorvatské území měli zálusk Benátky a Osmani. Benátčané ovládli většinu Dalmácie do roku 1428, kromě městského státu Dubrovník, který se stal nezávislým. Osmanské výboje vedly v roce 1493 k bitvě na Krbavském poli, jíž začala stoletá válka s Turky. Její součástí byla v roce 1526 i bitva u Moháče, jež skončila osmanským vítězstvím. V roce 1527 se na Cetinském hradě sešel chorvatský parlament a zvolil Ferdinanda I. z rodu Habsburků novým vládcem Chorvatska, pod podmínkou, že ochrání Chorvatsko před Osmanskou říší.

### V habsburské říši

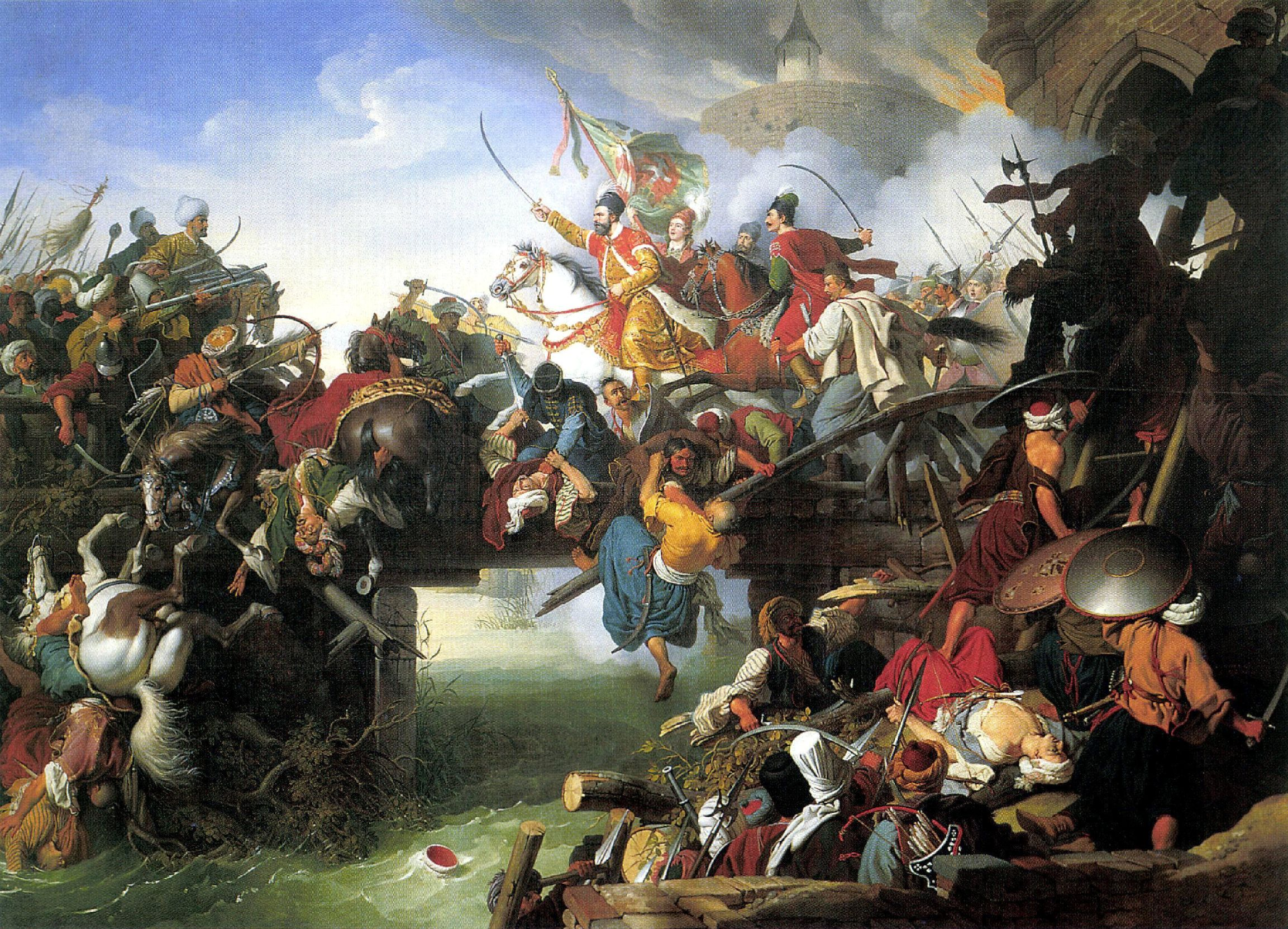
Mikuláš Šubič Zrinský v bitvě o Szigetvár

Proti turecké hrozbě byla vytvořena vojenská hranice. Chorvatský šlechtic Mikuláš Šubič Zrinský, který roku 1566 zahynul s celou svou posádkou při obraně pevnosti Szigetvár proti padesátinásobné přesile Turků, se stal po své smrti chorvatským národním hrdinou. Osmanský postup se ale podařilo zastavit až v bitvě u Sisaku v roce 1593. Nakonec byla oblast znovu vybojována, ale Chorvatsko ztratilo západní Bosnu.
V letech 1797 až 1809 První francouzské císařství postupně obsadilo celé východní pobřeží Jaderského moře, čímž skončil benátský vliv v oblasti. Francouzi založené Ilyrské provincie byly dobyty Rakušany v roce 1813 a definitivně připojeny po Vídeňském kongresu v roce 1815. To vedlo ke znovuzačlenění chorvatského přímoří do Chorvatského království.

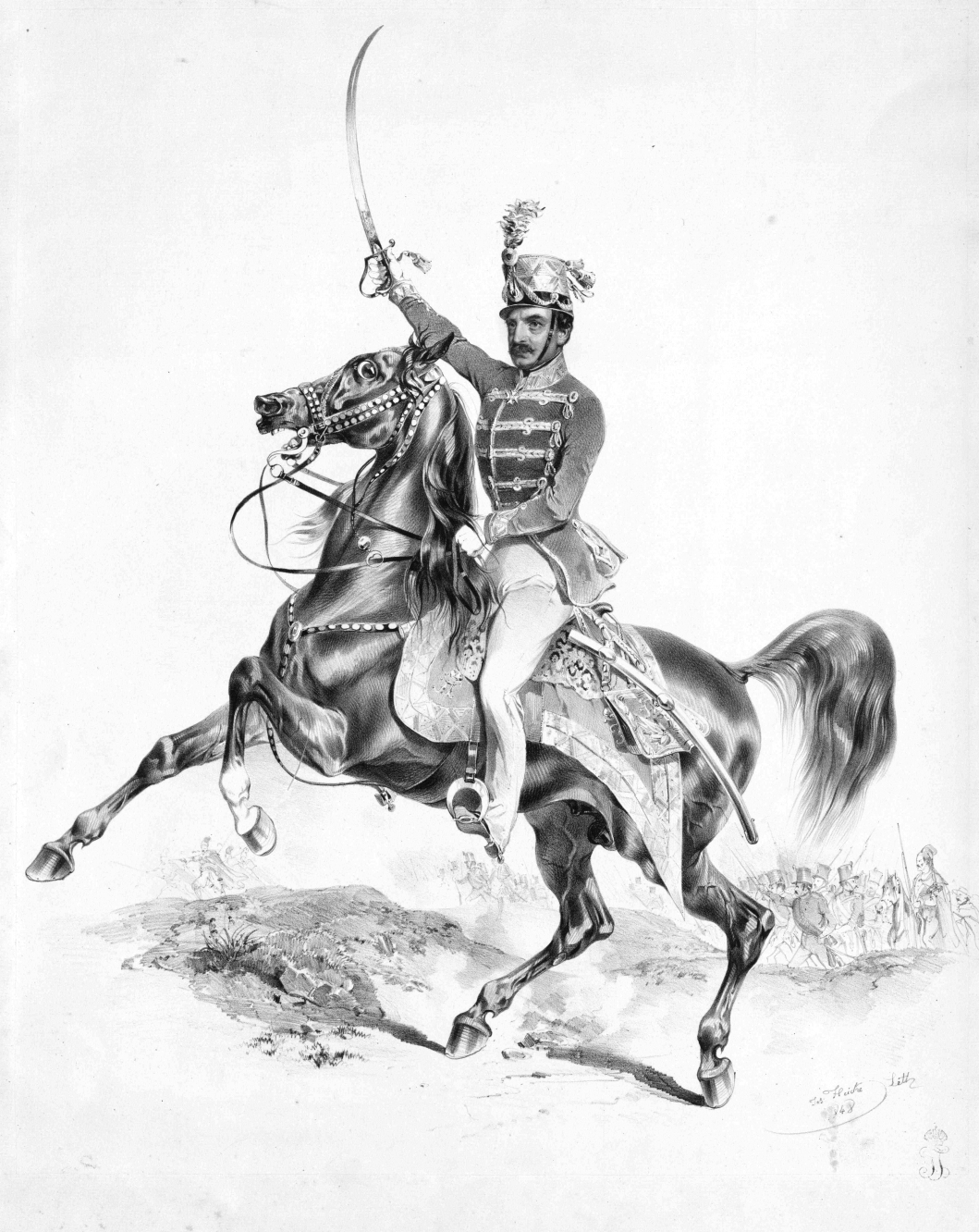
Josip Jelačić

Za habsburské vlády nicméně bylo Chorvatsko zejména pod uherskou nadvládou a čelilo maďarizačním hrozbám. Vůči nim se postavilo chorvatské národní obrození v 19. století. Národní hnutí bylo nazýváno ilyrismus. Během maďarské revoluce v roce 1848 se Chorvatsko postavilo na stranu centrální vlády ve Vídni. Chorvatský bán (místokrál) Josip Jelačić pomohl porazit maďarské síly v roce 1849.
Po rakousko-uherském vyrovnání roku 1867 a dualizaci habsburské monarchie se komplikované vztahy Uherska a Chorvatska vyřešily chorvatsko-uherským vyrovnáním (nagodba) z roku 1868. Zejména ekonomicky zůstalo Chorvatsko na Uhersku závislé, ale politicky se emancipovalo - chorvatské země získaly vlastní zákonodárství, církevní i civilní správu, zcela samostatné byly i v otázkách školství a soudnictví. Chorvatština byla uznána za oficiální jazyk a v celém Uhersku měla statut rovnocenný s maďarštinou. K Chorvatsku byla připojena Slavonie (vzniklo tzv. Království chorvatsko-slavonské), avšak Dalmácie zůstala v rakouské části monarchie (Předlitavsku). Rostoucí emancipace a sebevědomí plynoucí z tohoto uspořádání brzy vedly k tomu, že se začalo vážně jednat o federalizaci či trializaci habsburské monarchie. Avšak tyto úvahy zadusila první světová válka. V ní se celá monarchie dostala do vleku Německa, válku prohrála a na jejím konci se rozpadla.

### Jugoslávské království

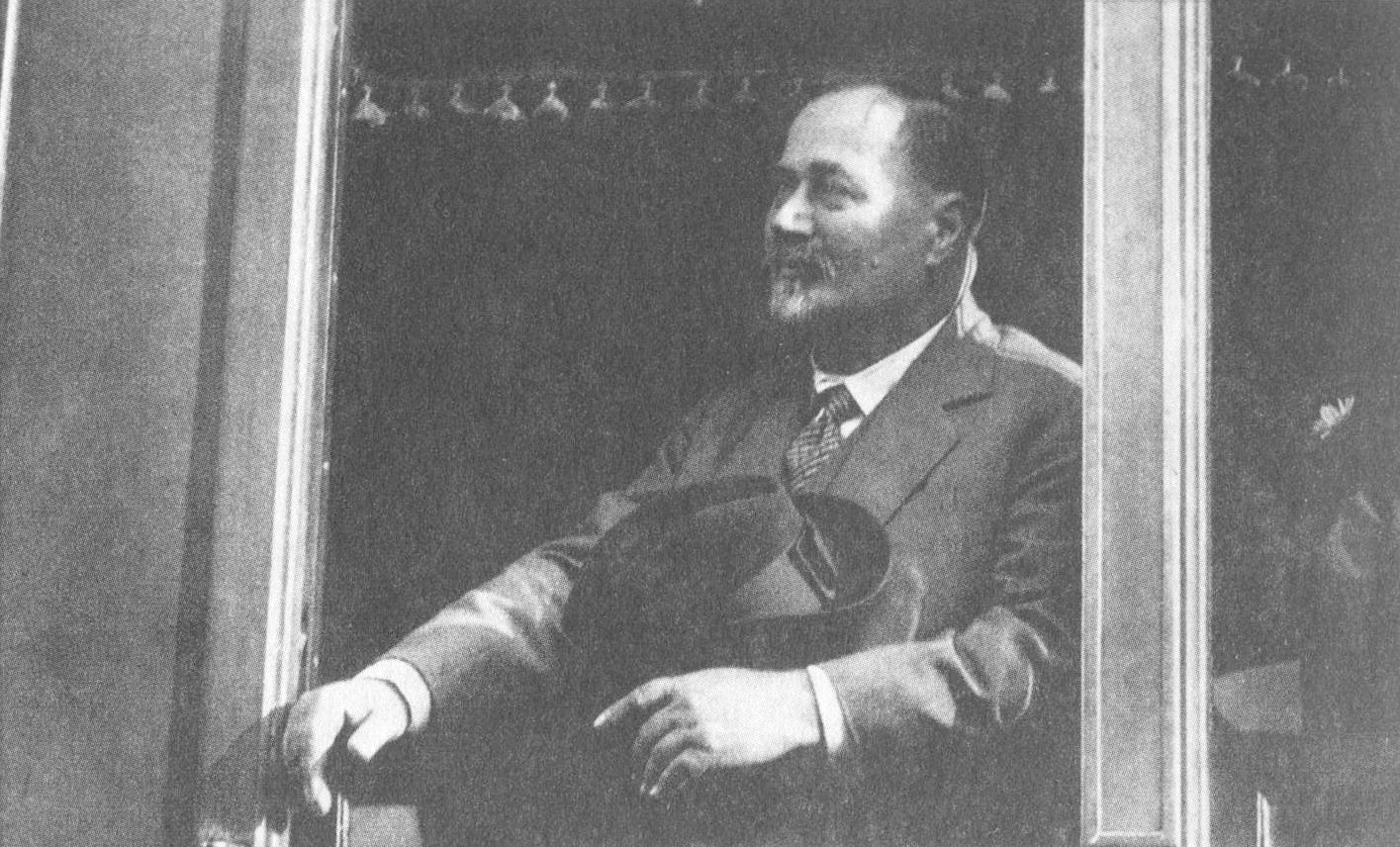
Stjepan Radić

1. prosince 1918 vzniklo Království Srbů, Chorvatů a Slovinců (Království SHS), a to spojením jihoslovanských území Rakousko-Uherska (Centrální Chorvatsko, Slavonie, Dalmácie, Bosna a Hercegovina, Kraňsko a Dolní Štýrsko) a Srbského království, které se v letech 1913–1918 rozšířilo o Vardarskou Makedonii, Kosovo, Vojvodinu a Černou Horu.
Proces formování nového státu ovšem nebyl nekonfliktní. Ústava z roku 1921 definovala zemi jako unitární stát a zrušení chorvatského parlamentu a historických administrativních jednotek účinně ukončilo chorvatskou autonomii. Proti tomu se postavila Chorvatská rolnická strana vedená Stjepanem Radićem. Ten byl v roce 1928 zavražděn v Národním shromáždění, což vedlo v lednu 1929 k diktatuře krále Alexandra. Ta formálně skončila v roce 1931, kdy král zavedl ještě unitárnější ústavu a změnil název státu na Jugoslávii. Rolnická strana, nově vedená Vladkem Mačkem, však dále bojovala za federalizaci Jugoslávie, a to poměrně úspěšně, takže v srpnu 1939 byla uzavřena dohoda Cvetković-Maček, na jejímž základě Chorvaté získali autonomii. Vznikla takto Chorvatská bánovina.

### Druhá světová válka a ustašovský stát

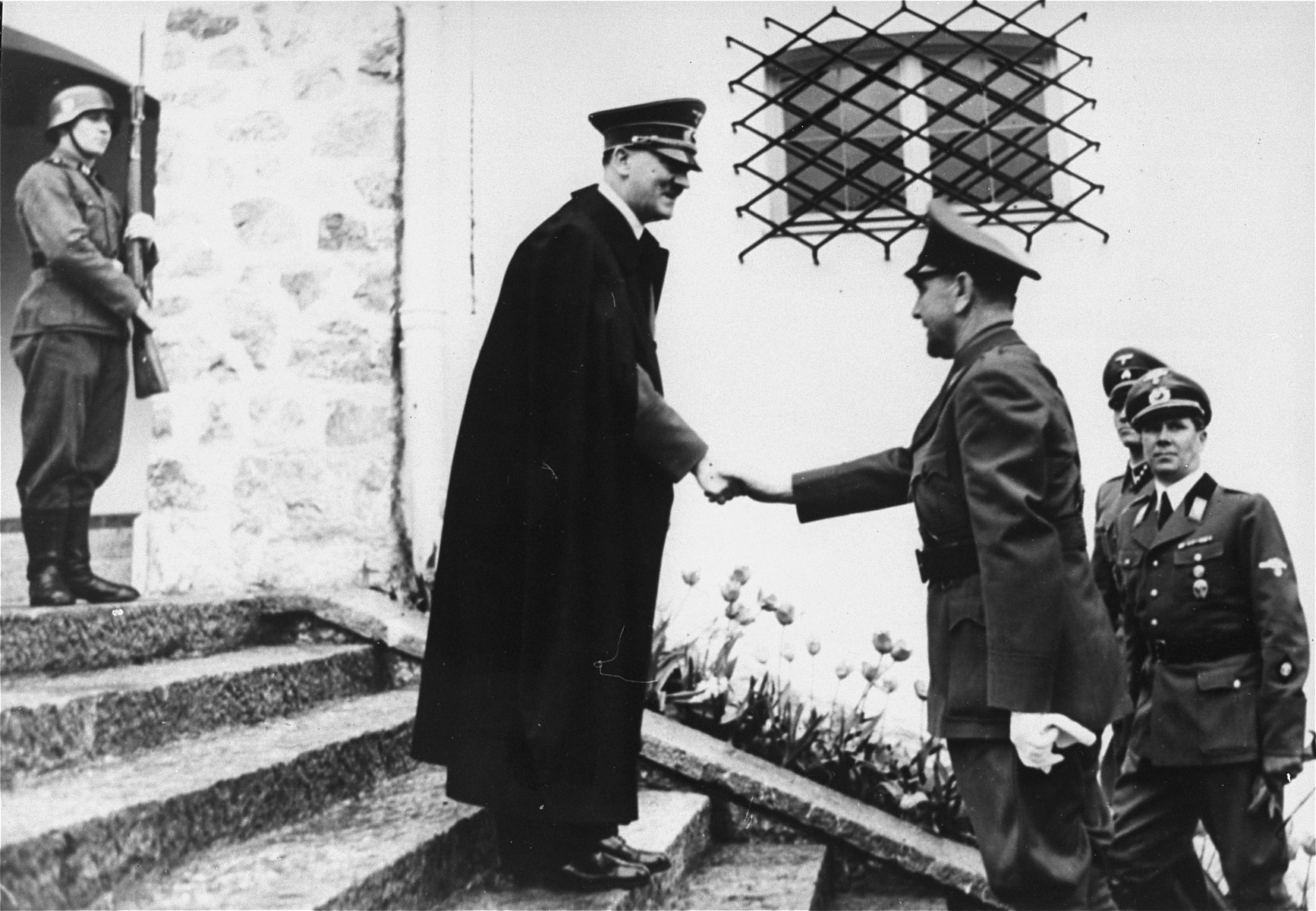
Adolf Hitler a fašistický diktátor Ante Pavelić v červnu 1941

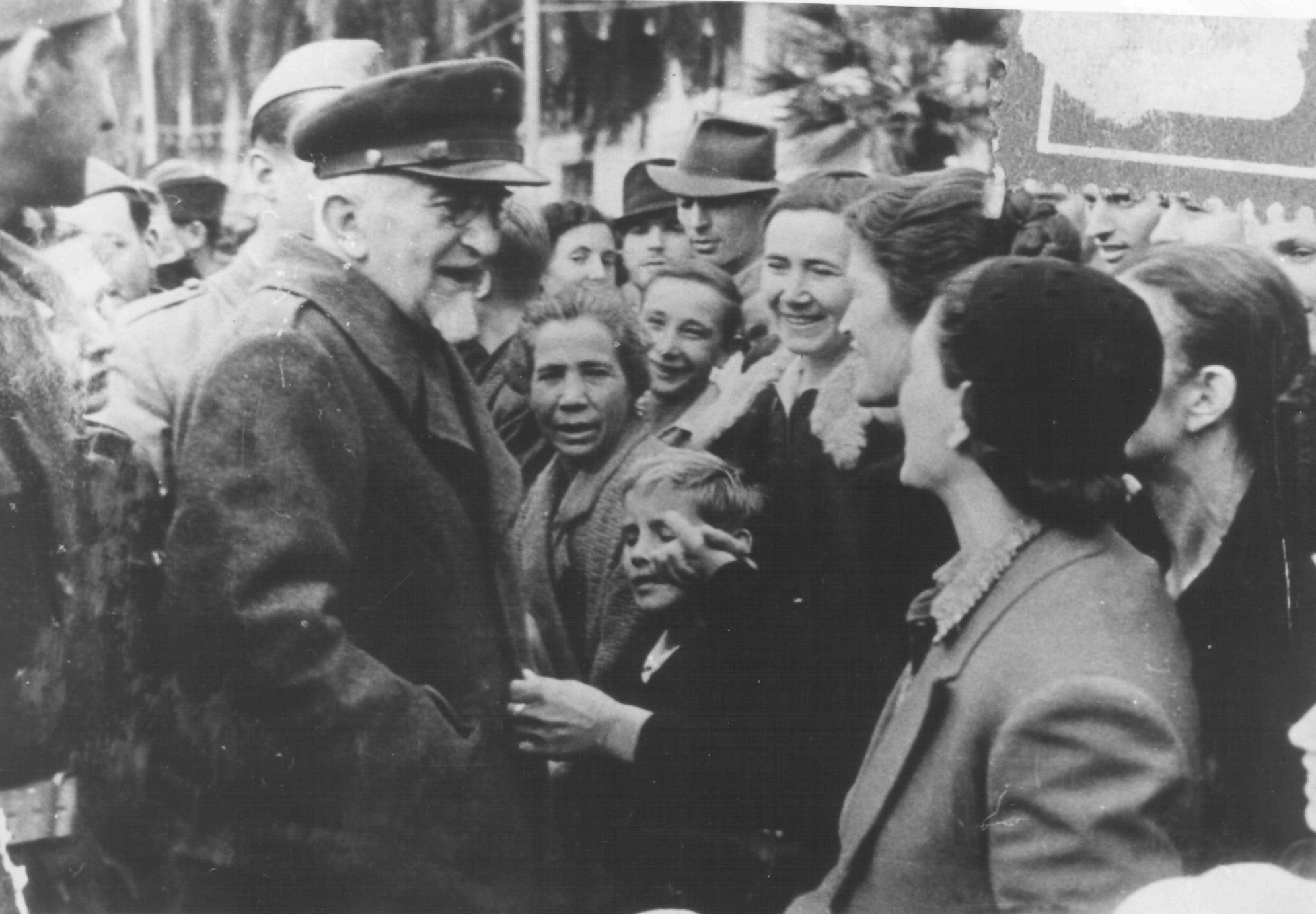
Vladimir Nazor v osvobozeném Splitu roku 1944

Po faktické likvidaci Jugoslávie nacistickým Německem v roce 1941 vyhlásili chorvatští fašisté, tzv. ustašovci, Nezávislý stát Chorvatsko, zahrnující větší část chorvatských zemí a rovněž Bosnu a Hercegovinu. Ustašovský režim Ante Paveliće povraždil statisíce příslušníků srbské menšiny, mnohé z nich v táboře Jasenovac.
22. června 1941 byl u Sisaku zformován partyzánský oddíl, první vojenská jednotka vytvořená odbojovým hnutím v okupované Evropě. Stala se jádrem, kolem nějž obrostlo mohutné partyzánského hnutí Josipa Broze Tita, rodáka z chorvatského Kumrovce. Titovo hnutí bylo komunistické a usilovalo o obnovu Jugoslávie. Obezřetně se vyhýbalo přílišným útokům na chorvatské síly, aby si neznepřátelilo chorvatské obyvatelstvo - na rozdíl od nacionalistického srbského odboje tzv. četniků, kteří si připsali i řadu masakrů chorvatských civilistů (zabili jich asi 30 tisíc). Chorvati byli po Srbech druhými největšími přispěvateli do partyzánského hnutí. V květnu 1944 tvořili 30 % Titových partyzánů, přestože v bývalé Jugoslávii tvořili 22 % populace. Titovo hnutí získalo mezinárodní uznání a podařilo se mu osvobodit většinu jugoslávského území.
Klíčovou osobností chorvatských partyzánů byl Vladimir Nazor, první předseda Antifašistické rady národního osvobození Chorvatska (ZAVNOH), jež vznikla roku 1943 a byla jádrem poválečné státnosti (přeměnila se v první poválečný parlament). K dalším chorvatským partyzánům patřili Vladimir Bakarić nebo Andrija Hebrang.
Válka Chorvatsko tvrdě zasáhla. Počty mrtvých jsou dodnes předmětem mnoha sporů, v 90. letech se chorvatští demografové shodli na následujících číslech: Během války zemřelo na předválečném chorvatském území celkem 295 000 lidí, tedy 7,3 % populace. Mezi nimi bylo 125–137 000 Srbů, 118–124 000 Chorvatů, 16–17 000 Židů a 15 000 Romů. Navíc v oblastech připojených k Chorvatsku po válce zemřelo celkem 32 000 lidí, z nichž 16 000 byli Italové a 15 000 Chorvati. Na území celé předválečné Jugoslávie bylo během války zabito 200 000 Chorvatů. Tato čísla jsou předmětem kritiky některých srbských historiků, podle nichž jsou počty zabitých Srbů během genocidy Srbů v Nezávislém státě Chorvatsko, zejména v Jasenovaci, podhodnoceny. Také izraelský institut Jad Vašem odhaduje počet srbských obětí vyšší, a to "přes 500 000".

### Socialistická Jugoslávie

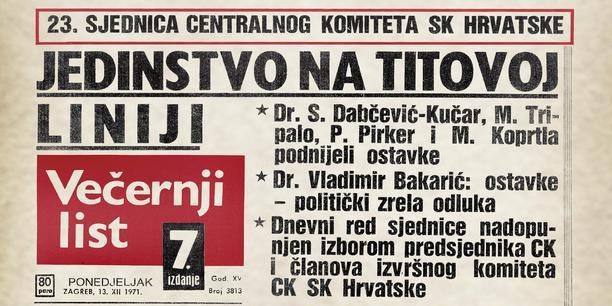
Novinové oznámení o začátku čistky ve Svazu komunistů Chorvatska, po níž došlo k rozbití chorvatského jara

V poválečném období bylo Chorvatsko lidovou (1945–1963), resp. socialistickou (1963–1990) republikou v rámci Socialistické federativní republiky Jugoslávie. V čele socialistické Jugoslávie stál pětatřicet let Josip Broz Tito. Jeho integrační role a autorita byly sice značné, přesto i v komunistické éře se vynořily národnostní problémy. Nevoli v Chorvatsku budily především snahy o splynutí chorvatštiny a srbštiny do tzv. srbochorvatštiny (viz Novosadská dohoda). Na to reagovala Deklarace o názvu a postavení chorvatského spisovného jazyka Matice chorvatské z roku 1967, jejíž podpora dala vzniknout spontánnímu hnutí zvanému někdy Maspok. Proces takto započatý bývá nazýván Chorvatské jaro a zapojila se do něj i značná část Svazu komunistů Chorvatska. Vedle nich pak hlavně studenti. Krom jazykových požadavků se objevily časem i ekonomické a jiné. V roce 1972 bylo hnutí násilně potlačeno, načež následovala jakási obdoba československé "normalizace", nazývaná někdy chorvatské mlčení. Nová jugoslávská ústava z roku 1974 přesto poskytla federálním jednotkám zvýšenou autonomii, čímž v podstatě splnila požadavky chorvatského jara.

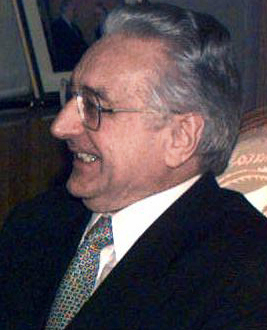
Franjo Tuđman

Po smrti Josipa Broze Tita se začalo národnostní napětí v Jugoslávii zvyšovat. Za rozbušku bývá někdy označováno Memorandum SANU zveřejněné skupinou srbských intelektuálů v čele se spisovatelem Dobricou Ćosićem v roce 1986. To útočilo na ústavu z roku 1974 a decentralizaci a označovalo je za příčinu všech problémů federace, zejména ekonomických. Ačkoli memorandum mělo i silný prodemokratizační akcent, v Chorvatsku bylo pochopeno jako návrat myšlenky velkého Srbska. Memorandum se stalo později ideovou základnou tzv. protibyrokratické revoluce srbského komunisty Slobodana Miloševiće. Milošević byl však v Chorvatsku na konci 80. let silně neoblíben a jeho vznikající kult v Srbsku byl vnímán jako velká hrozba. V roce 1989 miloševićovské převraty ve Vojvodině, Kosovu a Černé Hoře nacionální zášť rozdmýchaly ještě více. Roku 1990 se v Chorvatsku konaly první svobodné volby. Po vítězství Franja Tuđmana někteří Srbové opustili Sabor (parlament) a vyhlásili autonomii, tzv. Republiku Srbskou Krajinu.

### Nezávislost

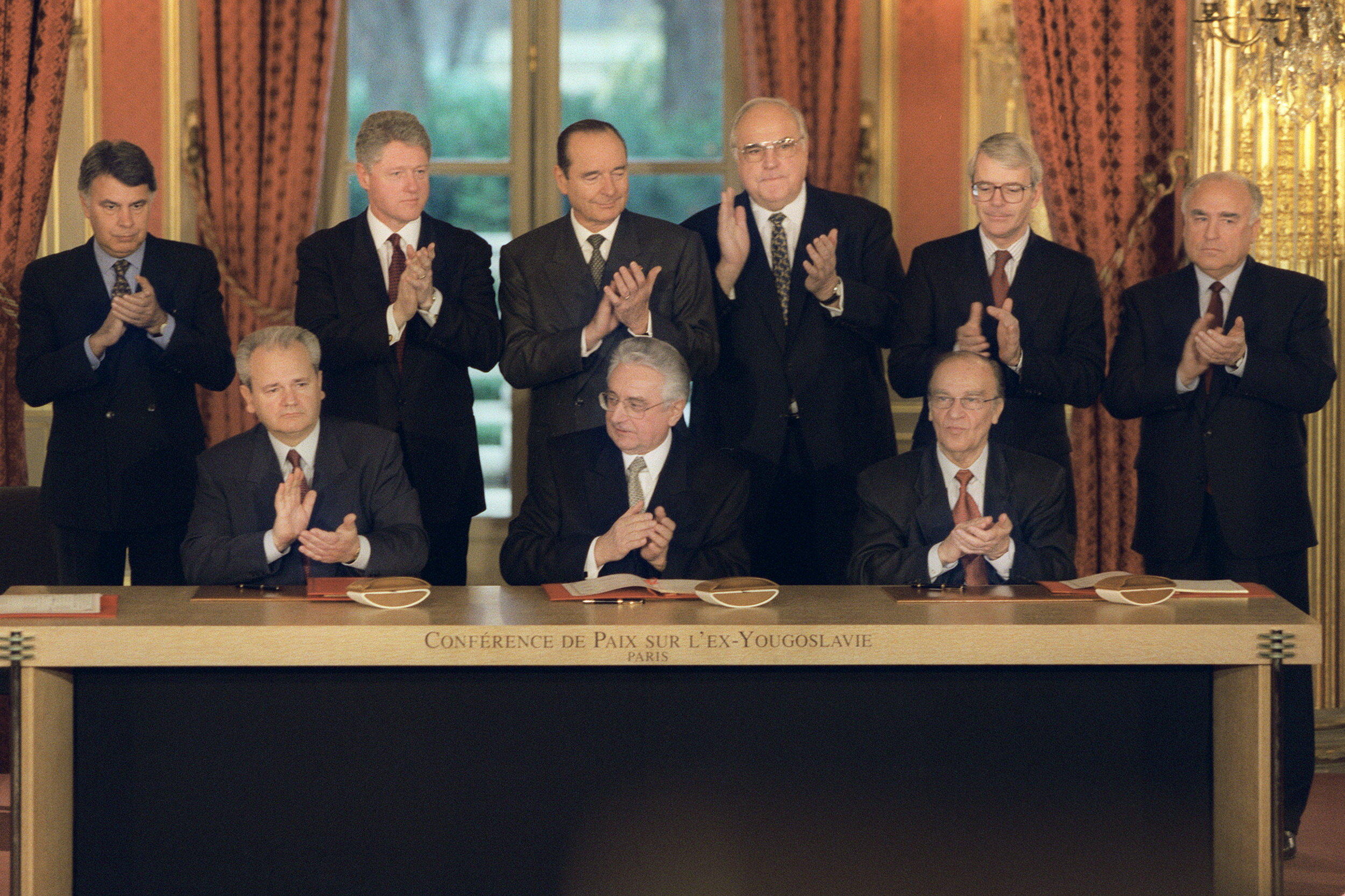
Podpis Daytonské mírové smlouvy roku 1995, zleva sedí Milošević, Tuđman a Izetbegović

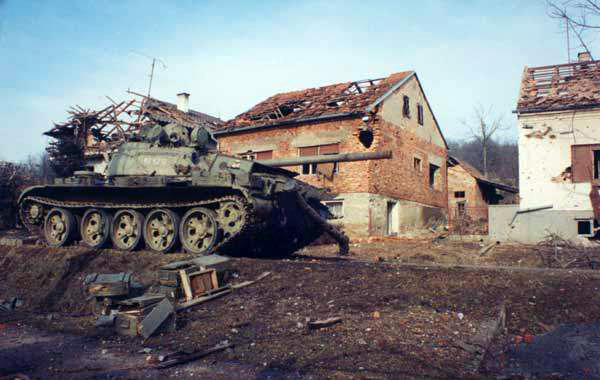
Tank T-55 jugoslávské armády zničený za Chorvatské války

V roce 1990 byl oficiální název státu změněn na Republika Chorvatsko. 25. června 1991 vyhlásilo Chorvatsko spolu se Slovinskem nezávislost (ta byla uznána 15. ledna 1992 Evropským společenstvím). Jugoslávská federace však samostatnost neuznala, a to rozpoutalo válečný konflikt, který se s přestávkami vlekl tři roky. Na Chorvatsko útočily federální jednotky i různé srbské polovojenské organizace. Ze svých domovů bylo vyhnáno 400 000 Chorvatů, docházelo na druhé straně i k vyhánění Srbů. Válka fakticky skončila v srpnu 1995 rozhodným vítězstvím Chorvatska. Tato událost je každoročně připomínána 5. srpna jako Den vítězství. Po chorvatském vítězství uprchlo asi 200 000 Srbů ze samozvané Republiky Srbská Krajina. Jejich území následně osídlili chorvatští uprchlíci z Bosny a Hercegoviny. Poslední okupované oblasti byly Chorvatsku navráceny po Erdutské dohodě z listopadu 1995.

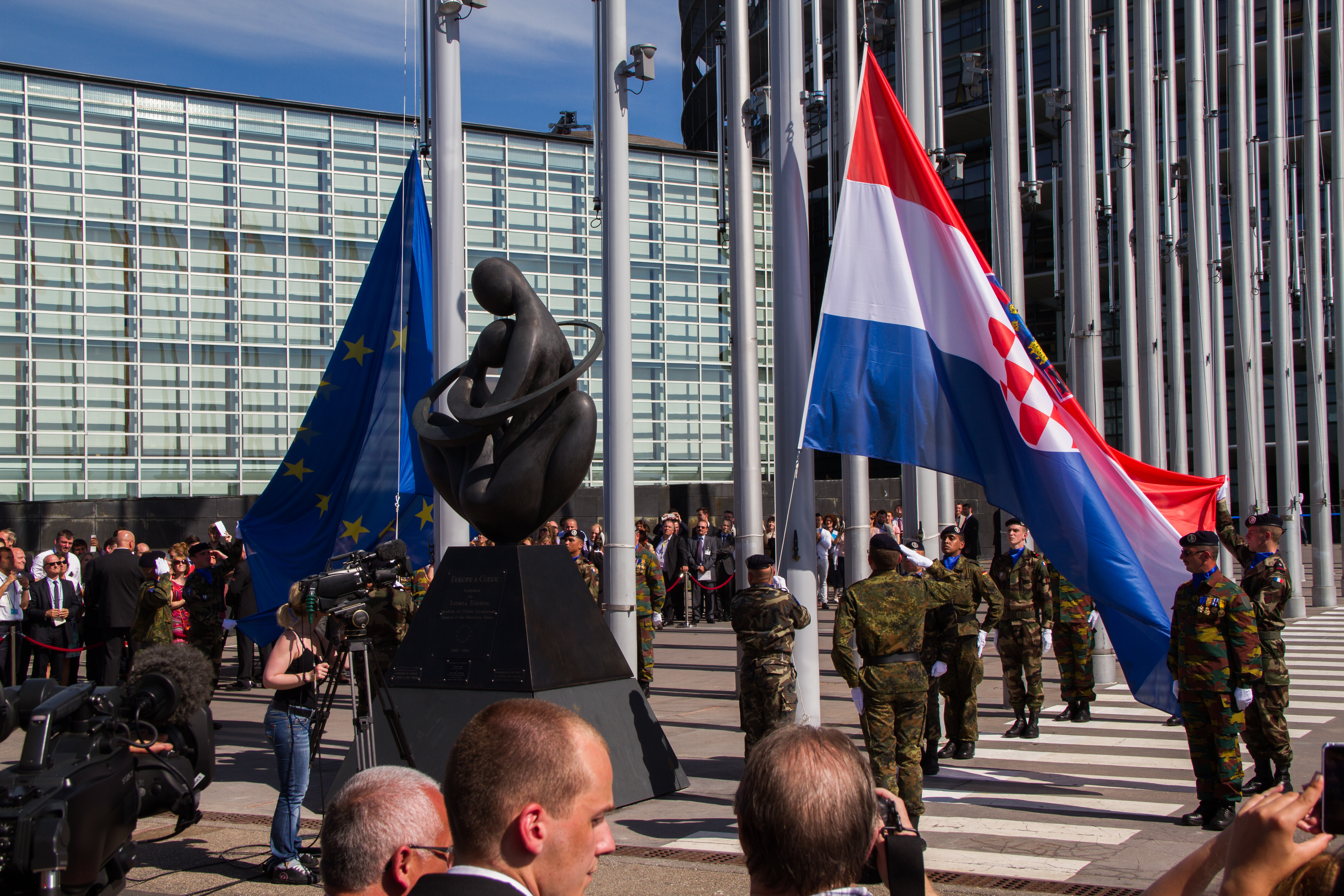
Vyvěšování vlajky Chorvatska před Evropským parlamentem ve Štrasburku po jeho vstupu do EU v roce 2013

Po roce 2000 začalo Chorvatsko směřovat do NATO a EU. V roce 2004 se stalo kandidátskou zemí EU, která s ním zahájila přístupová jednání 3. října 2005 (v týž den jako s Tureckem). Do poslední chvíle nebylo jisté, zda přístupová jednání vůbec začnou, a to kvůli dřívější neochotě Chorvatska spolupracovat s Mezinárodním trestním tribunálem pro bývalou Jugoslávii. Krátce předtím však Chorvatsko udělalo pokrok při hledání generála Ante Gotoviny, obviněného z válečných zločinů během Operace Bouře v roce 1995, při které muselo na 200 tisíc Srbů opustit své domovy, a tím splnilo zbývající podmínku pro zahájení přístupových jednání. 1. dubna 2009 vstoupilo Chorvatsko do NATO. Dne 1. července 2013 se Chorvatsko stalo 28. členem EU. Gotovina a další chorvatští generálové byli tribunálem v Haagu zproštěni viny, což bylo kritizováno Srbskem jako „politické rozhodnutí“.
Dne 22. března 2020 došlo v Záhřebu k otřesům o síle 5,3 stupňů Richterovy stupnice které, postihly město jeho okolí spolu s přilehlou částí sousedního Slovinska v ranních hodinách. Po prvním otřesu v 6 hodin 30 minut ráno se objevily ještě dva navazující se sílou 5,1 a 3,7 stupňů. Epicentrum se nacházelo v blízkosti místní části Záhřebu Makuševac. 28. prosince 2020 v Petrinji došlo ke dvěma silným zemětřesením, která dosáhla na Richterově stupnici hodnot 5,2 a 4,9 a zasáhla širokou oblast, kromě Petrinje především města Sisak, Záhřeb, Karlovac, Ogulin a Zaprešić. Druhý den, 29. prosince, v oblasti došlo k masivnímu zemětřesení o magnitudu 6,4. Tento otřes město značně poničil a velkou část domů udělal neobyvatelnými. 7. ledna 2022 došlo v Glině k zemětřesení o síle 2,6 Richterovy stupnice.
V roce 2023 vstoupilo Chorvatsko do Schengenského prostoru a eurozóny.

## Státní symboly
Státní symboly Chorvatské republiky jsou stanoveny ústavním zákonem o státních symbolech ze dne 22. prosince 1990. Státní symboly Chorvatska jsou: vlajka, znak, hymna a vlajka prezidenta republiky.

### Vlajka
Chorvatská vlajka je tvořena listem o poměru stran 1:2 se třemi vodorovnými pruhy v panslovanských barvách: červené, bílé a modré. Uprostřed vlajky je umístěn státní znak.

### Znak
Chorvatský státní znak je pětadvacetkrát červeno-bíle šachovaný štít. Znaková koruna klenoucí se nad štítem zobrazuje znaky důležitých historických zemí, které jsou součástí Chorvatska: Centrální (historické) Chorvatsko, Dubrovník, Dalmácie, Istrie a Slavonie.

### Hymna
Chorvatská hymna je píseň Lijepa naša domovino (česky Krásná naše vlasti). Text složil básník Antun Mihanović, hudbu složil Josip Runjanin. Úpravy písně provedl Vatroslav Lichtenegger.

## Geografie

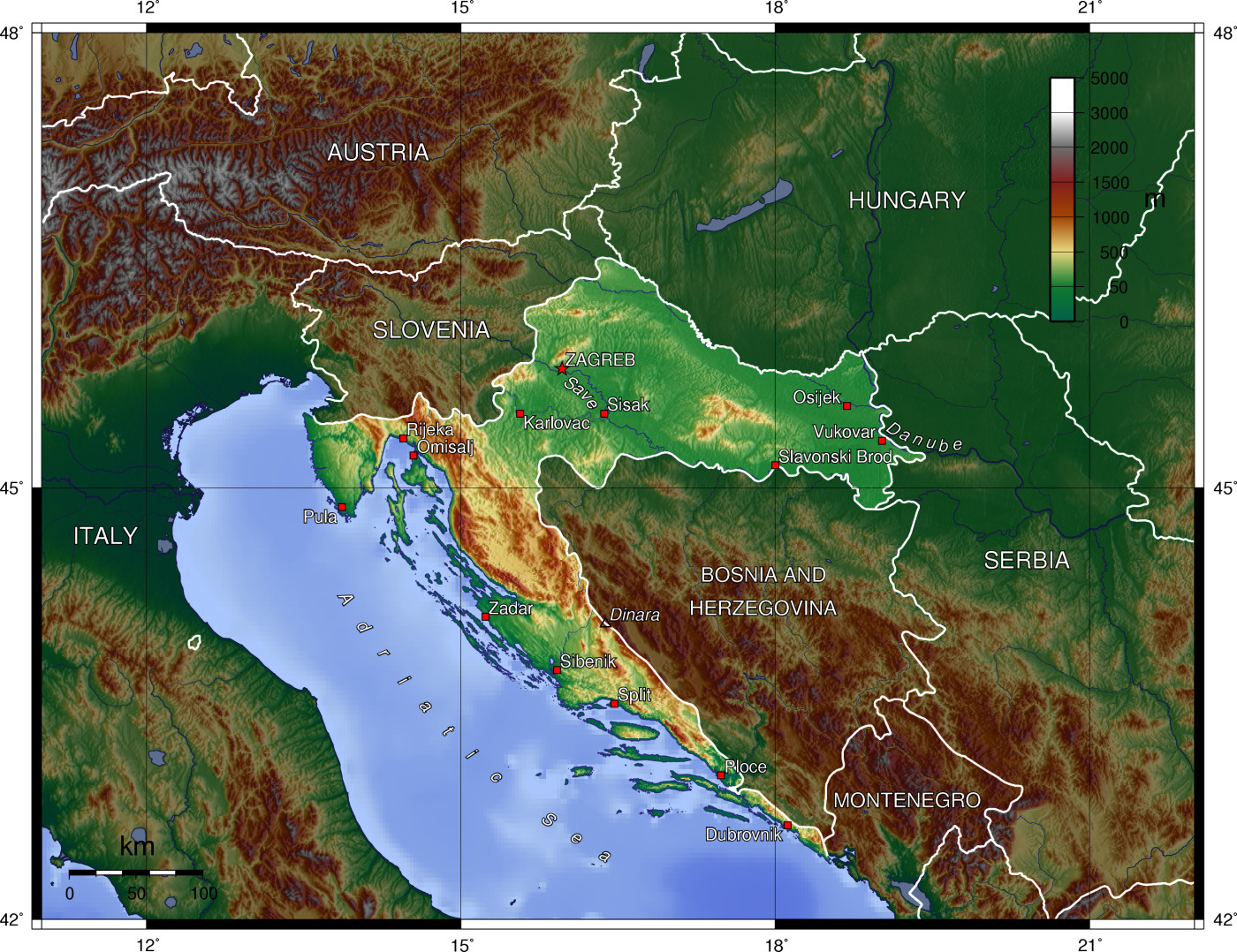
Topografická mapa

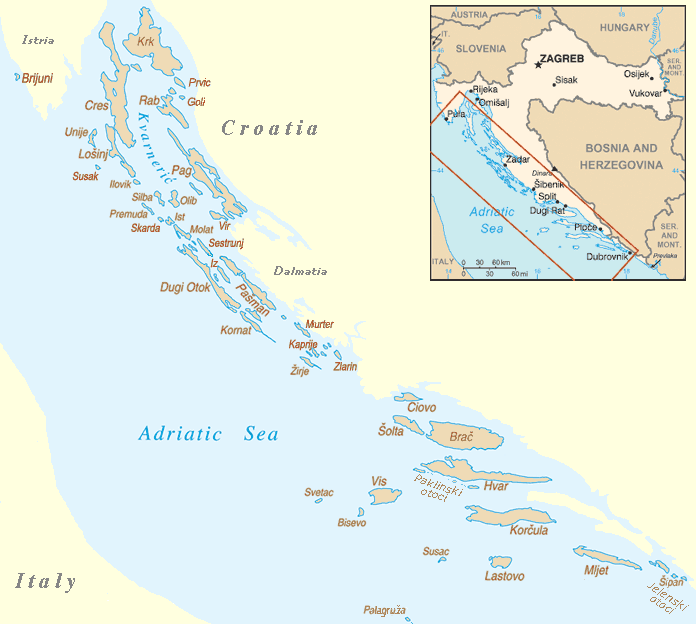
Chorvatské ostrovy

Chorvatsko leží v jihovýchodní Evropě na Balkánském poloostrově na břehu Jaderského moře a na mnoha ostrovech v Jaderském moři. Patří mu dvě třetiny kamenitého pobřeží Jaderského moře (poloostrov Istrie a Dalmácie).
Jeho státní území má unikátní tvar dvou „křídel“, přímořského a vnitrozemského, propojených jižně od Karlovce šíjí širokou jen 45 km. Takto Chorvatsko zahrnuje velmi různorodé krajinné typy, od členitého pobřeží se stovkami ostrovů přes strmá vápencová pohoří s kaňony a poljemi po lužní lesy a širé roviny okolo panonských řek.
Hraničí na severozápadě se Slovinskem, na severovýchodě s Maďarskem, na východě se Srbskem (oblast Vojvodina), na jihovýchodě ze tří stran obklopuje Bosnu a Hercegovinu a na nejzazším jihu krátce hraničí i s Černou Horou. Na jihu je chorvatské pobřeží krátce přerušeno územím Bosny a Hercegoviny (koridor k přístavu Neum); tato komplikace byla roku 2022 vyřešena Pelješackým mostem, který umožňuje tento koridor objet přes poloostrov Pelješac.
Chorvatské hranice jsou ze značné části vymezeny řekami, jmenovitě Drávou a Murou (s Maďarskem), Kupou (se Slovinskem), Sávou a Unou (s Bosnou) nebo Dunajem (se Srbskem).

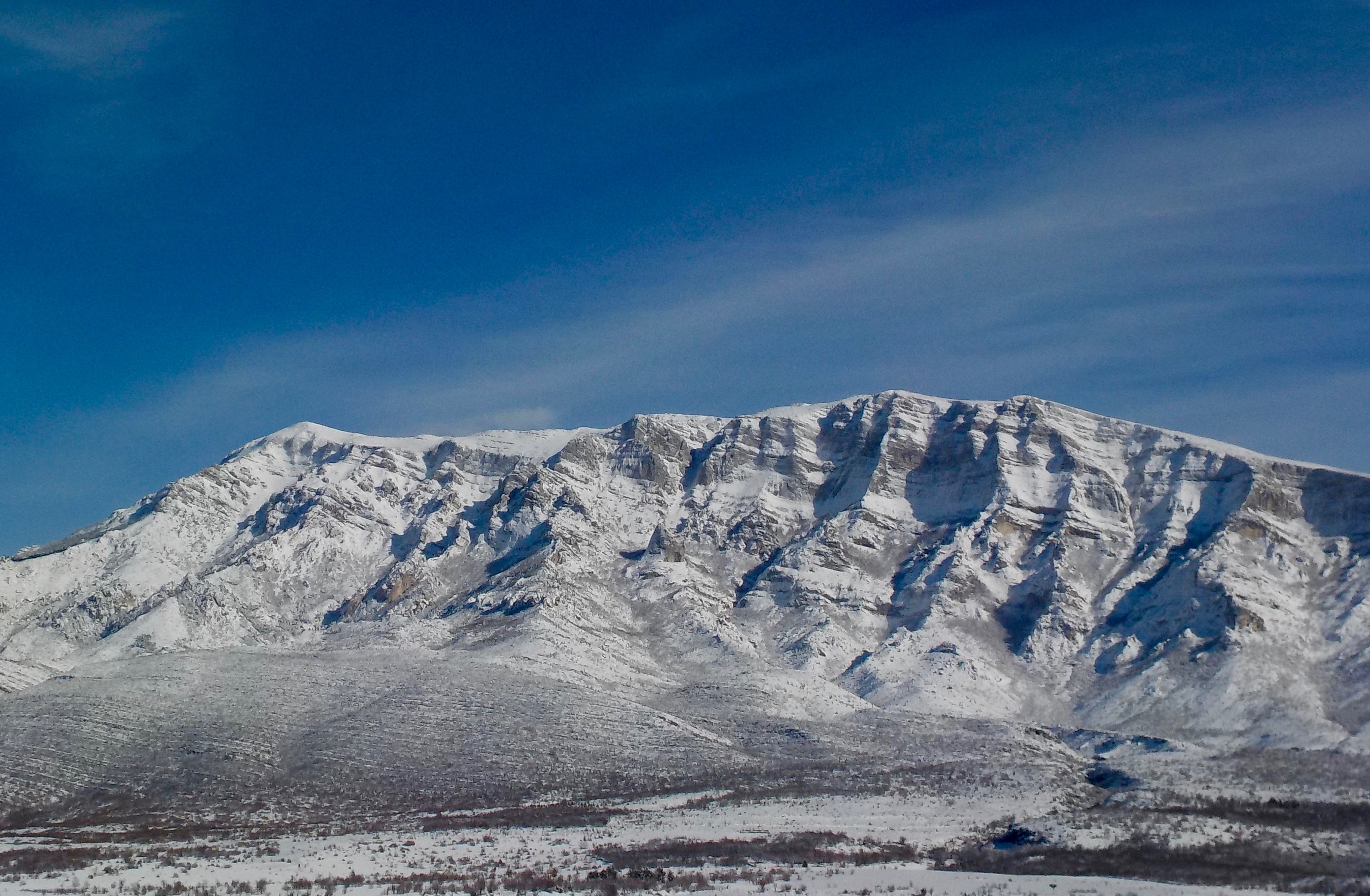
Dinárské hory

Rozloha Chorvatska činí 56 594 kilometrů čtverečních, z toho 128 km² tvoří vodní plocha. Je to 127. největší země na světě. Nejvyšším pohořím jsou Dinárské hory, kde se nachází nejvyšší hora Chorvatska Sinjal s výškou 1831 m n. m. Tyčí se blízko hranic s Bosnou a Hercegovinou. Chorvatsko se krom pevninské části skládá z více než tisíce ostrovů a ostrůvků různých velikostí, z nichž 48 je trvale obydleno. Největšími ostrovy jsou Cres a Krk, oba s rozlohou přibližně 405 čtverečních kilometrů, jen o málo menší je dalmatský Brač (395 km²).
Hornatými severními částmi Chorvatského Záhoří a rovinatými pláněmi Slavonie na východě, které jsou součástí Panonské pánve, protékají hlavní řeky: Dunaj, Dráva, Kupa a Sáva. Dunaj, druhá nejdelší řeka Evropy, protéká městem Vukovar na východě a tvoří součást hranice se Srbskem. Střední a jižní oblasti poblíž jadranského pobřeží se skládají z nízkých hor a zalesněných vrchovin. Krasové útvary jsou k nalezení asi na polovině území Chorvatska a zvláště četné jsou v Dinárských horách. Speleologové evidují 7 000 jeskyň, 49 z nich je hlubších než 250 metrů, 14 než 500 metrů a tři jeskyně dosahují hloubky více než 1000 metrů.

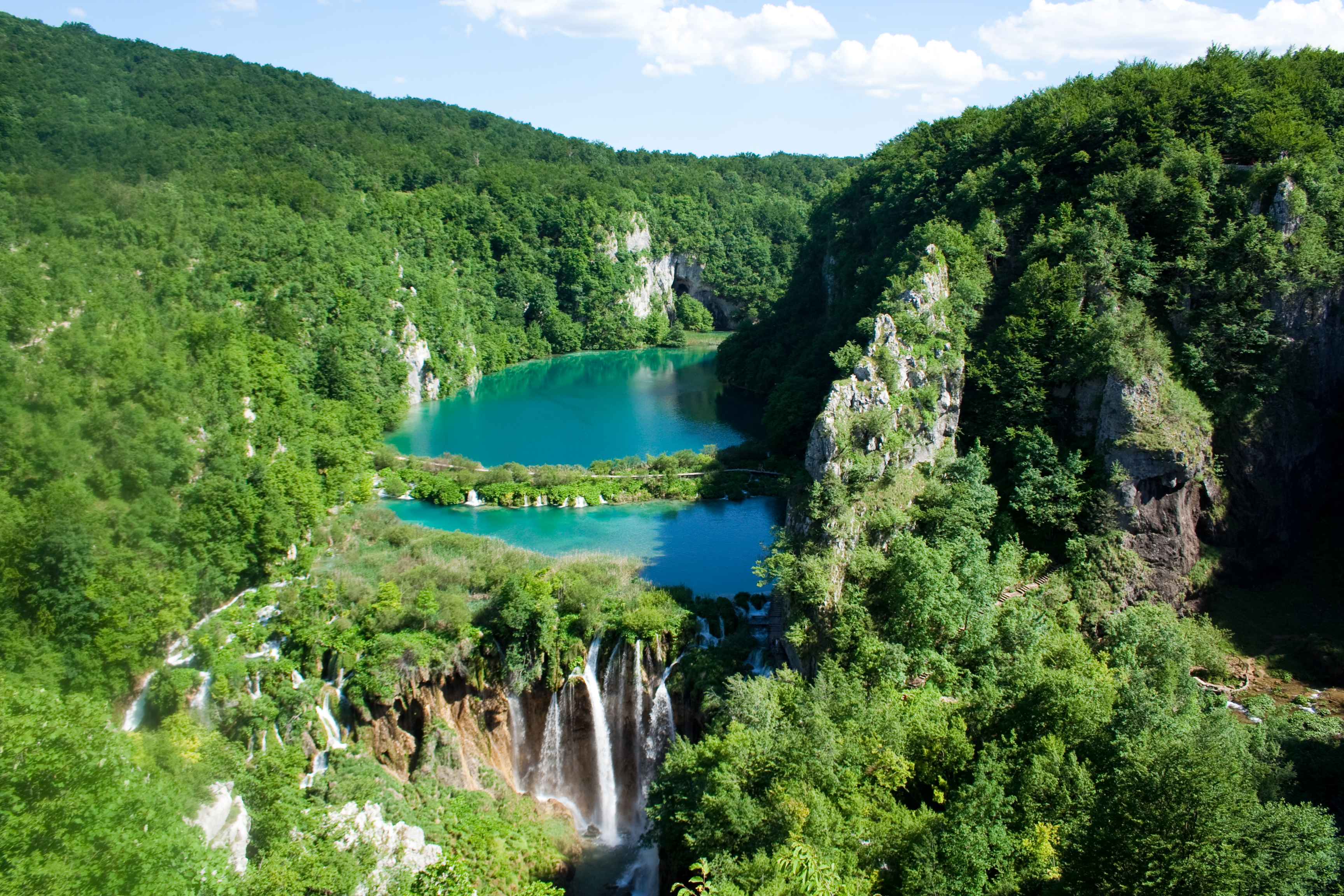
Plitvická jezera

Nejznámějšími jezery jsou Plitvická jezera, systém 16 jezer s vodopády, které je spojují přes dolomitové a vápencové kaskády. Jezera jsou proslulá svými výraznými barvami, od tyrkysové až po mátově zelenou.
Lesy pokrývají 2 490 000 hektarů, což představuje 44 % chorvatského území.

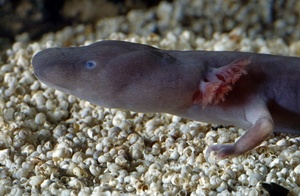
Macarát jeskynní

V Chorvatsku žije 37 000 známých živočišných druhů, ale jejich skutečný počet se odhaduje na 50 000 až 100 000. Tyto nové odhady vycházejí z objevu téměř 400 nových druhů bezobratlých v roce 2000. Na chorvatském území žije více než tisíc endemických druhů, k nejznámějším patří macarát jeskynní, obývající jeskyně Dinárských hor. Pro řadu endemitů se však v posledních letech stává hrozbou invazivní řasa Lazucha tisolistá. Chorvatská legislativa chrání 1 131 živočišných druhů. Chorvatsko má též 444 chráněných oblastí, jejichž rozloha představuje 9 % celkové plochy státu. Patří mezi ně osm národních parků, dvě přírodní rezervace a deset přírodních parků.
Průměrné roční srážky se pohybují mezi 600 milimetry a 3500 milimetry na metr čtvereční, v závislosti na zeměpisné oblasti. Nejmenší srážky jsou zaznamenávány na ostrovech (Biševo, Lastovo, Svetac, Vis) a ve východních částech Slavonie, nejvyšší naopak v Dinárských horách a v Gorském kotaru. Vyšší rychlosti větru jsou častěji zaznamenávány v chladnějších měsících podél pobřeží. Nejslunnějšími částmi země jsou ostrovy Hvar a Korčula, kde je naměřeno v průměru více než 2700 hodin slunečního svitu ročně.

## Politický systém

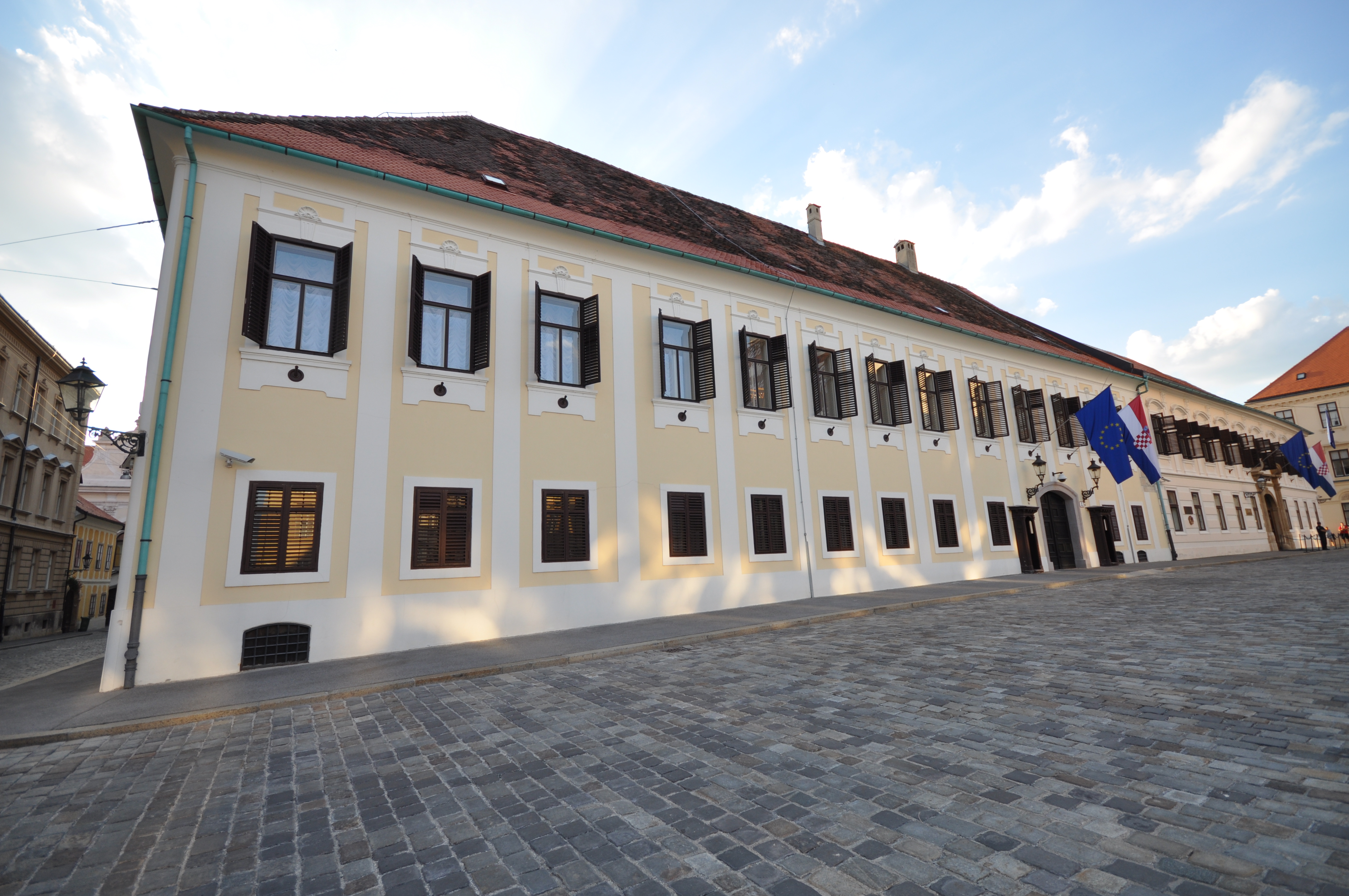
Sídlo vlády Chorvatské republiky

Chorvatsko je unitární stát a parlamentní republika. Podle ústavy z roku 1990 bylo Chorvatsko poloprezidentským systémem, do značné míry kvůli osobě zakladatele státu Franjo Tuđmana. Roku 2000 byla pozice prezidenta zákonem oslabena a Chorvatsko přešlo na systém parlamentní, v němž výkonnou moc drží především premiér a vláda, zvaná Rada ministrů. Vláda je odpovědná parlamentu, který je jednokomorový a nazývá se Sabor.
Prezident republiky (Predsjednik Republike) je hlavou státu, je přímo volený občany a jeho mandát trvá pět let. Ústava dává jedné osobě možnost být zvolen pouze dvakrát. Prezident je velitelem ozbrojených sil a má určitý vliv na zahraniční politiku. Prezidentem Chorvatska je od roku 2020 Zoran Milanović.
Vláda je vedena předsedou vlády, který má čtyři místopředsedy a šestnáct ministrů. Vláda má sídlo v Banském dvoře v Záhřebu, hned naproti budově parlamentu. Současným předsedou vlády je od roku 2016 Andrej Plenković, předseda největší pravicové strany, která vedla většinu vlád od roku 1991, Chorvatského demokratického společenství. Jedinou další stranou, která od roku 1990 držela křeslo premiéra, je Sociálně demokratická strana Chorvatska.
Jednokomorový parlament (Sabor) má zákonodárnou moc. Druhá komora existovala od roku 1993, ale v roce 2001 byla zrušena. Počet členů Saboru se může pohybovat od 100 do 160. Všichni jsou voleni lidovým hlasováním na čtyři roky. Zasedání Saboru se konají od 15. ledna do 15. července a od 15. září do 15. prosince.

### Administrativní dělení

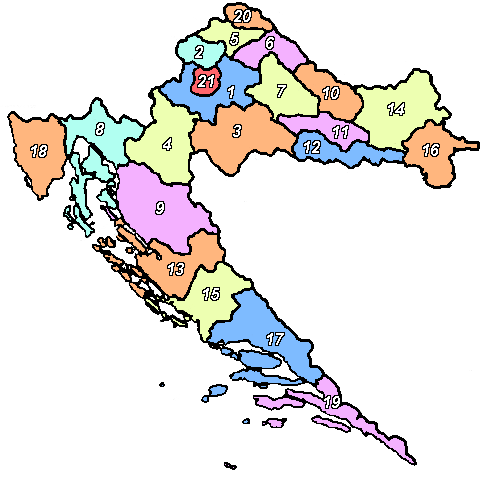
Župy Chorvatska

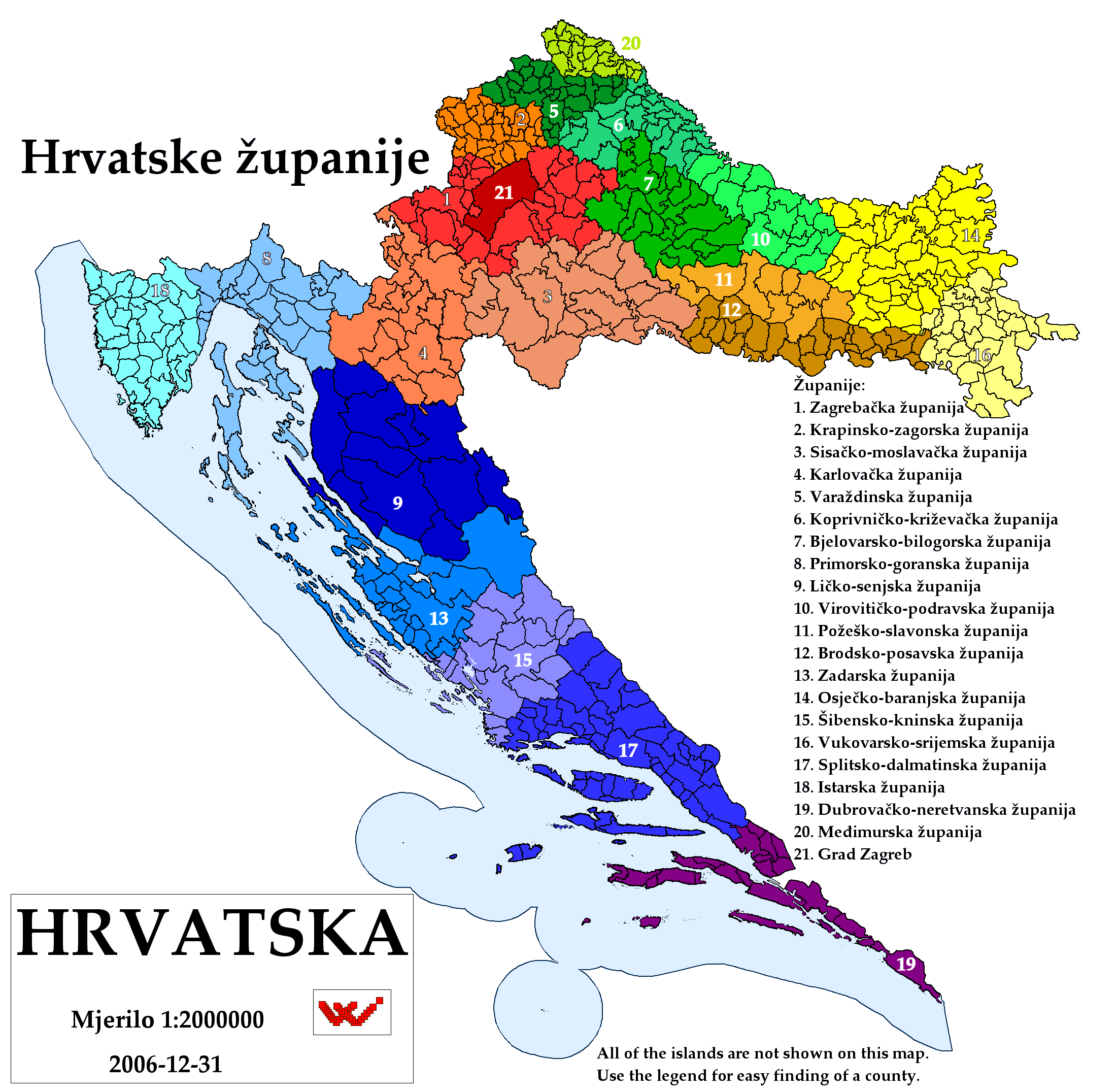
Opčiny Chorvatska

Chorvatsko se od roku 1992 dělí na 21 žup, ty se dále dělí na 556 opčin (v průměru kolem 10–20 na jednu župu) které mají podobné postavení, jako české obce.
1. Záhřebská župa
2. Krapinsko-zagorská župa
3. Sisacko-moslavinská župa
4. Karlovacká župa
5. Varaždinská župa
6. Koprivnicko-križevecká župa
7. Bjelovarsko-bilogorská župa
8. Přímořsko-gorskokotarská župa
9. Licko-senjská župa
10. Viroviticko-podrávská župa
11. Požežsko-slavonská župa
12. Brodsko-posávská župa
13. Zadarská župa
14. Osijecko-baranjská župa
15. Šibenicko-kninská župa
16. Vukovarsko-sremská župa
17. Splitsko-dalmatská župa
18. Istrijská župa
19. Dubrovnicko-neretvanská župa
20. Mezimuřská župa
21. Záhřeb

### Právní a soudní systém

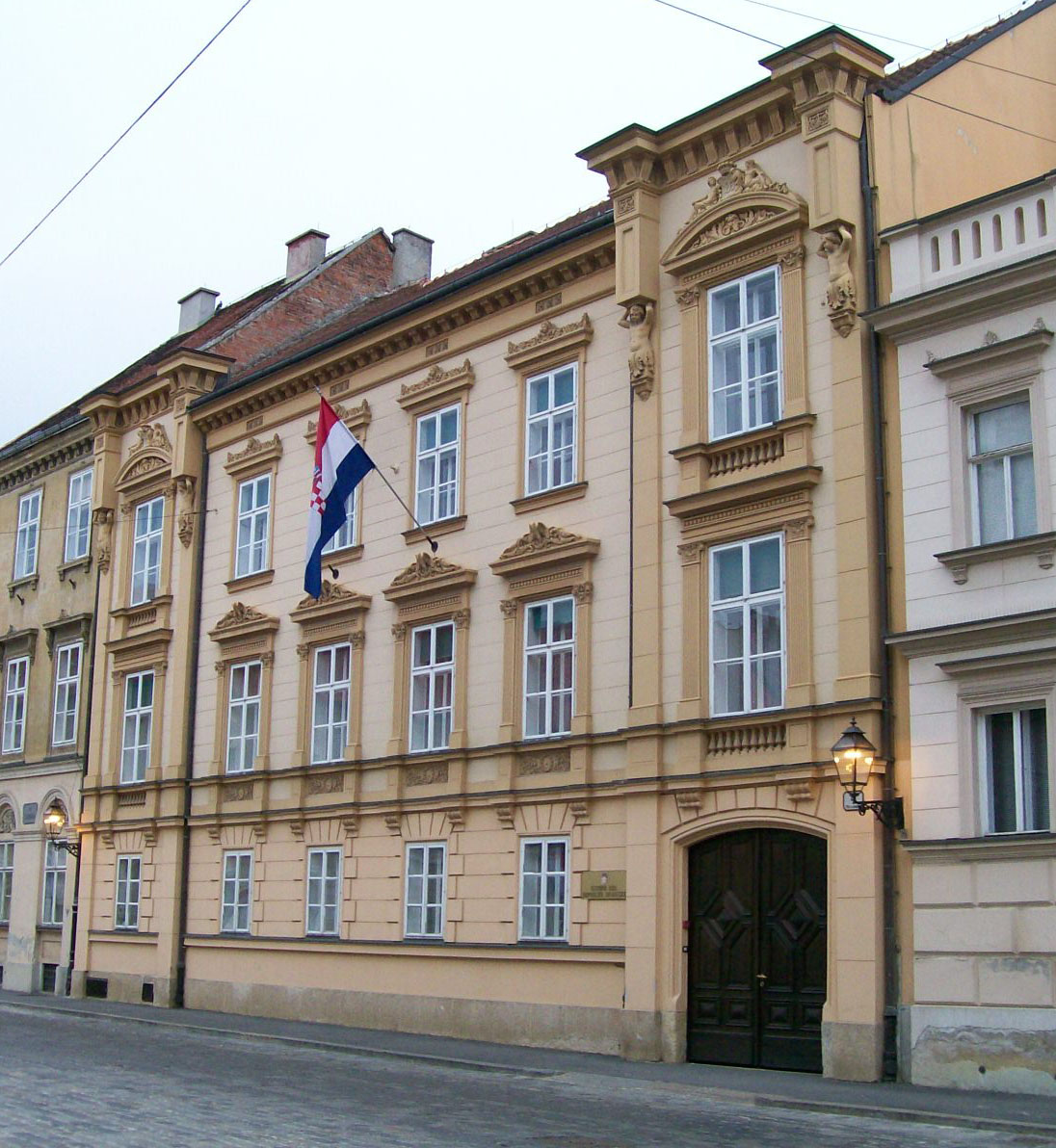
Ústavní soud

Chorvatsko má občanskoprávní právní systém, ve kterém právo vychází primárně z písemných stanov, přičemž soudci slouží pouze jako vykonavatelé, a nikoli tvůrci práva. Jeho vývoj byl do značné míry ovlivněn německými a rakouskými právními systémy. Chorvatské právo je rozděleno do dvou hlavních oblastí – soukromé a veřejné právo. Hlavním zákonem v zemi je ústava přijatá 22. prosince 1990.
Hlavními soudy jsou Ústavní soud, který dohlíží na porušení Ústavy, a Nejvyšší soud, který je nejvyšším odvolacím soudem. Kromě toho existují také správní, obchodní, okresní, přestupkové a městské soudy. O případech spadajících do soudní pravomoci rozhoduje v první instanci jediný profesionální soudce, zatímco odvolání se projednává u smíšených tribunálů profesionálních soudců. Na soudech se rovněž podílejí laičtí soudci. Státní prokuratura je soudním orgánem složeným ze státních zástupců, který je oprávněn podněcovat stíhání pachatelů trestných činů.
Orgány činné v trestním řízení jsou organizovány pod dohledem ministerstva vnitra, které se skládá zejména z národní policie. Chorvatskou bezpečnostní službou je Bezpečnostní a zpravodajská agentura (SOA)

### Ozbrojené síly

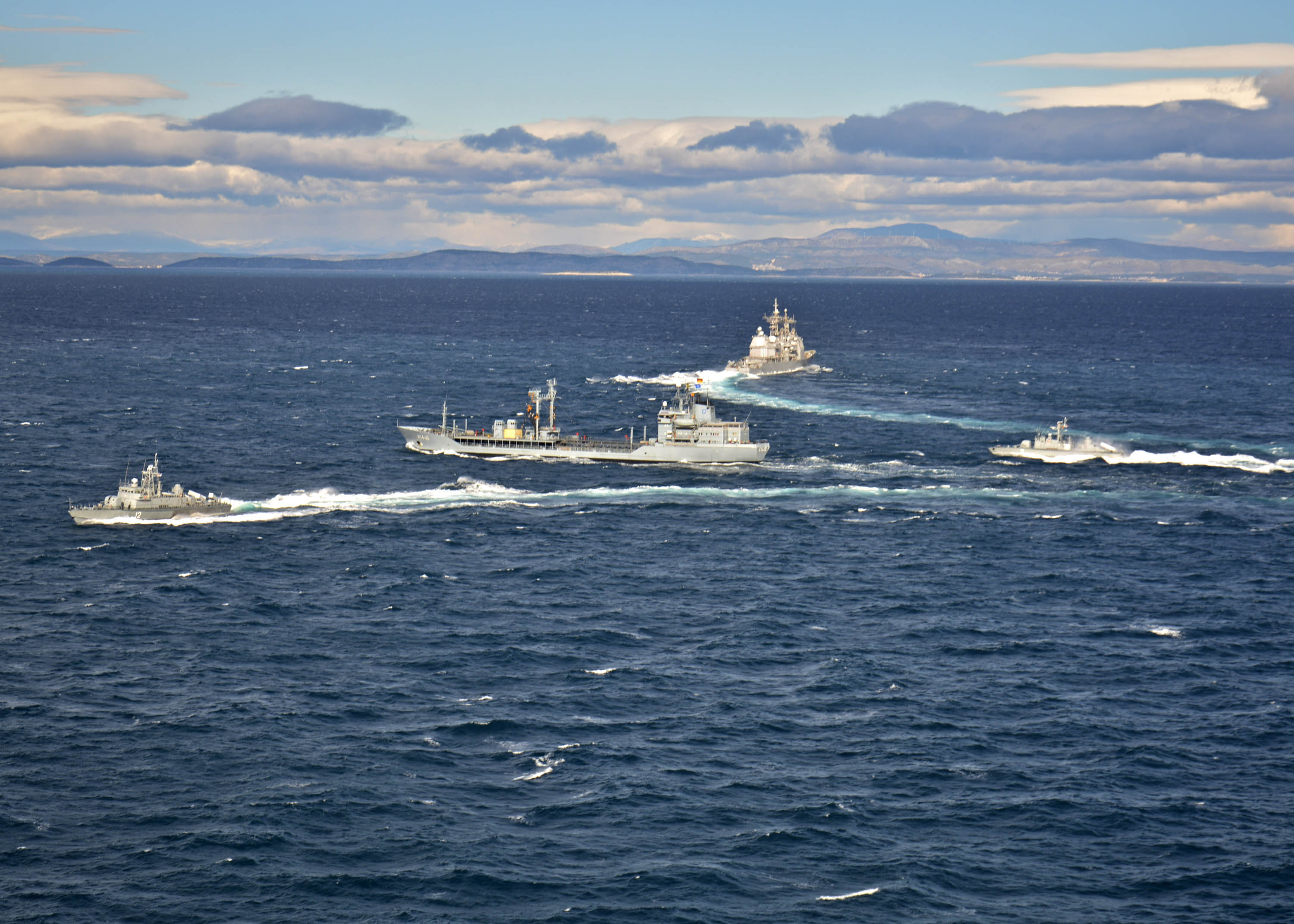
Chorvatské raketové lodě Šibenik a Kralj Dmitar Zvonimir během cvičení se spojeneckými loděmi NATO z námořní skupiny 2 v Jaderském moři.

Chorvatské ozbrojené síly (CAF) se skládají z větví letectva, armády, námořnictva a velitelství pro vzdělávání a výcvik. V čele CAF stojí generální štáb, který podléhá ministru obrany, které zase podává zprávy prezidentovi Chorvatska. Podle ústavy je prezident vrchním velitelem ozbrojených sil a v případě bezprostředního ohrožení během války vydává příkazy přímo generálnímu štábu.
Po válce v letech 1991–1995 se výdaje na obranu a velikost CAF neustále snižovaly. Jen 2005 vojenské výdaje byly odhadovány 2,39 % HDP země, který umístil Chorvatsko 64. v žebříčku všech zemí. Od roku 2005 byl rozpočet udržován pod 2 % HDP, což je rekordní maximum 11,1 % v roce 1994. Tradičně spoléhající na velký počet branců prošla CAF také obdobím reforem zaměřených na snižování, restrukturalizaci a profesionalizaci v letech před přistoupením Chorvatska k NATO v dubnu 2009. Podle prezidentského dekretu vydaného v roce 2006 je CAF zaměstnává na: 18 100 aktivních vojenských pracovníků, 3 000 civilistů a 2 000 dobrovolných branců ve věku od 18 do 30 let v době míru.
Povinný odvod byl zrušen v lednu 2008. Do roku 2008 byla vojenská služba pro muže ve věku 18 let povinná.
V dubnu 2011 měla chorvatská armáda 120 členů umístěných v cizích zemích jako součást mezinárodních mírových sil pod vedením OSN, z nichž 95 sloužilo jako součást UNDOF v Golanských výšinách. Od roku 2011 slouží dalších 350 vojáků jako součást sil ISAF pod vedením NATO v Afghánistánu a dalších 20 vojáků s KFOR v Kosovu.
Chorvatsko má také významný sektor vojenského průmyslu, který v roce 2010 vyvezl vojenské vybavení a výzbroj v hodnotě přibližně 120 milionů USD. Mezi chorvatské zbraně a vozidla používaná CAF patří standardní boční zbraně HS2000 vyrobené společností HS Produkt a bojový tank M-84D navržený továrnou Đuro Đaković. Uniformy a přilby, které nosí vojáci CAF, se vyrábějí také na místní úrovni a úspěšně se prodávají do jiných zemí.

### Zahraniční vztahy

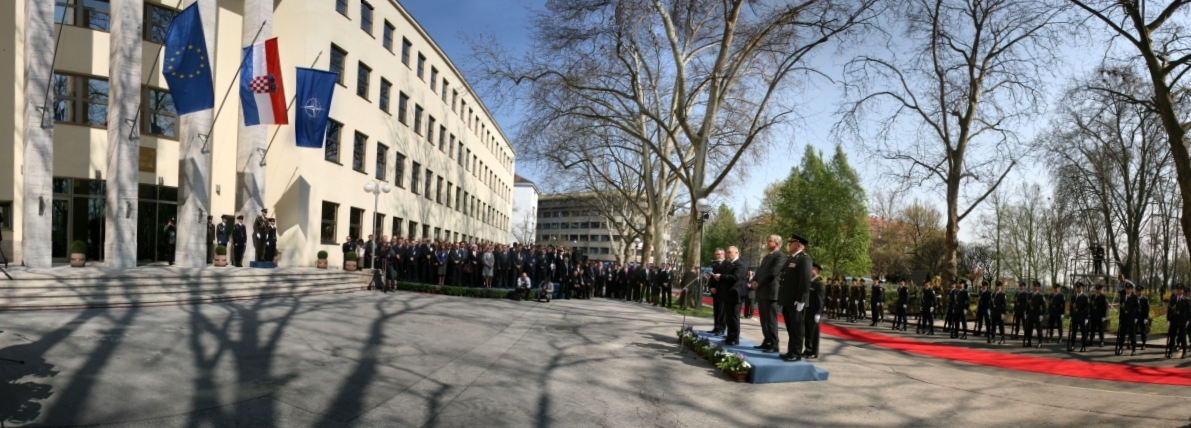
Slavnostní vyvěšení vlajky na ministerstvu obrany při příležitosti přistoupení Chorvatska k NATO v roce 2009

Chorvatsko navázalo diplomatické vztahy s 181 zeměmi. Od roku 2017 Chorvatsko udržuje síť 54 ambasád, 28 konzulátů a 8 stálých diplomatických misí v zahraničí. Kromě toho existuje v Chorvatské republice 52 zahraničních ambasád a 69 konzulárních úřadů kromě kanceláří mezinárodních organizací, jako je Evropská banka pro obnovu a rozvoj, Mezinárodní organizace pro migraci (IOM), Organizace pro bezpečnost a spolupráci v Evropě (OBSE), Světová banka, Světová zdravotnická organizace (WHO), Mezinárodní trestní tribunál pro bývalou Jugoslávii (ICTY), Rozvojový program OSN, Vysoký komisař OSN pro uprchlíky a UNICEF. Chorvatské ministerstvo zahraničních věcí a evropské integrace v roce 2009 zaměstnávalo 1 381 zaměstnanců a utratilo 648,2 milionu kun (86,4 milionu EUR). Mezi uváděné cíle chorvatské zahraniční politiky patří posílení vztahů se sousedními zeměmi, rozvoj mezinárodní spolupráce a podpora chorvatské ekonomiky a samotného Chorvatska.
Chorvatská zahraniční politika se již od roku 2003 zaměřovala na dosažení strategického cíle stát se členským státem Evropské unie (EU). V prosinci 2011 Chorvatsko dokončilo přístupová jednání k EU a dne 9. prosince 2011 podepsalo smlouvu o přistoupení k EU. Chorvatsko vstoupilo do Evropské unie 1. července 2013, což je konec procesu zahájeného v roce 2001 podpisem dohody o stabilizaci a přidružení a žádosti Chorvatska o členství v EU v roce 2003.
Chorvatsko bylo zařazeno do Partnerství pro mír v roce 2000 ze kterého v roce 2009 vystoupilo, pozváno ke členství v NATO v roce 2008 a formálně se připojilo k alianci 1. dubna 2009. Chorvatsko se stalo členem Rady bezpečnosti OSN na období 2008–2009, přičemž se ujalo předsednictví v prosinci 2008. V roce 2020 země předsedala Radě Evropské unie. Země vstoupila do Schengenského prostoru a eurozóny 1. ledna 2023.

#### Pohraniční spory
Chorvatsko vede dlouhodobý spor se Slovinskem o vzájemnou mořskou hranici vybíhající z Piranského zálivu.
Dále vede spor se Srbskem o průběh hranice vymezené Dunajem.

## Ekonomika

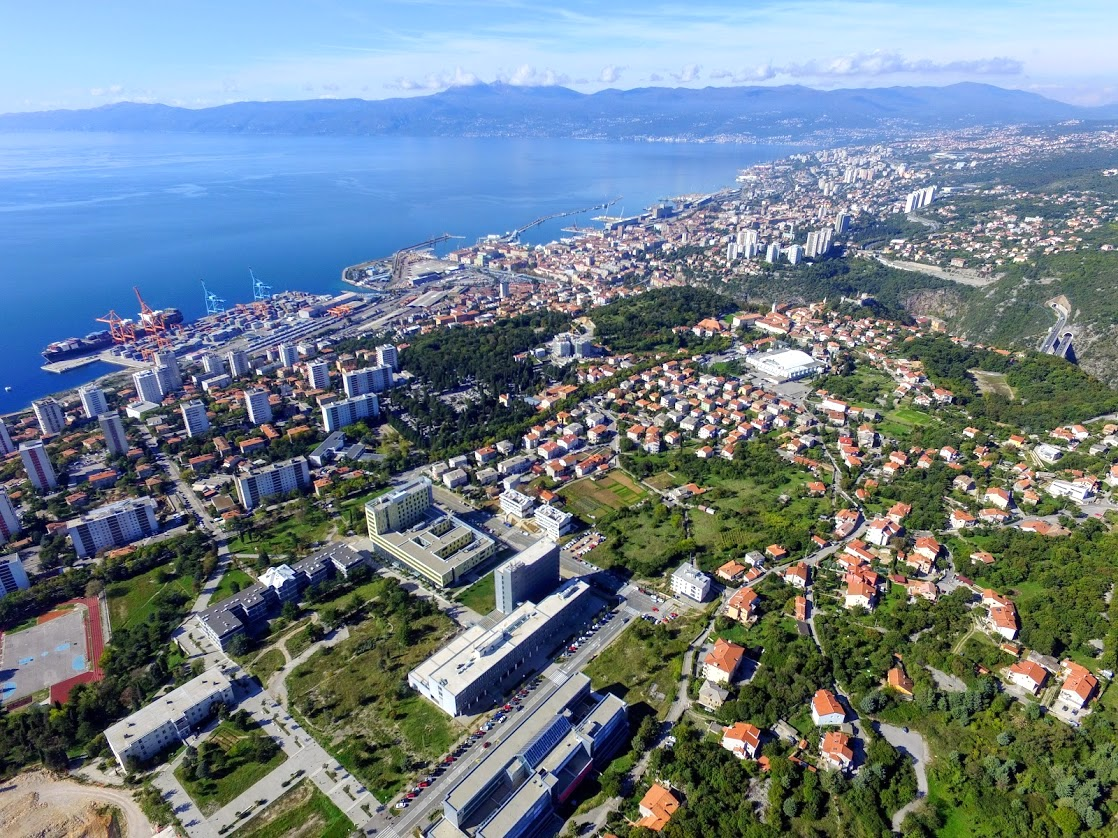
Rijeka je největší chorvatský přístav

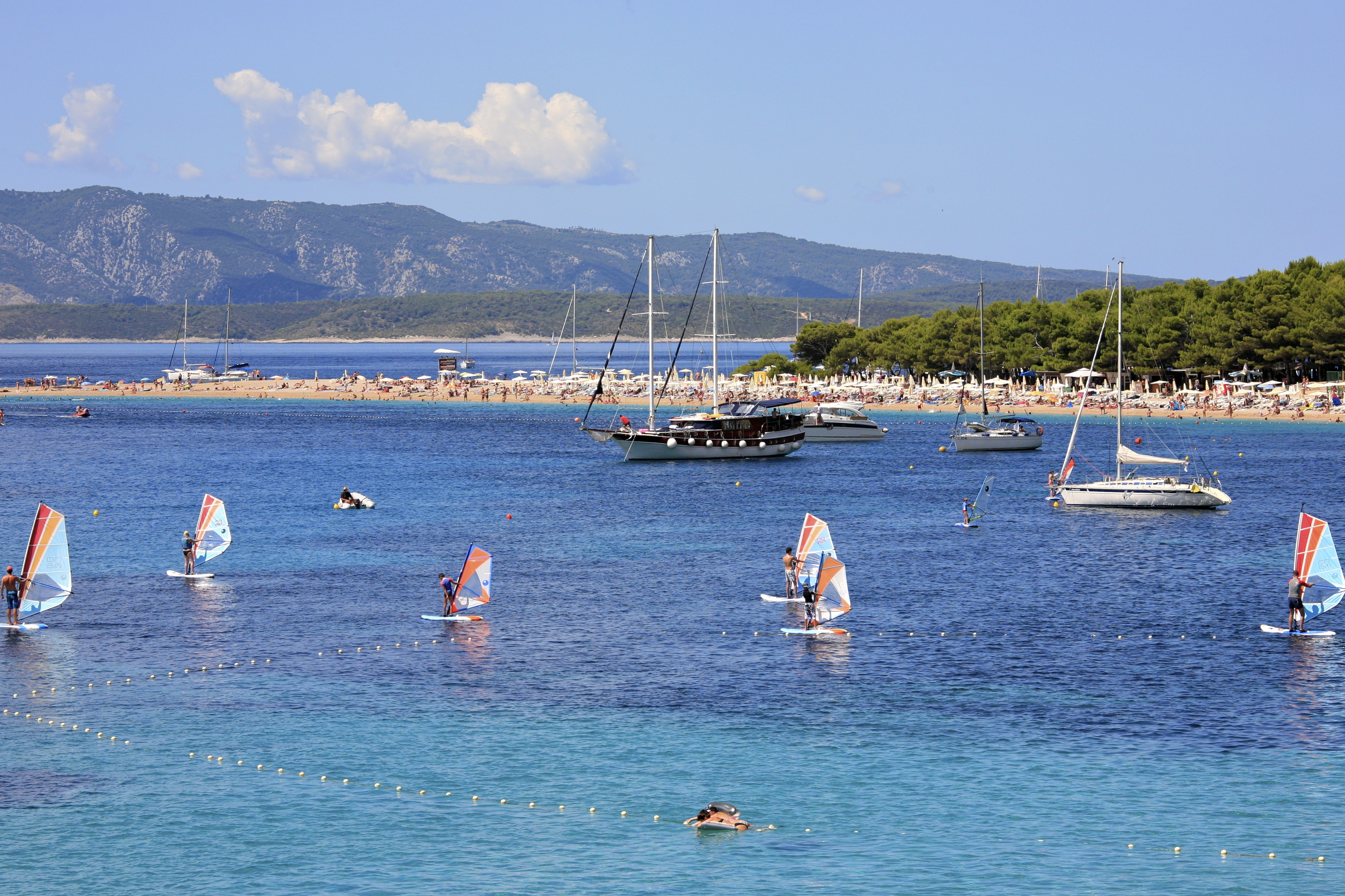
Ostrov Brač

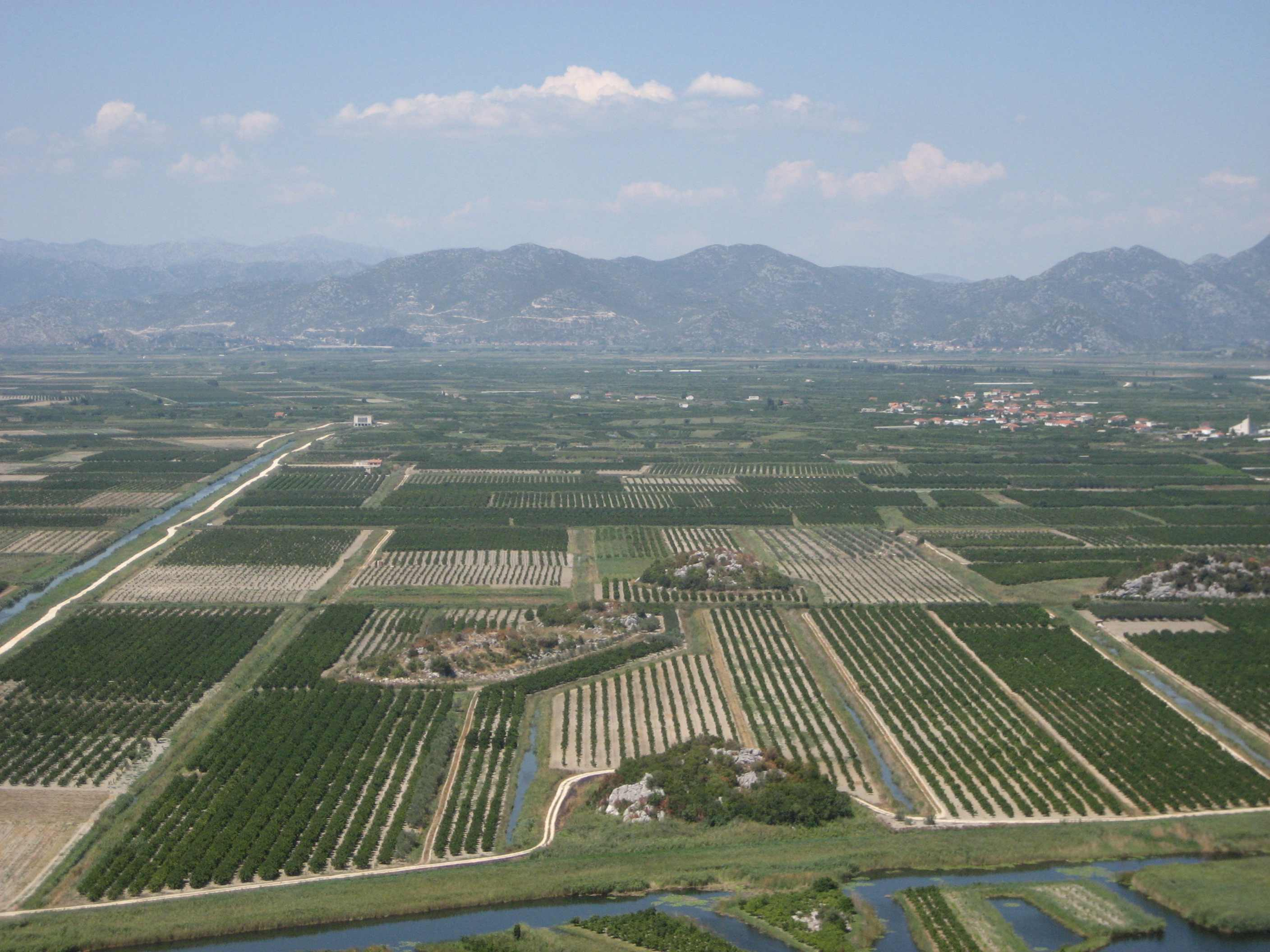
Zemědělská krajina okolo řeky Neretvy

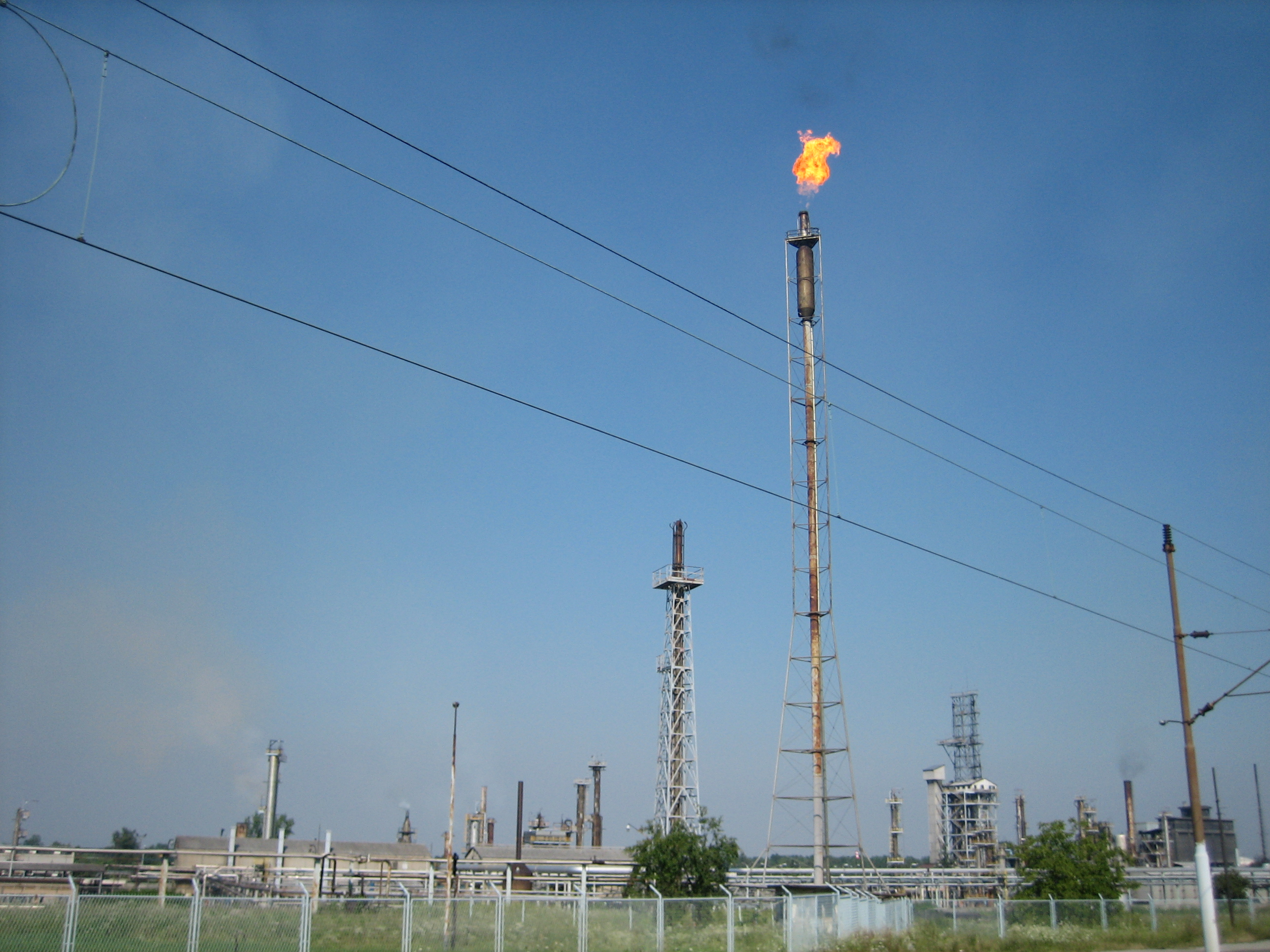
Olejové rafinerie

Chorvatská ekonomika by se dala charakterizovat jako středně rozvinutá v rámci Evropy. HDP na obyvatele je zde přibližně o 7 000 USD nižší než v Česku. V dobách Jugoslávie patřilo Chorvatsko k nejrozvinutějším zemím tohoto soustátí. Bylo zde povoleno soukromé podnikání, dobře rozvinutý turistický průmysl a bylo zde koncentrováno i několik větších zahraničních investic.
Ekonomika země silně utrpěla v letech 1991–1995, během vleklého válečného konfliktu se Srby a Bosňany. Nejenže tato válka zemi finančně vyčerpala, ale navíc se jí vyhnula velká vlna zahraničních investic do postkomunistického bloku, které tak získaly zejména země střední Evropy. Po skončení války se Chorvatsko začalo silně zaměřovat na rozvoj turistiky, čímž došlo k oživení ekonomiky.
Od roku 2000 se ekonomická situace znatelně lepší a roční růst HDP se pohybuje v rozmezí 4–6 %. Velkou měrou se na ekonomickém růstu podílí spotřeba domácností a snadná dostupnost úvěrů. Inflace je pod kontrolou. Přesto se Chorvatsko i nadále potýká s mnoha ekonomickými problémy. Je zde velká nezaměstnanost, až 20 % ekonomicky aktivního obyvatelstva. Dalším problémem je silně záporná bilance zahraničního obchodu a velká státní účast v hospodářství, díky neochotě vlád dát zelenou privatizacím větších podniků, i kvůli odporu veřejnosti. V neposlední řadě se Chorvatsko potýká s velkými rozdíly mezi regiony, a to díky nerovnoměrné politice regionálního rozvoje. Zatímco se vlády soustředí na dynamický rozvoj pobřežních oblastí, vnitrozemí zůstává stranou, bez větších šancí na získání státních prostředků, které nutně potřebují k rozvoji.
Hospodářské ukazatele:
- HDP – $ 92,309 mld. (2016 – odhad)
- Růst HDP – −1,5 % (2010)
- HDP na obyvatele – $ 21 791 (2016)
- Složení ekonomiky – zemědělství: 7,2 %, průmysl: 31,7 %, služby: 61,2 %
- Nezaměstnanost – 20 % (březen 2011)
- Veřejný dluh – 46,4 % HDP (2009)
- Inflace – 2,4 % (2010)
- Průměrný hrubý příjem – HRK 7735,– (2016)

Hlavní vývozní komodity:
- dopravní prostředky
- textil
- chemikálie
- potraviny
- paliva

Hlavní dovozní komodity:
- stroje
- dopravní a elektrická zařízení
- chemické látky
- paliva a maziva
- potraviny

Největší firmy:
- Agrokor
- Jadrolinija
- Crotram
- Podravka
- Kraljevica Shipyard
- INA
- Konzum
- Hrvatska elektroprivreda
- Orbico Group

### Měna
V Chorvatsku se od 1. ledna 2023 platí eurem. Dříve se v Chorvatsku platilo kunou.

### Turistika
Chorvatské ekonomice dominuje turistický ruch, který vytváří až 20 % celkového HDP země. V roce 2011 byl roční příjem z turistiky odhadován na 6,61 miliardy eur. V roce 2015 do země přijelo přes 13 milionů zahraničních turistů, nejvíce Němců, Slovinců a Rakušanů. Na čtvrtém místě jsou Češi, kterých přijelo přes 739 000. Po Slovensku je tak Chorvatsko nejnavštěvovanější evropskou zemí českými turisty. V letním období proto česká média poskytují informační servis o cestách do Chorvatska  a chorvatské policii přijíždí pomáhat i čeští policisté.
Mezi první hojně navštěvovaná turistická místa patří od poloviny 19. století Opatija, která byla v roce 1890 jedním z nejvýznamnějších evropských lázeňských středisek. Další střediska postupně vyrostla po celé délce pobřeží. V současné době turisté navštěvují především členité pobřeží Jaderského moře s mnoha ostrovy a historickými městy, jako Dubrovník, Split, Zadar, Šibenik nebo Rijeka.
Zajímavé je například město Pula nacházející se v jižním cípu poloostrova Istrie. Nachází se zde totiž jeden z nejznámějších a nejvyhlášenějších antických amfiteátrů. Další navštěvované město je Trogir, malebné městečko nedaleko Splitu je zařazené mezi světové kulturní dědictví UNESCO. K vidění jsou zde zbytky antických památek, na jejichž pozůstatcích vyrostly středověké budovy. Je zde pevnost s obrannou věží ze 14. století, katedrála svatého Vavřince ze 13. století, knížecí palác nebo renesanční radnice.  
Hojně je také navštěvovaná Modrá jeskyně na ostrově Biševo nebo také nejkrásnější pláž světa i celého Chorvatska Zlatni rat.
Z vnitrozemí je nejnavštěvovanější národní park Plitvická jezera, zapsaný mezi přírodní památky světového dědictví UNESCO, a hlavní město Záhřeb. V zemi je 8 národních parků a 7 památek světového dědictví.

#### Potápění
V Chorvatsku se aktuálně nachází 278 potápěčských lokalit a více než 140 potápěčských center. Potápění v Chorvatsku je regulováno Chorvatskou asociací pro potápění. Nejvýznamnějšími potápěčskými lokalitami jsou: Kampanel, ostrov Jabuka, ostrov Vis, Rogoznica, ostrov Male Srakane, kde je i vrak lodi Baron Gautsch nebo vrak lodi Michele.[zdroj?]

### Doprava

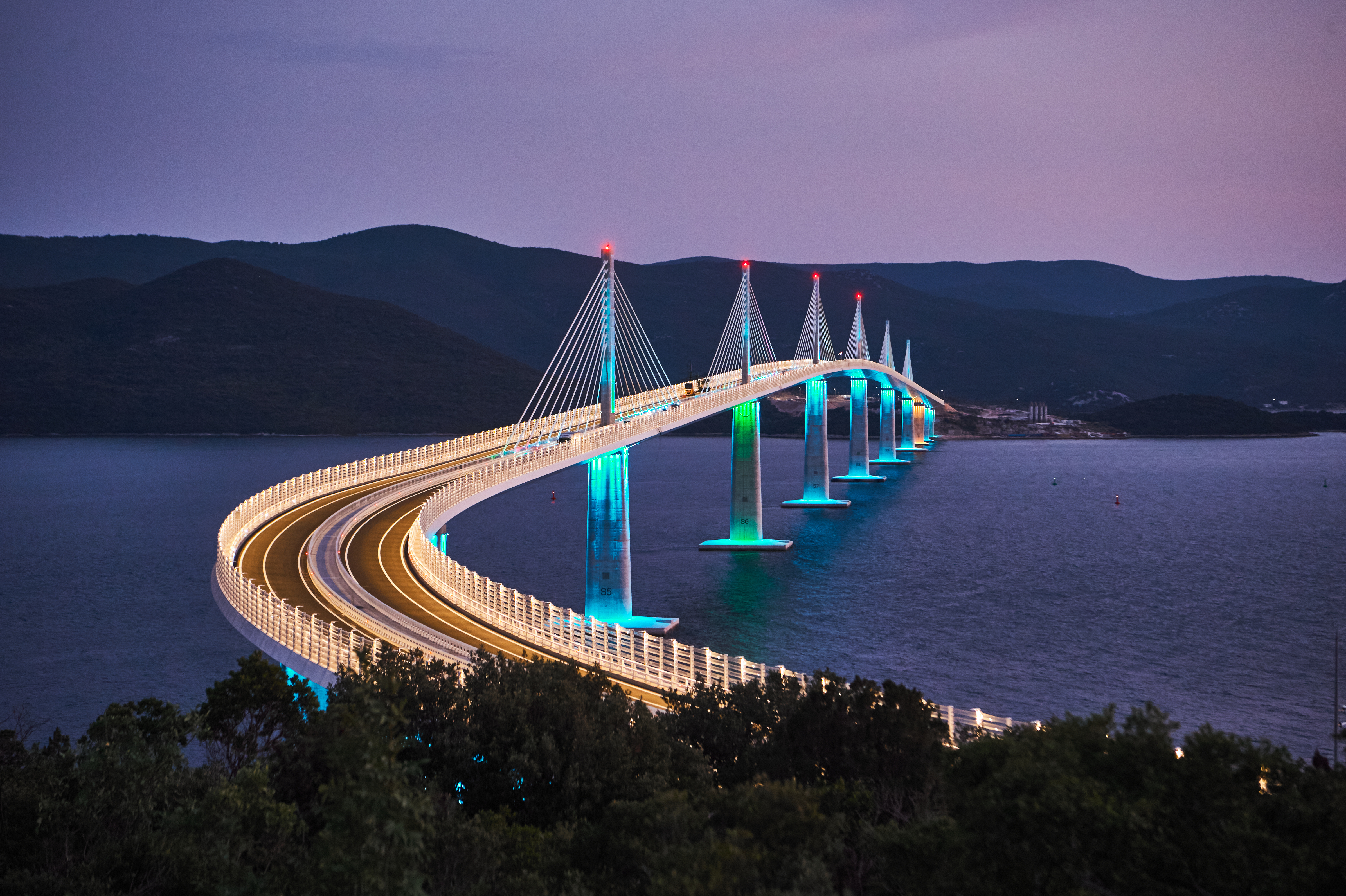
Pelješacký most

V roce 2006 mělo Chorvatsko 28 344 km silnic, z toho 23 979 km zpevněných a 4 365 km nezpevněných. V posledních letech probíhala v zemi rozsáhlá výstavba dálniční sítě. V roce 2020 zde bylo celkem 1 306,5 km dálnic.  V roce 2013 se objevily úvahy o propojení pevniny s některými ostrovy pomocí tunelů.
Maximální povolená rychlost na chorvatských dálnicích je 130 km/h, na rychlostních pak 110 km/h, na silnicích mimo obec pak 90 km/h a v obci 50 km/h.
Nejvyšší povolená hladina alkoholu v krvi je 0,5 ‰ alkoholu v krvi, toto se ovšem nevztahuje na řidiče do 24 let, profesionální řidiče a ty kteří řídí vůz nad 3,5 tuny.
V roce 2022 se po dlouhých letech plánování podařilo postavit a zprovoznit Pelješacký most, díky kterému se sjednotila Dubrovnicko-neretvanská župa, která je oddělená 10 km úsekem území Bosny a Hercegoviny u města Neum se zbytkem území Chorvatska.

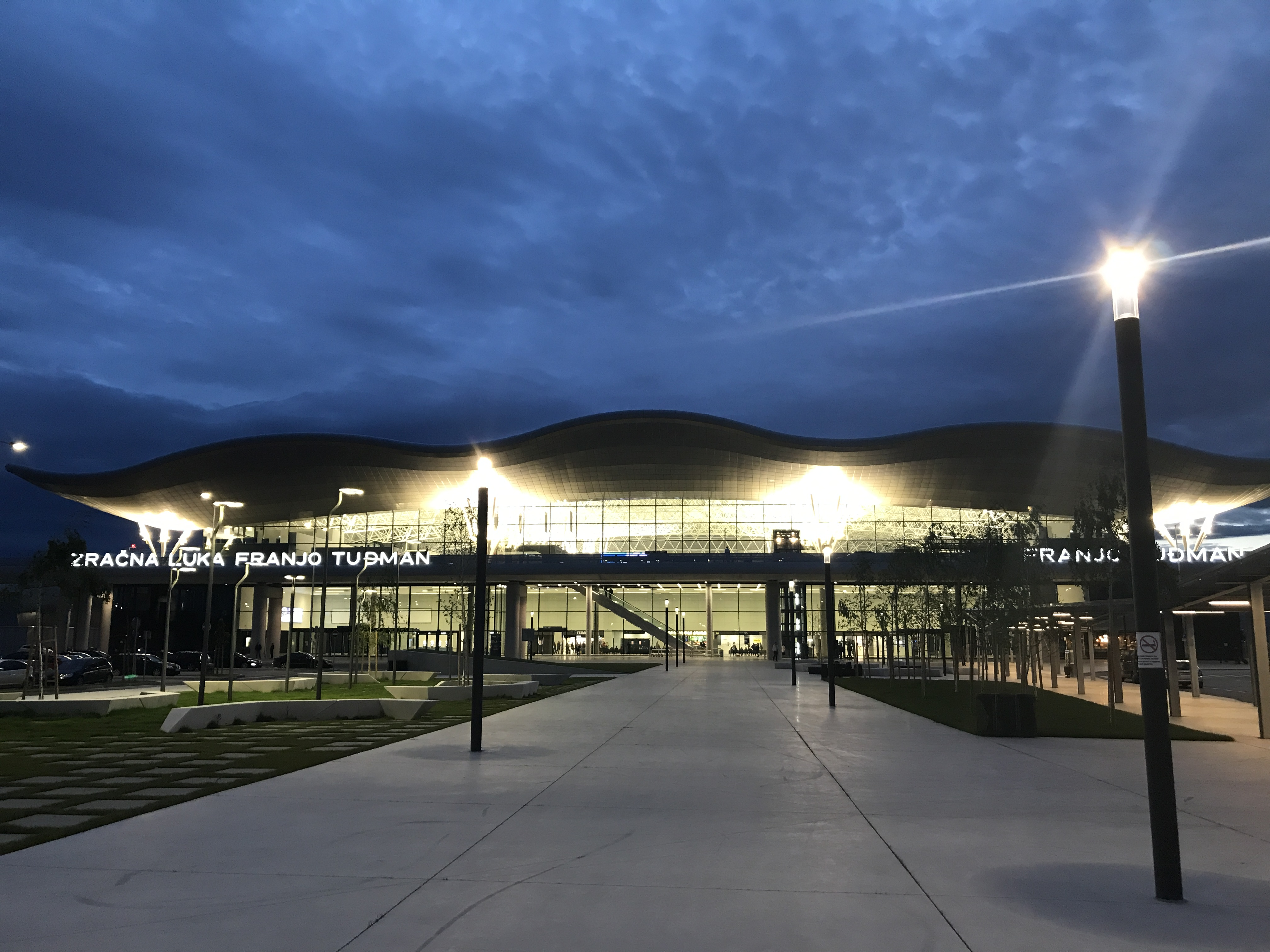
Letiště Franjo Tuđmana v Záhřebu

Největší nákladní přístav je Rijeka, pro osobní dopravu jsou pak především přístavy ve Splitu a Zadaru. Existuje ovšem spousta malých přístavů na celém pobřeží, zajišťujících trajektovou přepravu na ostrovy a do některých italských měst přes Jaderské moře, tu provozuje společnost Jadrolinija. Největším vnitrozemským říčním přístavem je Vukovar na Dunaji. V zemi je vybudováno celkem 2 722 km železničních tratí, z toho 985 km je elektrifikováno a 254 km je dvoukolejných, národním železničním dopravcem byla společnost Hrvatske željeznice (HŽ). Nástupnickými organizacemi jsou HŽ Cargo (nákladní doprava), HŽ Putnički Prijevoz (osobní doprava) a HŽ Infrastruktura (železniční infrastruktura), běžný rozchod koleje je 1435 mm, maximální rychlost pak 160 km/h.
Mezinárodní letiště jsou v Záhřebu, Zadaru, Splitu, Dubrovníku, Rijece, Osijeku, Pule a Brači. Národním leteckým dopravcem Chorvatska je společnost Croatia Airlines.

### Zemědělství
Chorvatské zemědělství je relativně dobře rozvinuté a zaměstnává 2,7 % ekonomicky aktivního obyvatelstva, což vytváří až 8,2 % národního HDP. Téměř 57 % území Chorvatska tvoří orná půda, louky a pastviny. To dává průměrný index 0,67 ha zemědělské půdy na obyvatele. Slavonie má nejlepší podmínky pro rozvoj zemědělství. Produkuje hlavně pšenici, kukuřici, cukrovou řepu, slunečnici, len, levanduli, řepku, jetel, konopí, tabák, brambory, zelí, cibuli, rajčata, papriky a ovoce (např. švestky). Vinařství je oblíbené téměř po celém Chorvatsku, přičemž nejcennější jsou dalmatská vína. Olivy, fíky a citrusové stromy rostou také v Dalmácii a na Istrii. V nížinách se chová skot, prasata a drůbež, v Dinárských horách chovají se také ovce, kozy, osli a muly. Na pobřeží se rozvíjí rybolov a zpracování ryb (zejména sardinek a tuňáků), chov ústřic se provádí na pobřeží Istrijského poloostrova. Využívání lesů, které pokrývají více než 1/3 rozlohy země, má velký ekonomický význam.

### Nerostné bohatství
Chorvatsko je relativně bohaté na přírodní zdroje. Před vypuknutím jugoslávských válek v roce 1991 byl těžební průmysl jedním z nejdůležitějších zaměstnavatelů. Zemní plyn, ropa, černé uhlí, lignit, bauxit, železná ruda, měděné rudy a kaolín patří mezi nejdůležitější suroviny v Chorvatsku. V některých oblastech jsou také malá ložiska přírodního asfaltu, azbestu, manganu, vápníku, zinku, olova, oxidu křemičitého, slídy, sádrovce a soli. Kromě toho se těží grafit a stavební materiály (zejména betonové suroviny).

## Obyvatelstvo

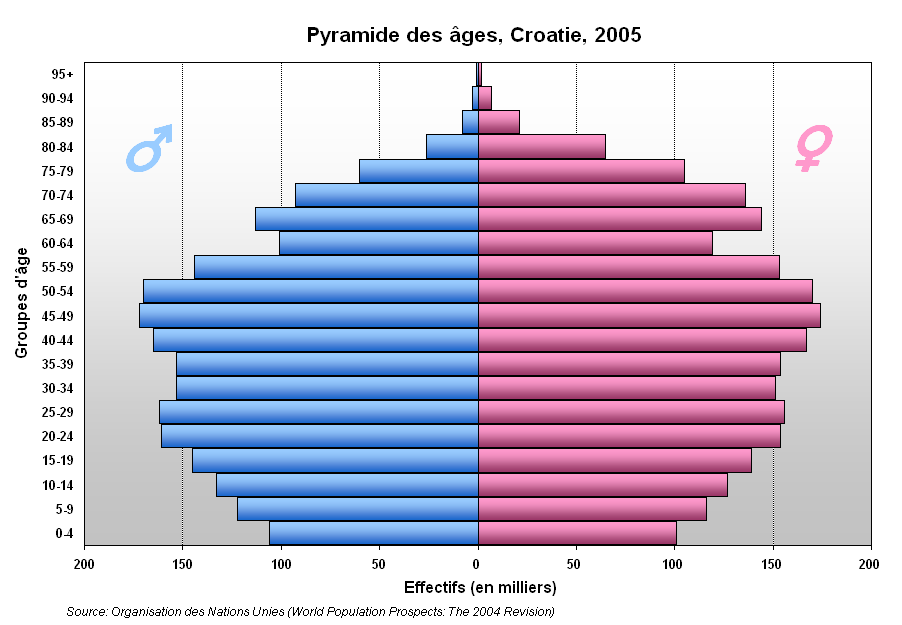
Demografická pyramida

Podle sčítání lidu z roku 2001 v Chorvatsku žilo 4 437 460 obyvatel, z nichž je 2 301 560 žen a 2 135 900 mužů.
Ovšem v roce 2022 již jen 3 888 529, jedná se o jeden z největších úbytků obyvatelstva v EU.
Průměrný věk je 39,3 (muži 37,5, ženy 41,0). Průměrná délka života je 75 let, gramotných je 98,5 % obyvatel. Průměrný roční přírůstek obyvatelstva je 0,4 % v roce 1992 (z 0,82 % v r. 1948). V Chorvatsku žije přibližně 500 osob bez domova, převážně žijících v Záhřebu.

### Národnostní složení

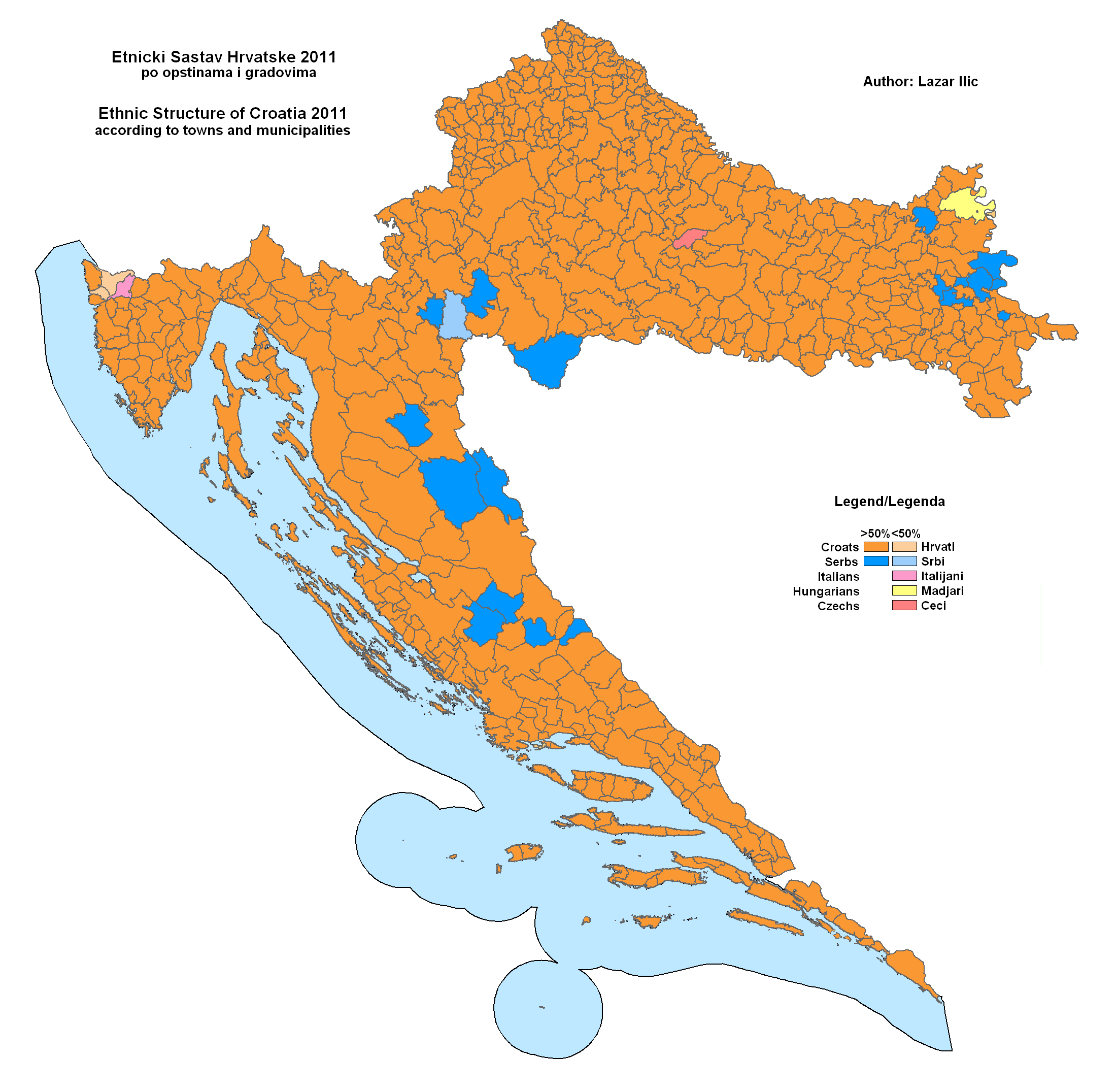
Národnostní složení

| \| Národnostní složení v roce 1991 \| Národnostní složení v roce 1991 \| Národnostní složení v roce 1991 \| Národnostní složení v roce 1991 \| Národnostní složení v roce 1991 \| \| ------------------------------- \| ------------------------------- \| ------------------------------- \| ------------------------------- \| ------------------------------- \| \| \| \| \| \| \| \| Chorvati \| Chorvati \| \| 78,1 % \| 78,1 % \| \| Srbové \| Srbové \| \| 12,2 % \| 12,2 % \| \| Bosňáci (Muslimové) \| Bosňáci (Muslimové) \| \| 0,9 % \| 0,9 % \| \| Maďaři \| Maďaři \| \| 0,5 % \| 0,5 % \| \| Slovinci \| Slovinci \| \| 0,5 % \| 0,5 % \| \| Češi \| Češi \| \| 0,4 % \| 0,4 % \| \| Albánci \| Albánci \| \| 0,3 % \| 0,3 % \| |                     |  |        |        |
| Národnostní složení v roce 1991 |                     |  |        |        |
| |                     |  |        |        |
| Chorvati | Chorvati            |  | 78,1 % | 78,1 % |
| Srbové | Srbové              |  | 12,2 % | 12,2 % |
| Bosňáci (Muslimové) | Bosňáci (Muslimové) |  | 0,9 %  | 0,9 %  |
| Maďaři | Maďaři              |  | 0,5 %  | 0,5 %  |
| Slovinci | Slovinci            |  | 0,5 %  | 0,5 %  |
| Češi | Češi                |  | 0,4 %  | 0,4 %  |
| Albánci | Albánci             |  | 0,3 %  | 0,3 %  |

| \| Národnostní složení v roce 2001 \| Národnostní složení v roce 2001 \| Národnostní složení v roce 2001 \| Národnostní složení v roce 2001 \| Národnostní složení v roce 2001 \| \| ------------------------------- \| ------------------------------- \| ------------------------------- \| ------------------------------- \| ------------------------------- \| \| \| \| \| \| \| \| Chorvati \| Chorvati \| \| 89,63 % \| 89,63 % \| \| Srbové \| Srbové \| \| 4,54 % \| 4,54 % \| \| Bosňáci (Muslimové) \| Bosňáci (Muslimové) \| \| 0,47 % \| 0,47 % \| \| Maďaři \| Maďaři \| \| 0,37 % \| 0,37 % \| \| Slovinci \| Slovinci \| \| 0,30 % \| 0,30 % \| \| Češi \| Češi \| \| 0,32 % \| 0,32 % \| \| Albánci \| Albánci \| \| 0,34 % \| 0,34 % \| |                     |  |         |         |
| Národnostní složení v roce 2001 |                     |  |         |         |
| |                     |  |         |         |
| Chorvati | Chorvati            |  | 89,63 % | 89,63 % |
| Srbové | Srbové              |  | 4,54 %  | 4,54 %  |
| Bosňáci (Muslimové) | Bosňáci (Muslimové) |  | 0,47 %  | 0,47 %  |
| Maďaři | Maďaři              |  | 0,37 %  | 0,37 %  |
| Slovinci | Slovinci            |  | 0,30 %  | 0,30 %  |
| Češi | Češi                |  | 0,32 %  | 0,32 %  |
| Albánci | Albánci             |  | 0,34 %  | 0,34 %  |

### Česká menšina
Češi se do chorvatské Slavonie, která byla součástí Habsburské říše, začali stěhovat na konci 18. století, protože oblast byla vylidněná v důsledku tureckých válek. Vedle Čechů se ve Slavonii usazovali také Rusíni, Slováci nebo Němci. V roce 1930 žilo v Chorvatsku na 40 tisíc Čechů. Podle sčítání lidu z roku 2001 jich bylo 10 510.

### Náboženství
| \| Náboženství v Chorvatsku \| Náboženství v Chorvatsku \| Náboženství v Chorvatsku \| Náboženství v Chorvatsku \| Náboženství v Chorvatsku \| \| --------------------------- \| --------------------------- \| ------------------------ \| ------------------------ \| ------------------------ \| \| \| \| \| \| \| \| římskokatolíci \| římskokatolíci \| \| 87,83 % \| 87,83 % \| \| ateismus nebo agnosticismus \| ateismus nebo agnosticismus \| \| 4,57 % \| 4,57 % \| \| pravoslavní \| pravoslavní \| \| 4,4 % \| 4,4 % \| \| muslimové \| muslimové \| \| 1,3 % \| 1,3 % \| \| protestanti \| protestanti \| \| 0,34 % \| 0,34 % \| |                             |  |         |         |
| Náboženství v Chorvatsku |                             |  |         |         |
| |                             |  |         |         |
| římskokatolíci | římskokatolíci              |  | 87,83 % | 87,83 % |
| ateismus nebo agnosticismus | ateismus nebo agnosticismus |  | 4,57 %  | 4,57 %  |
| pravoslavní | pravoslavní                 |  | 4,4 %   | 4,4 %   |
| muslimové | muslimové                   |  | 1,3 %   | 1,3 %   |
| protestanti | protestanti                 |  | 0,34 %  | 0,34 %  |

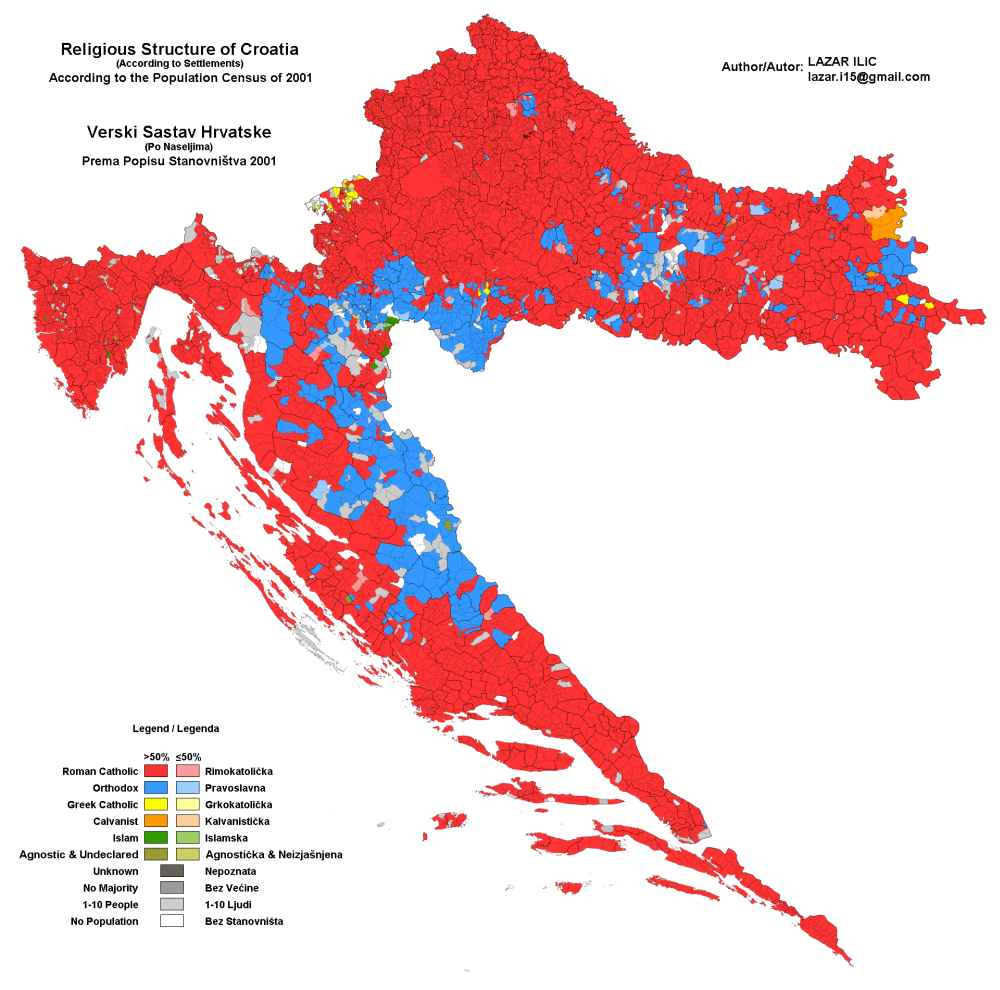
Mapa náboženství 2001.

Chorvatsko nemá žádné oficiální náboženství. Svoboda náboženského vyznání je právo zaručené ústavou, která také definuje všechny náboženské komunity jako rovnocenné před zákonem a oddělené od státu. Podle sčítání lidu v roce 2011 se 91,36 % Chorvatů hlásilo jako ke křesťanství; z toho římsko katolíci tvoří největší skupinu, tvořící 87,83 % populace, po níž následuje pravoslaví (4,44 %), protestantismus (0,34 %) a další křesťané (0,30 %). Největším náboženstvím po křesťanství je islám (1,3 %). 4,4 % populace se popisují jako nevěřící.
V průzkumu Eurobarometr od Eurostatu z roku 2010 odpovědělo 69 % obyvatel Chorvatska, že „věří, že existuje Bůh“. V průzkumu v Gallupu v roce 2009 odpovědělo 70 % ano na otázku „Je náboženství důležitou součástí vašeho každodenního života?“ Avšak pouze 24 % populace navštěvuje pravidelně bohoslužby.

Procentuální zastoupení v podstatě kopíruje etnické složení: katolíci jsou Chorvati, s pravoslavím se ztotožňují Srbové, s islámem Bosňáci.

### Zdravotnictví

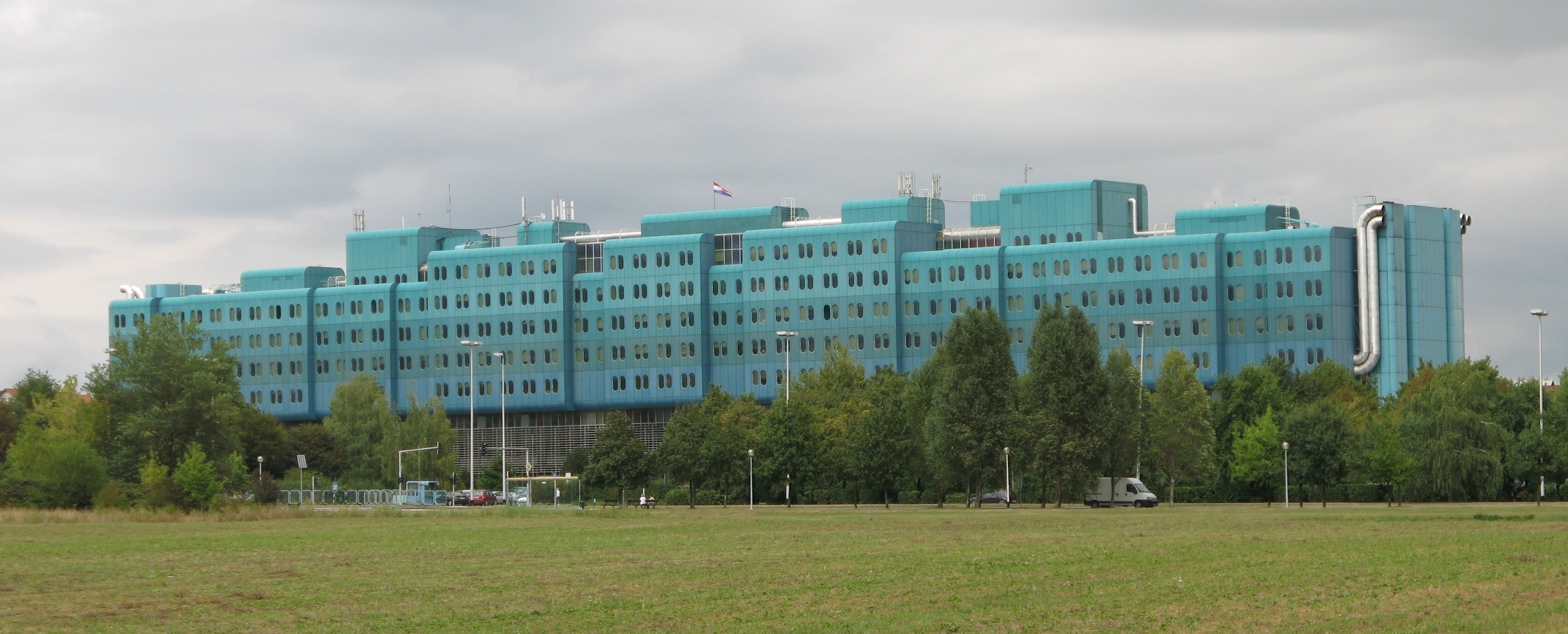
Nemocnice v Záhřebu

Chorvatsko má univerzální systém zdravotní péče, jehož kořeny lze vysledovat až k zákonu o maďarsko-chorvatském parlamentu z roku 1891, který poskytuje formu povinného pojištění všech dělníků a řemeslníků. Na obyvatelstvo se vztahuje základní zdravotní pojištění poskytované zákonem a volitelným pojištěním. V roce 2017 dosáhly roční výdaje na zdravotní péči 22,0 miliard kuna (3,0 miliardy EUR). Výdaje na zdravotní péči představují pouze 0,6 % soukromého zdravotního pojištění a veřejných výdajů. V roce 2017 utratilo Chorvatsko kolem 6,6 % svého HDP na zdravotní péči. V roce 2015 bylo Chorvatsko na 36. místě na světě v průměrné délce života s 74,7 let u mužů a 81,2 let u žen a mělo nízkou kojeneckou úmrtnost 3 na 1 000 narozených.
V Chorvatsku jsou stovky zdravotnických zařízení, z toho 79 nemocnic a klinik s 23 967 lůžky. Nemocnice a kliniky pečují o více než 700 tisíc pacientů ročně a zaměstnávají 5 205 lékařů, včetně 3 929 specialistů. V zemi je 6 379 soukromých ordinací a celkem 41 271 zdravotnických pracovníků. Existuje 63 jednotek pohotovostní lékařské služby, které reagují na více než milion hovorů. Hlavní příčinou úmrtí v roce 2008 bylo kardiovaskulární onemocnění u mužů 43,5 % a u žen 57,2 %, následovaly nádory, u mužů 29,4 % a u žen 21,4 %. V roce 2009 bylo HIV / AIDS nakaženo pouze 13 Chorvatů a šest na tuto chorobu zemřelo. Dalšími běžnými příčinami úmrtí jsou zranění a otravy, onemocnění dýchacích cest a zažívacích orgánů. V roce 2008 Světová zdravotnická organizace odhadla, že kuřáci jsou 27,4 % Chorvatů starších 15 let. Podle údajů WHO z roku 2003 je 22 % chorvatské dospělé populace obézních.
Podle Chorvatského fondu zdravotního pojištění jsou vysoký krevní tlak, cukrovka, maligní onemocnění, osteoporóza, metabolický syndrom, zvýšené krevní tuky a nemoci pohybového ústrojí nejčastějšími důvody, proč chorvatští občané hledají lékařskou pomoc. V letech 1983 až 2007 bylo v Chorvatsku provedeno 736 196 potratů.

#### Pandemie covidu-19

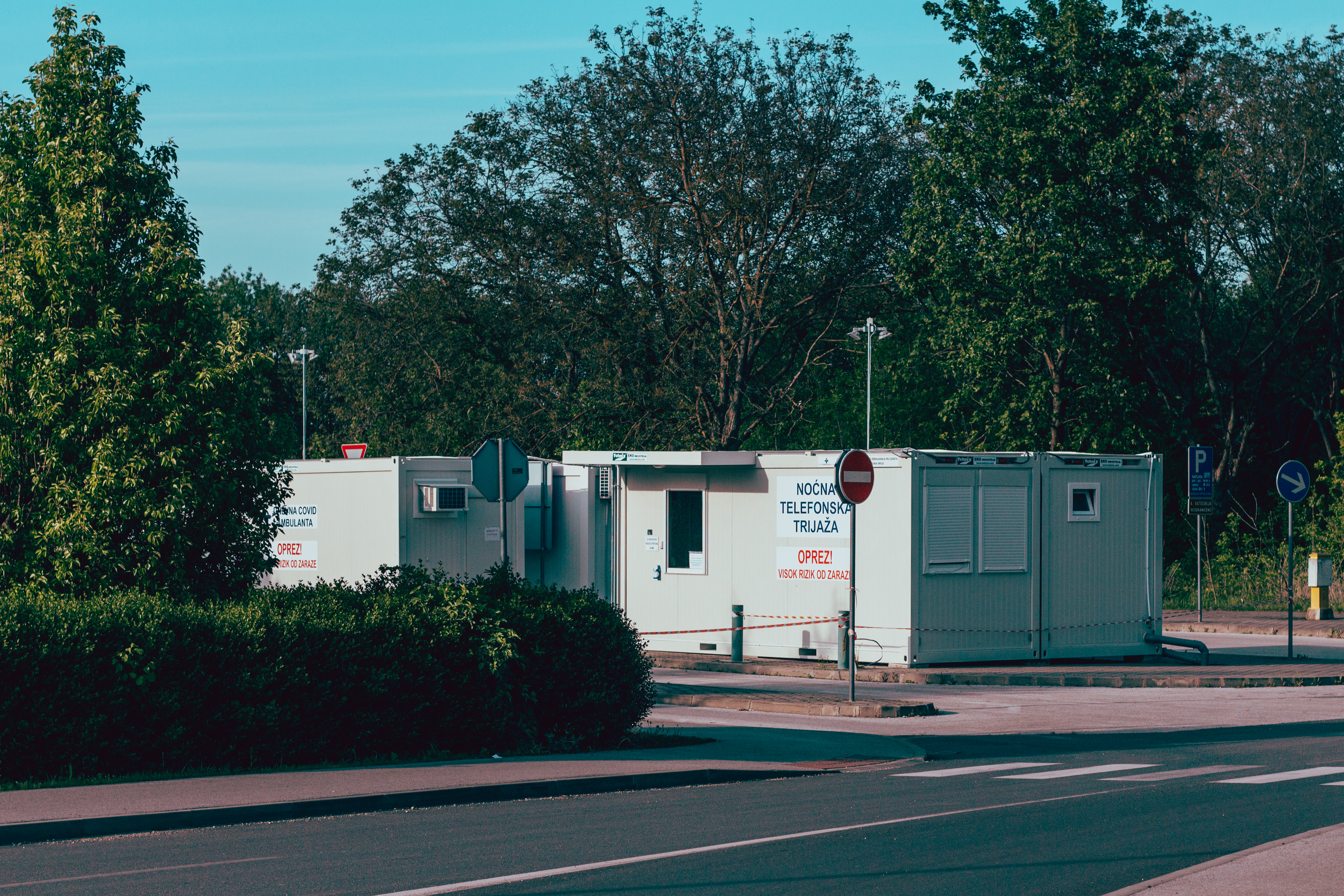
Testovací pracoviště v Čakovci

Pandemie covidu-19 se do Chorvatska rozšířila 25. února 2020, kdy byl potvrzen první případ ve městě Záhřeb. K 10. květnu 2021 bylo zaznamenáno 344 747 pozitivně testovaných případů nákazy koronavirem, z čehož bylo 8 251 pacientů nakažených, 328 993 vyléčených a 7 503 zemřelých. Z celkového počtu pozitivně testovaných lidí bylo tedy 95,43 % vyléčených, 2,39 % aktuálně nakažených a 2,17 % zemřelých.
Během pandemie bylo celkem provedeno 1 881 294 testů na koronavirus, z nichž 18,32 % bylo pozitivních. Celkem 2 033 pacientů je momentálně hospitalizováno, z nichž je 229 napojeno na plicní ventilátor. Celkem 24 039 lidí je v domácí izolaci. Na sto tisíc obyvatel připadá 8 046 pozitivně testovaných a 193 aktuálně nemocných. Celkem nemoc prodělalo již 8,05 % obyvatel Chorvatska. Od konce roku 2020 bylo použito celkem 1 131 607 dávek vakcíny proti koronaviru, přičemž 879 312 lidí bylo očkováno jednou dávkou vakcíny a 252 925 lidí dostalo i druhou dávku.

### Jazyky

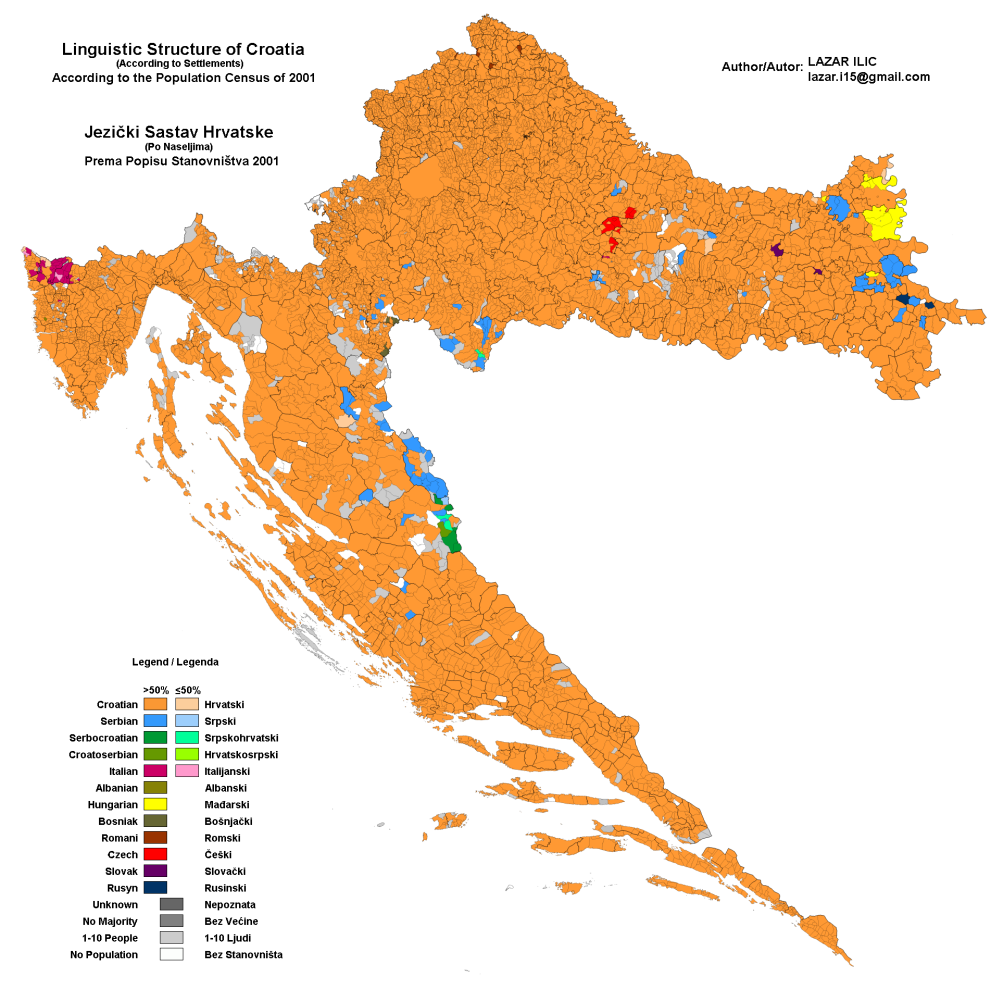
Mapa jazyků 2001.

Chorvatština je oficiálním jazykem Chorvatska a po přistoupení v roce 2013 se stala 24. úředním jazykem Evropské unie.
Jazyky menšin se oficiálně používají v jednotkách místní samosprávy, kde více než třetina populace tvoří národnostní menšiny nebo kde to místní legislativa definuje. Těmito jazyky jsou čeština, maďarština, italština, rusínština, srbština a slovenština. Kromě těchto jazyků jsou uznány také tyto jazyky: albánština, bosenština, bulharština, němčina, hebrejština, makedonština, černohorština, polština, rumunština, romština, ruština, slovinština, turečtina a ukrajinština.
Podle sčítání lidu v roce 2011 prohlásilo 95,6 % občanů Chorvatska za svůj rodný chorvatský jazyk, 1,2 % prohlásilo za rodný srbský jazyk. Žádný jiný jazyk v Chorvatsku nepředstavuje více než 0,5 % rodilých mluvčích. Chorvatština patří do skupiny jihoslovanských jazyků a slovanských jazyků a je psána latinskou abecedou. Na území Chorvatska se hovoří třemi hlavními dialekty, přičemž standardní chorvatština je založena na štokavském dialektu. Čakavské a kajkavské dialekty se vyznačují svébytným lexikem, fonologií a syntaxí.
Průzkum z roku 2011 ukázal, že 78 % Chorvatů tvrdí, že ovládá alespoň jeden cizí jazyk. Podle průzkumu objednaného Evropskou komisí v roce 2005 mluví 49 % Chorvatů anglicky, 34 % německy, 14 % italsky a 10 % francouzsky. Rusky mluví 4 % a 2 % Chorvatů mluví španělsky. Existují však velké obce s menšinovými jazyky, které zahrnují značné populace, které těmito jazyky hovoří. Většina Slovinců (59 %) má určitou úroveň znalosti chorvatštiny. Země je součástí různých jazykových mezinárodních asociací.

### Školství

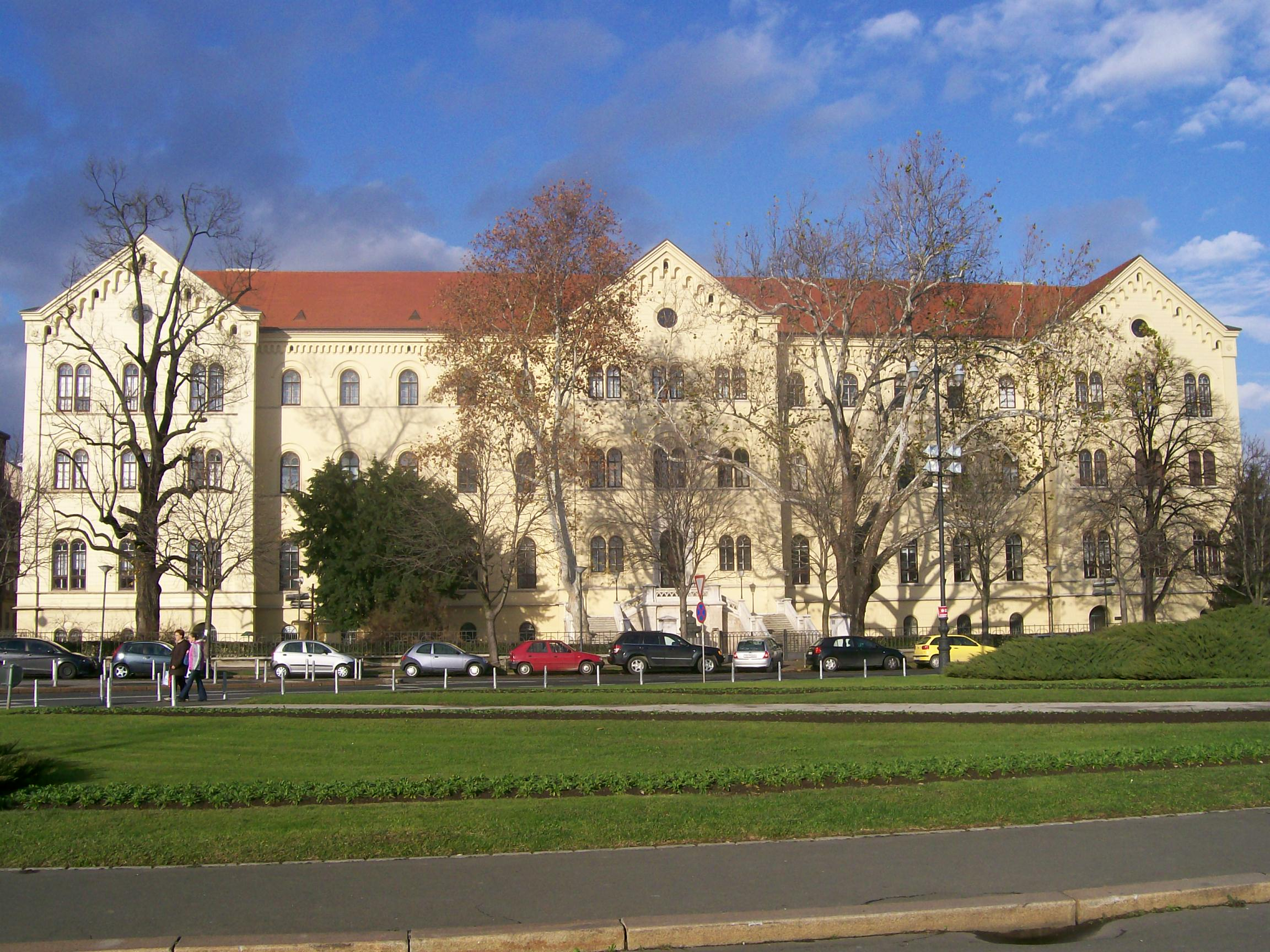
Záhřebská univerzita

Gramotnost v Chorvatsku činí 99,2 %. Celosvětová studie o kvalitě života v různých zemích, kterou zveřejnil časopis Newsweek v srpnu 2010, označila chorvatský vzdělávací systém za 22. nejlepší na světě. Základní vzdělání v Chorvatsku začíná ve věku šesti nebo sedmi let a skládá se z osmi tříd. V roce 2007 byl schválen zákon o zvýšení bezplatného, nepovinného vzdělávání do věku 18 let. Povinné vzdělávání se skládá z osmi tříd základní školy.
Střední vzdělání zajišťují gymnázia a odborné školy. Od roku 2017 existuje 2 049 základních škol a 701 škol poskytujících různé formy středoškolského vzdělávání. Základní a střední vzdělání je k dispozici také v jazycích uznaných menšin v Chorvatsku, kde se kurzy pořádají v italském, českém, německém, maďarském a srbském jazyce.
Existuje 137 základních a středních hudebních a uměleckých škol, 120 škol pro děti a mládež se zdravotním postižením a 74 škol pro dospělé. Chorvatsko má osm veřejných vysokých škol, univerzitu v Dubrovníku, Osijeku, Pule, Rijece, Splitu, Zadaru, Záhřebu a dvě soukromé univerzity (Katolická univerzita v Záhřebu a Mezinárodní univerzita v Dubrovníku).
Ve školním roce 2009–2010 byly pro studenty středních škol zavedeny celostátní maturitní zkoušky (državna matura), která zahrnuje tři povinné předměty (chorvatský jazyk, matematiku a cizí jazyk) a volitelné předměty.
Univerzita v Zadaru, první univerzita v Chorvatsku, byla založena v roce 1396 a zůstala aktivní až do roku 1807, kdy jiné instituce vysokoškolského vzdělávání převzaly až do založení obnovené Zadarské univerzity v roce 2002. Záhřebská univerzita, založená v roce 1669, je nejstarší nepřetržitě fungující univerzitou v jihovýchodní Evropě. V Chorvatsku je celkem 55 vysokoškolských institucí, ve kterých se studuje více než 157 tisíc studentů. Vzdělání pro své občany Chorvatsko poskytuje zdarma, včetně státních vysokých škol.

### Literatura

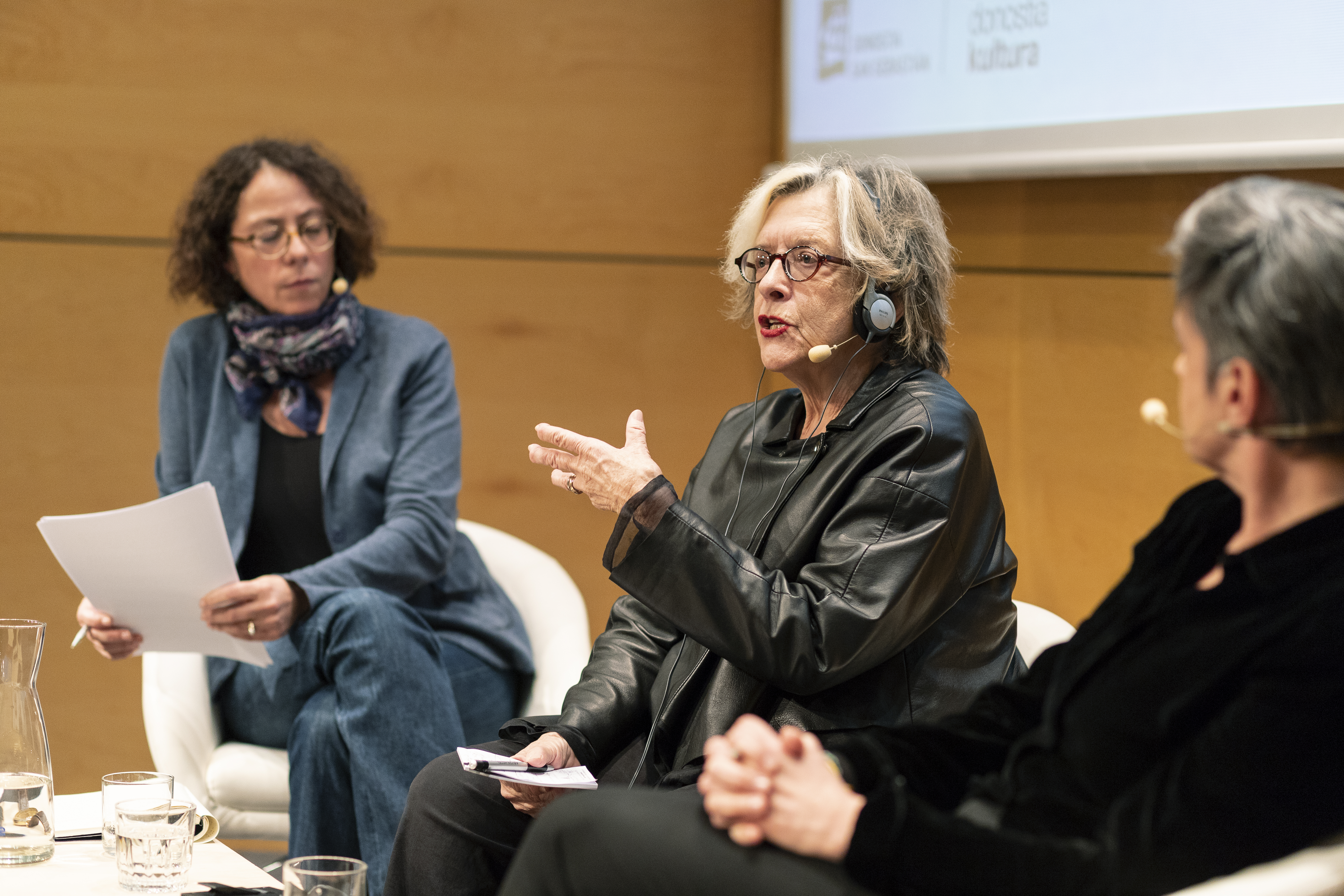
Slavenka Drakulićová

## Kultura

### Hudba

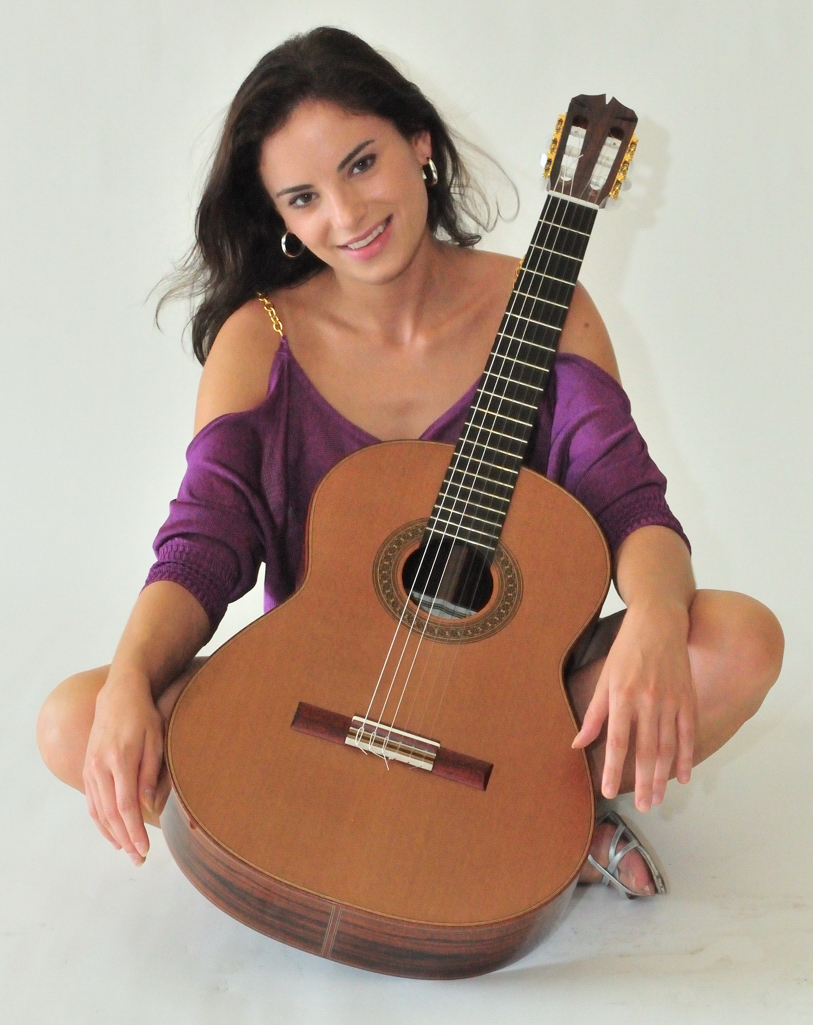
Ana Vidovićová

Nejvýznamnějším hudebním skladatelem je Ivan Zajc, autor chorvatské národní opery Nikola Šubić Zrinjski. Illyrismus v 19. století reprezentoval zejména skladatel Vatroslav Lisinski. Asi nejznámější chorvatskou operu Ero s onoga svijeta složil Jakov Gotovac. Ve Splitu se narodil proslulý operetní skladatel Franz von Suppé, v Zadaru dirigent Felix Weingartner, ředitelem dvorní opery ve Vídni po Gustavu Mahlerovi. Jako klavírista proslul Ivo Pogorelich, jako klasická kytaristka Ana Vidovićová, jako dirigent Lovro von Matačić.
V Sarajevu se chorvatskému otci narodil Goran Bregović, proslulý představitel world music. Maksim Mrvica se proslavil jako klavírista kombinující pop a klasiku, o podobný styl se pokouší i instrumentální violoncellové duo 2Cellos. Mezinárodní úspěch měla i zpěvačka Tereza Kesovija.

### Výtvarné umění a architektura

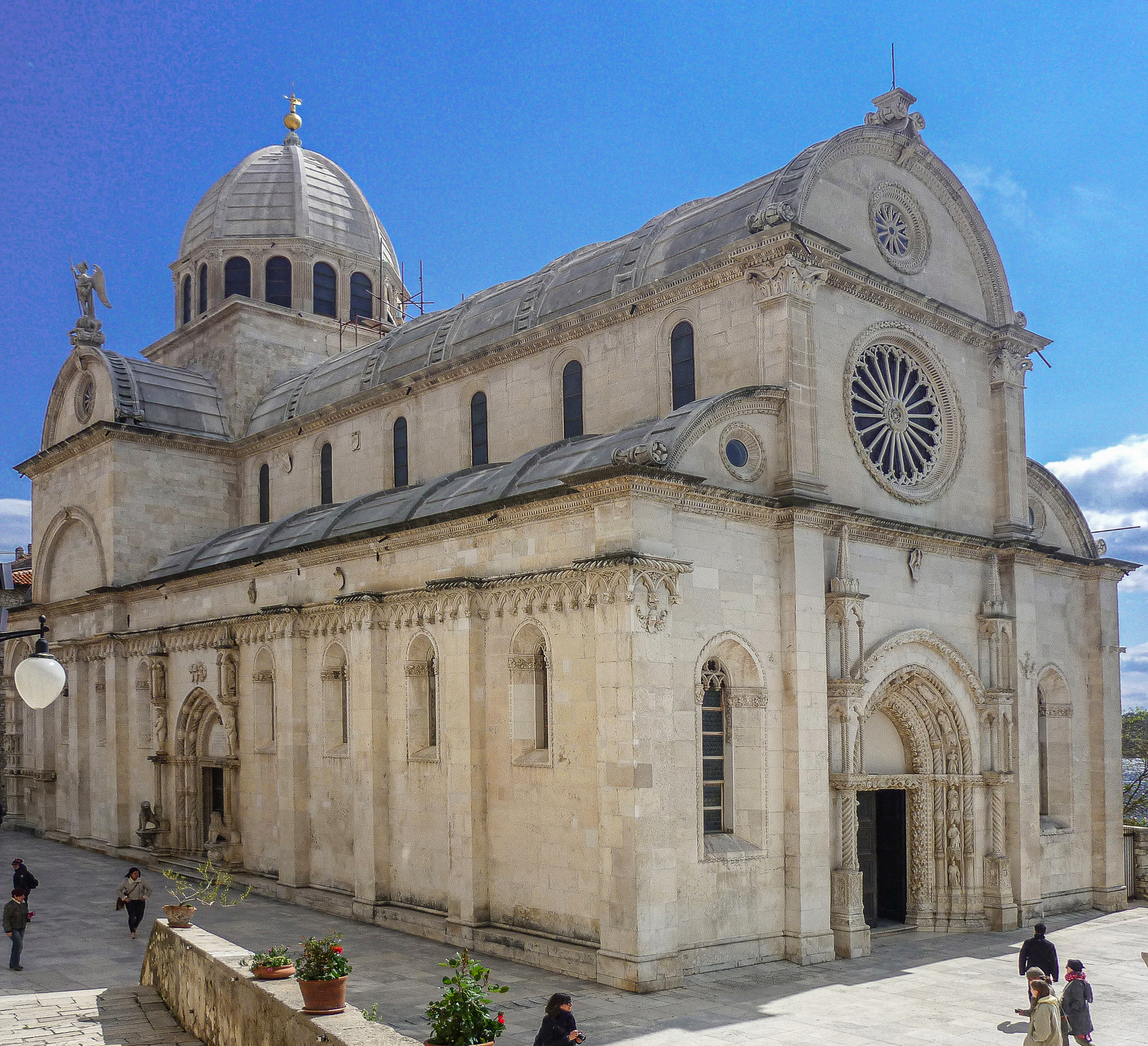
Katedrála sv. Jakuba v Šibeniku

Nejznámějších sochařem je Ivan Meštrović, v Chorvatsku se narodil i benátský sochař Francesco Laurana. Známým malířem byl Vlaho Bukovac či Giulio Clovio, autor miniatur a iluminátor středověkých rukopisů. Nejznámější chorvatskou malířkou je Slava Raškajová, která se v 19. století specializovala na akvarely. V Záhřebu se narodil dekadent Franz von Bayros, který proslul svými erotickými kresbami. V současnosti vyniká průkopník malířského hnutí New Ink Art Alfred Freddy Krupa. Unikátem středověkého sochařství jsou náhrobky zvané stećak, typické pro celý západní Balkán. Dvě jejich naleziště na území Chorvatska (v Cista Provo a Konavle) byla zapsána na seznam Světového dědictví UNESCO.

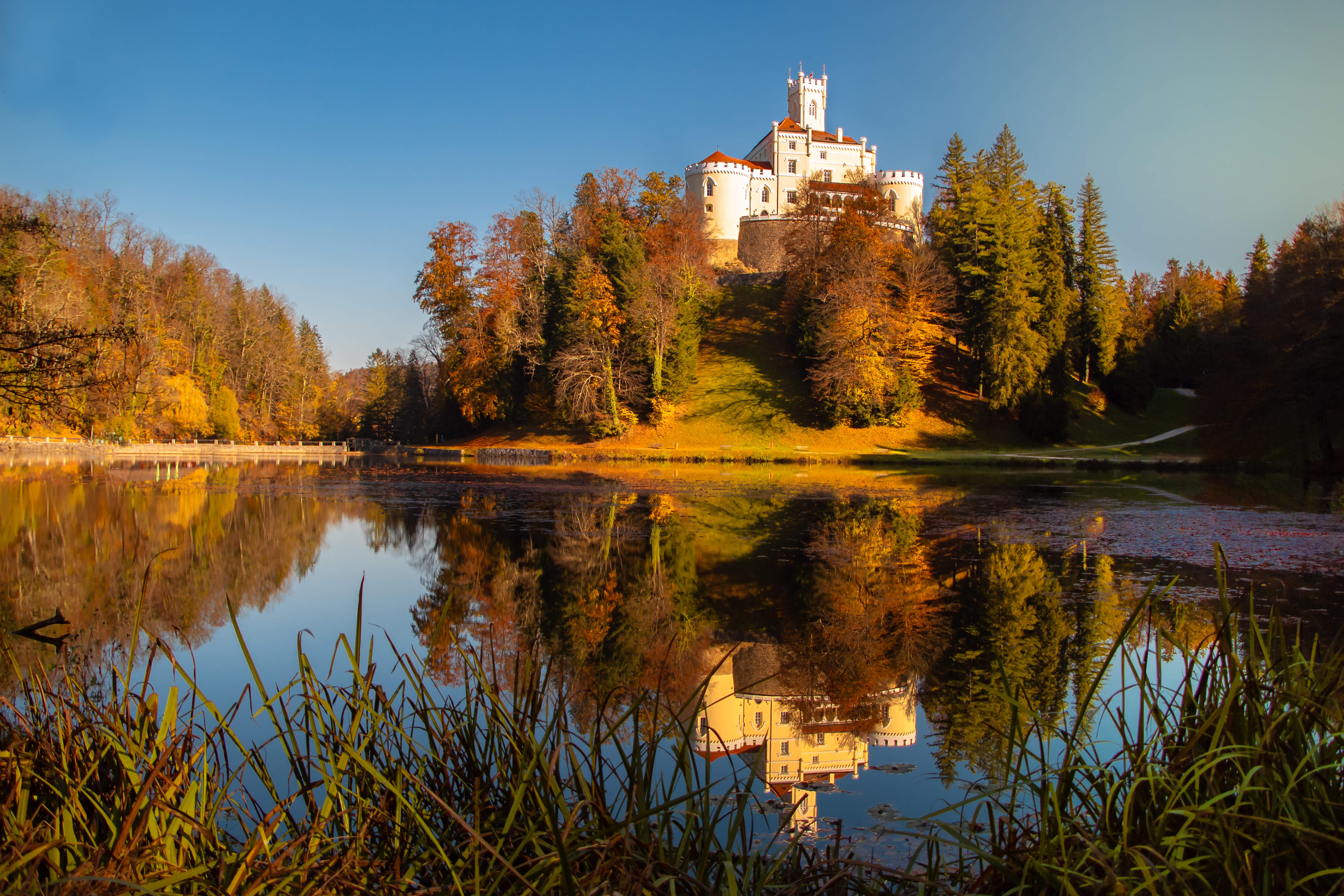
Trakošćan

Architektonickými památkami zapsanými na seznam světového dědictví jsou Diokleciánův palác ve Splitu (s Katedrálou svatého Domnia uprostřed), Eufraziova bazilika v Poreči a Katedrála sv. Jakuba v Šibeniku. Krom toho byla na seznam zapsána i celá dvě historická města – Dubrovník a Trogir. Obranný systém Zadaru a pevnost svatého Mikuláše v Šibeniku jsou součástí Světového dědictví v rámci položky Benátské obranné stavby. K benátským památkám patří i trogirská pevnost Kamerlengo. Krom toho k významným stavbám patří biskupský komplex v historickém jádru města Zadaru, středověké hrady Trakošćan a Veliki Tabor či skalní klášter Blaca na ostrově Brač. Z chrámů jsou to například Katedrála svaté Anastázie v Zadaru, Katedrála svatého Vavřince v Trogiru nebo Katedrála Nanebevzetí Panny Marie, svatého Štěpána a svatého Ladislava v Záhřebu, všechny vystavěné v románsko-gotickém slohu. K významným barokním památkám patří habsburská pevnost Tvrđa v Osijeku. O zápis do světového dědictví usiluje i unikátní "skalní vesnice" Motovun, Ston nebo Varaždín.

### Film

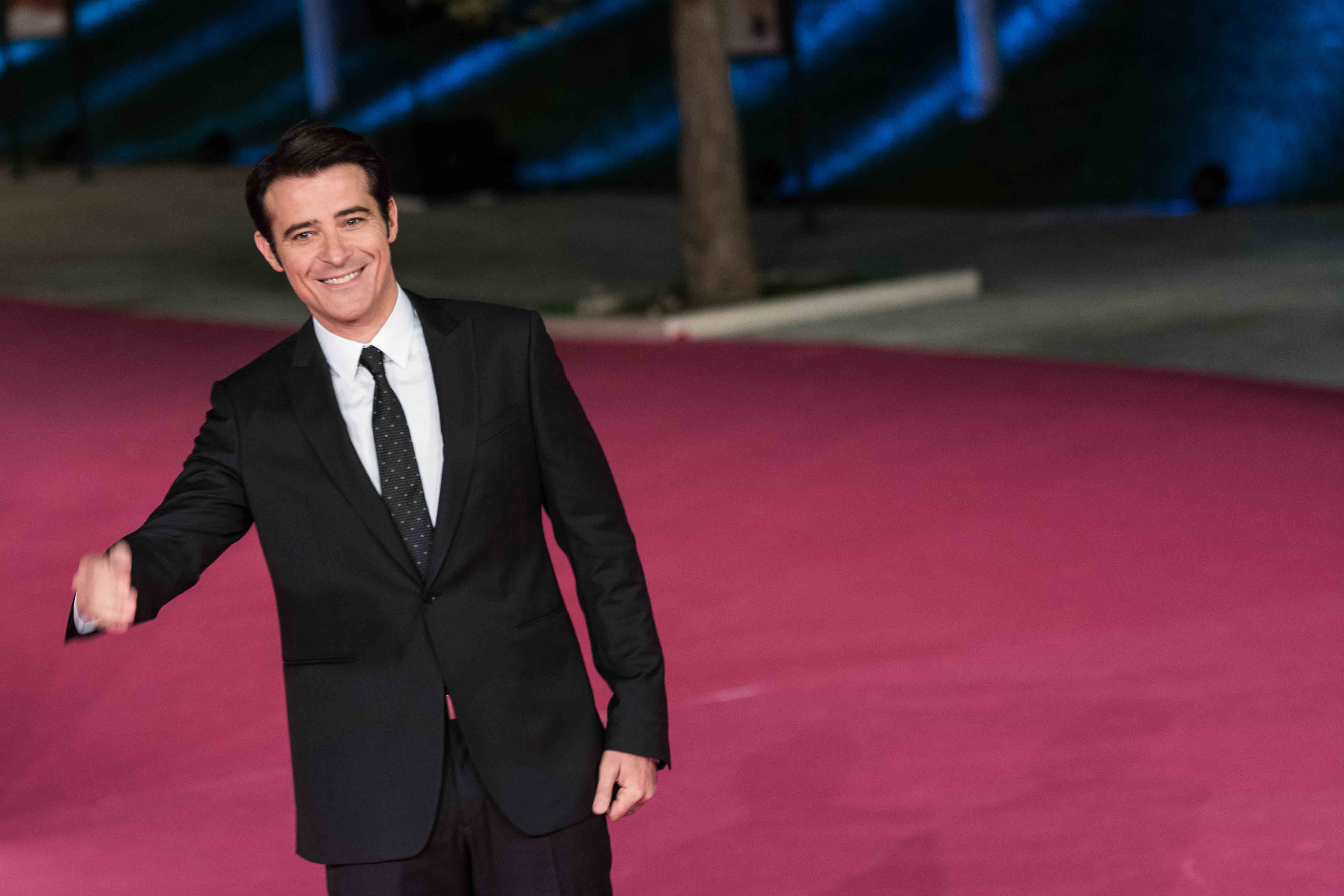
Goran Višnjić

Goran Višnjić, Rade Šerbedžija, Mira Furlanová a Zrinka Cvitešićová se prosadili jako televizní a filmoví herci v Británii a USA. V Chorvatsku se narodily i italské herečky Laura Antonelli a Sylva Koscina. Chorvatský filmový průmysl je malý a silně dotovaný vládou, zejména prostřednictvím grantů schválených ministerstvem kultury, přičemž filmy jsou často koprodukovány veřejnoprávní televizí HRT. Chorvatská kinematografii produkuje ročně pět až deset celovečerních filmů. Filmový festival v Pule, národní filmový festival pořádaný každoročně v Pule, je nejprestižnější filmovou akcí představující národní a mezinárodní produkce. Animafest Záhřeb, založený v roce 1972, je každoroční filmový festival, který se věnuje výhradně animovanému filmu. Největšího úspěchu z chorvatských animátorů dosáhl Dušan Vukotić, když v roce 1961 získal Oscara za nejlepší animovaný krátký film, za snímek Surogat (Ersatz).

### Folklór

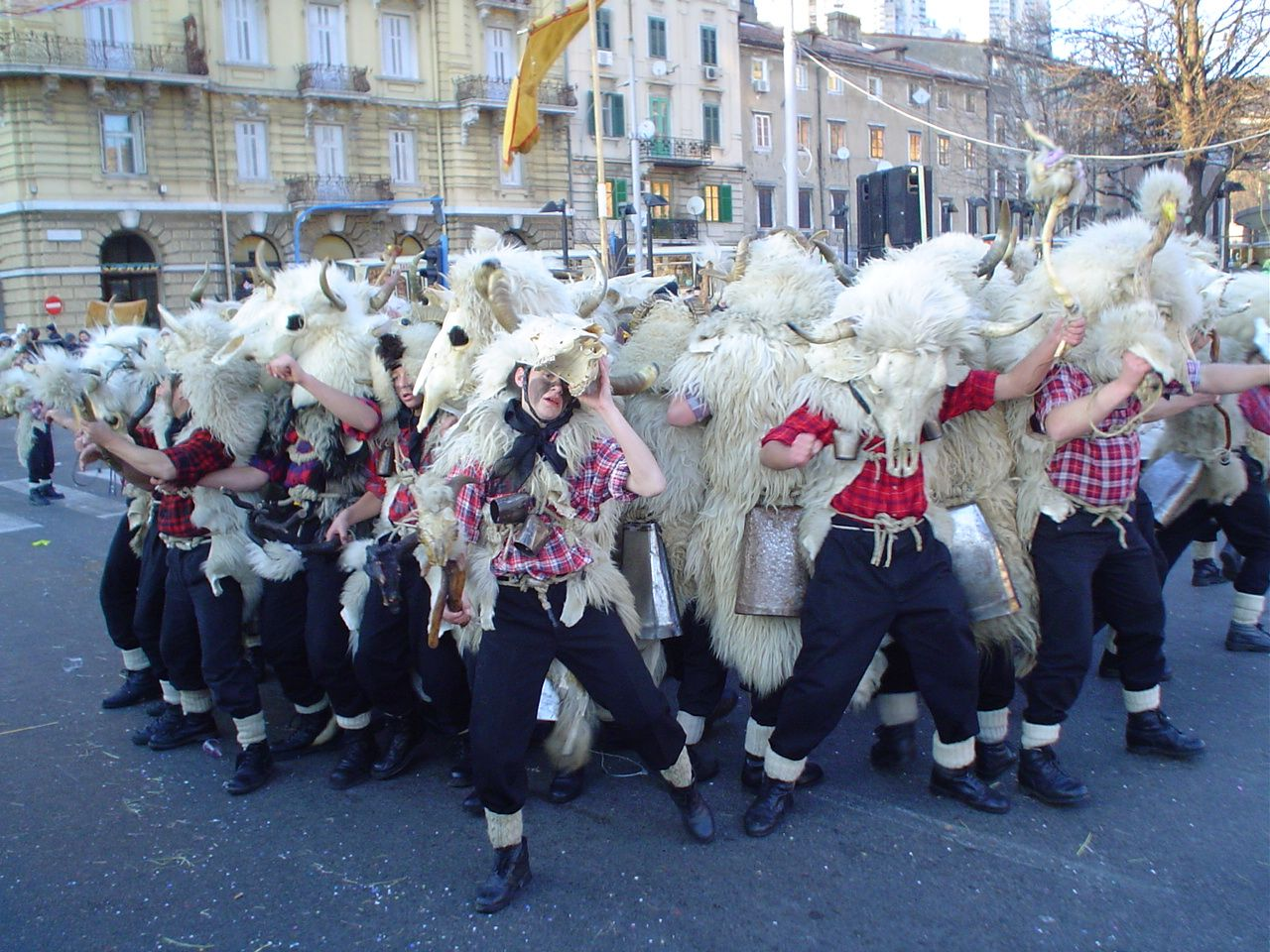
Zvončarský rituál

Chorvatsko má čtvrtý největší počet zápisů na seznam světového nehmotného kulturního dědictví UNESCO. Povětšinou jde o různé folklórní tradice. Zápisu se dočkalo například procesí Za križen, římskokatolická velikonoční pouť, konaná v noci ze Zeleného čtvrtku na Velký pátek mezi obcemi Jelsa, Pitve, Vrisnik, Svirče, Vrbanj a Vrboska na ostrově Hvaru. Ke světovému dědictví patří i chorvatská perníková srdce (licitarska srca), jezdecká soutěž Sinjska alka pořádaná od roku 1715, komické lidové písně zvané bećarac, prastarý jarní karneval k zahnání zlých duchů zvaný zvončari, slavnosti svatého Blažeje, patrona Dubrovníku (Festa Svetog Vlaha, zaštitnika Dubrovnika) pořádané každého 3. února nepřetržitě od roku 972, chorvatské krajkářství, dřevěné hračky chorvatského Záhoří, unikátní šestitónová istrijská stupnice charakterizující chorvatskou lidovou hudbu a druh lidového zpěvu nazývaný međimurska popevka, tanec zvaný nijemo kolo nebo styl čtyřhlasého (dva tenory, bas a baryton) mužského zpěvu a cappella zvaný klapa. Ve městě Omiš se od roku 1967 koná každoročně festival zaměřený na tento žánr. V Chorvatsku existuje okolo čtyř set souborů věnujících se klapě, tento zpěv je také populární mezi příslušníky chorvatské diaspory. Spolu s jinými zeměmi Chorvatsko sdílí rovněž zápis tzv. suché zídky, sokolnictví a středomořské kuchyně.

### Média

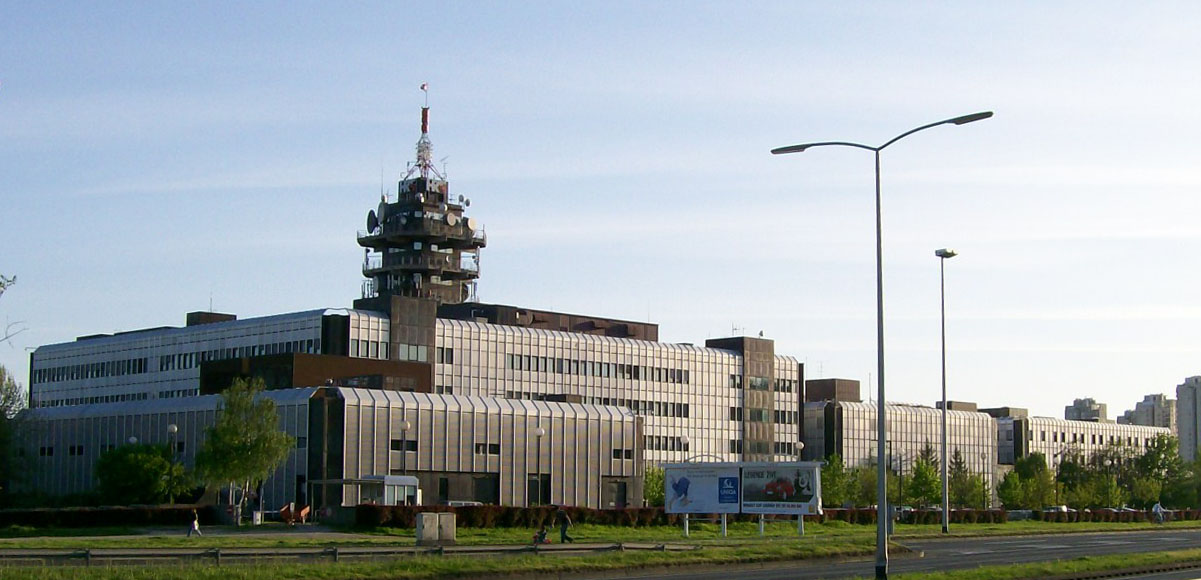
Sídlo společnosti HRT

V Chorvatsku je svoboda tisku a svoboda projevu zaručena ústavou. Chorvatsko bylo na 42. místě v Indexu svobody tisku v roce 2023.
Radio Záhřeb, nyní součást chorvatské Radiotelevizija, byl první veřejnou rozhlasovou stanicí v jihovýchodní Evropě. V prosinci 2018 existovalo čtrnáct celostátních bezplatných televizních kanálů vysílajících v pozemním vysílání, přičemž chorvatská Radiotelevizija (HRT) je největší. Dále pak to jsou Nova TV a Doma TV. Kromě toho existuje 21 regionálních nebo místních televizních kanálů v pozemním vysílání. V roce 2018 bylo v Chorvatsku 147 rozhlasových stanic a 27 televizních stanic. Na trhu s tiskovými médii dominují chorvatská společnost Hanza Media a rakouská společnost Styria Media Group, která vydává své vlajkové deníky Jutarnji list, Večernji list a 24sata. Jiné vlivné noviny jsou Novi list a Slobodna Dalmacija.

### Kuchyně

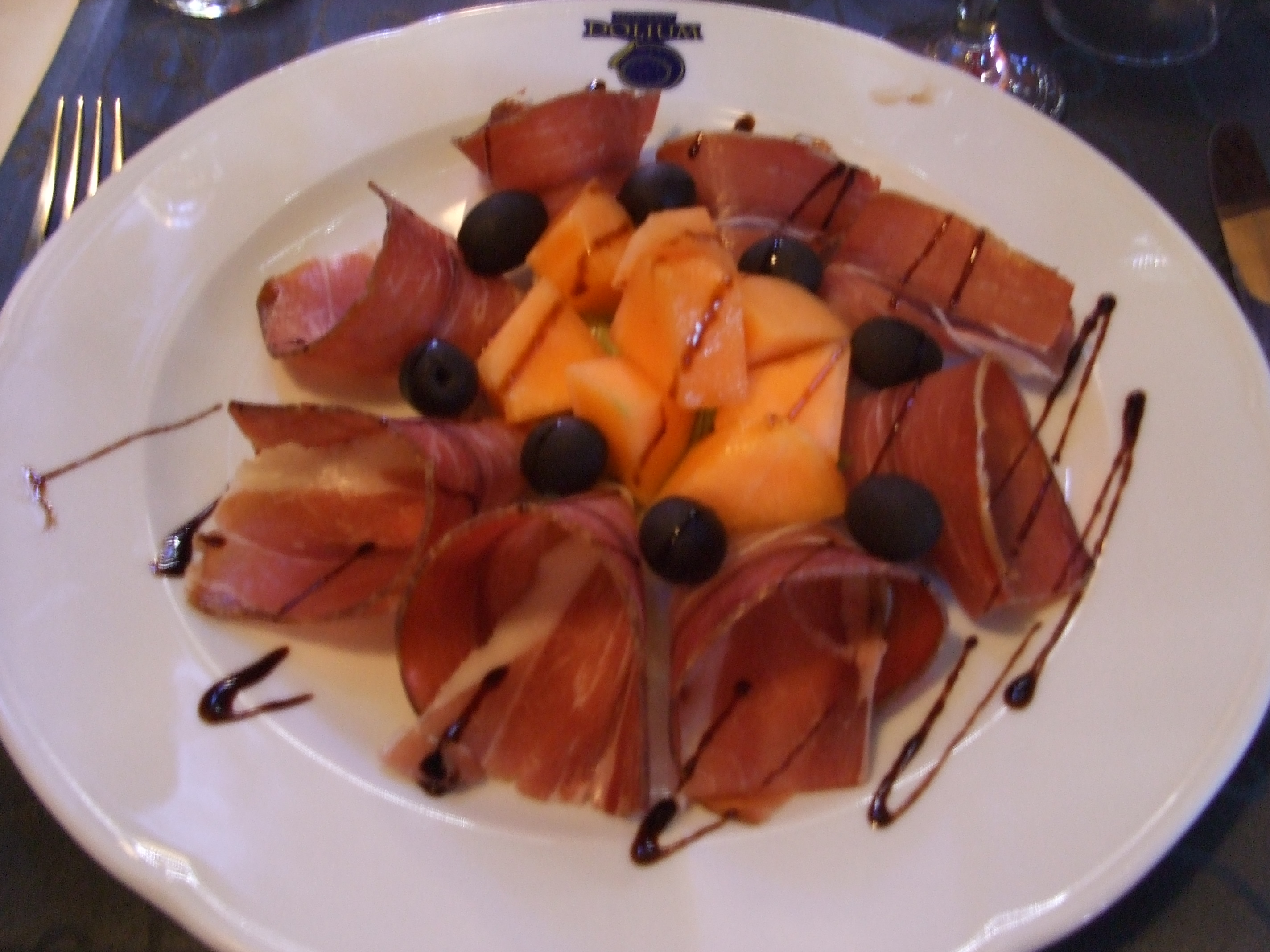
Dalmatský pršut

Chorvatská kuchyně je specifickým typem evropské jihovýchodní (balkánské) kuchyně. Rozdíly ve výběru potravin jsou největší mezi vnitrozemskou a pobřežní částí Chorvatska. Vnitrozemská kuchyně byla ovlivňována slovanskou, maďarskou a tureckou kuchyní. Charakterizuje se použitím koření, například černého pepře, papriky a česneku.
Pobřežní kuchyně Chorvatska byla ovlivněna především řeckou a římskou kuchyní, později také středomořskou, zejména italskou kuchyní. Pobřežní kuchyně používá olivový olej, byliny a koření, například rozmarýn, šalvěj, bobkový list, oregano, majoránka, skořice, hřebíček, muškátový ořech a citronová a pomerančová kůra. Mezi typické suroviny vnitrozemské i pobřežní kuchyně patří obiloviny, mléčné výrobky, maso, ryby, zelenina, ořechy. V Chorvatsku jsou populární i potraviny a recepty z jiných bývalých jugoslávských zemí.Typickými pokrmy chorvatské kuchyně jsou: stonské ústřice, těstoviny s lanýži, tzv. černé rizoto, kulen, ajvar, pršut, pljeskavica a další.
Mezi typické nápoje patří zejména Prošek, piva (Karlovačko, Ožujsko, Staročeško, Velebitsko, Pan) a Rakija.

### Věda

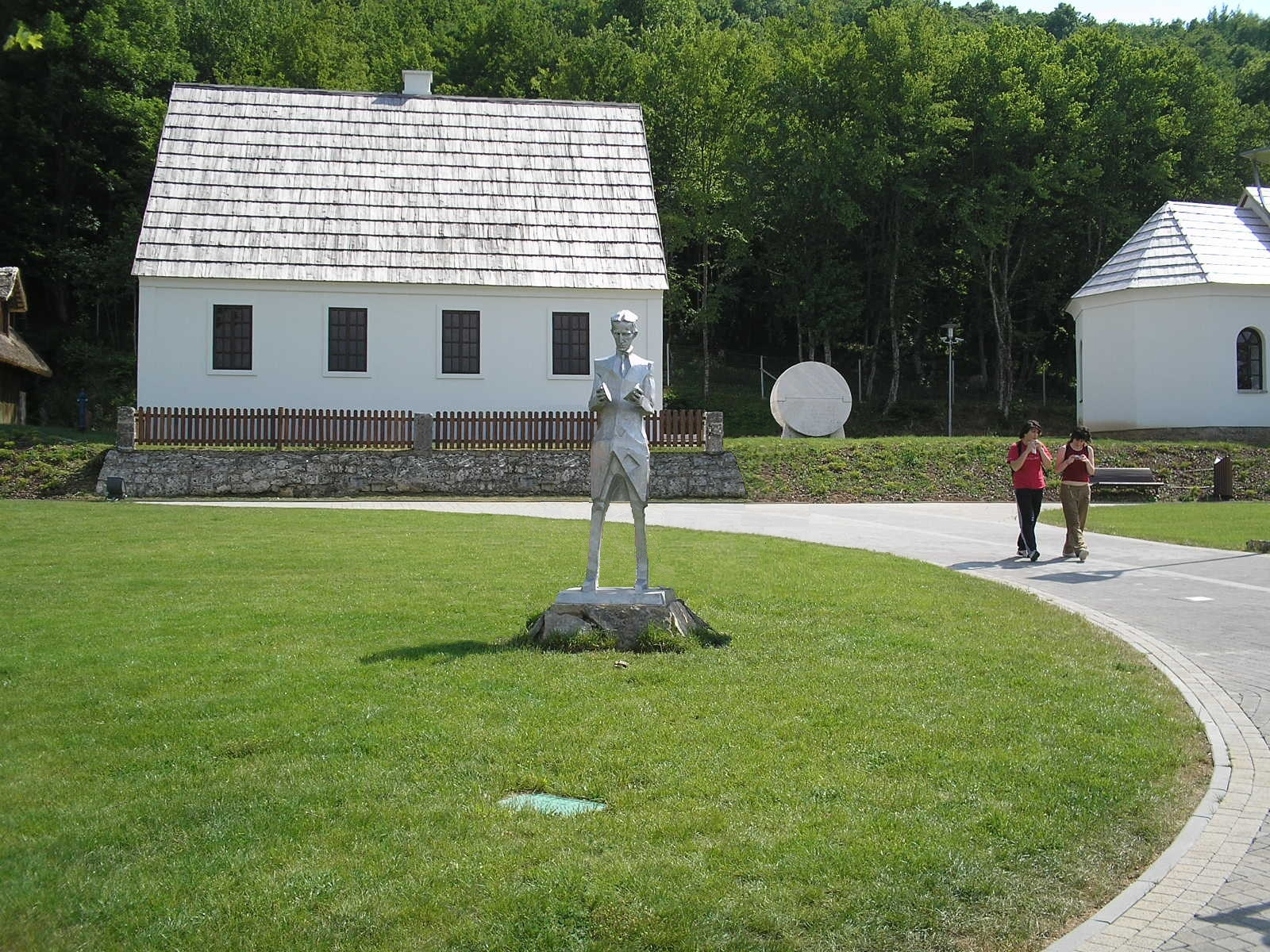
Rodný dům Nikoly Tesly

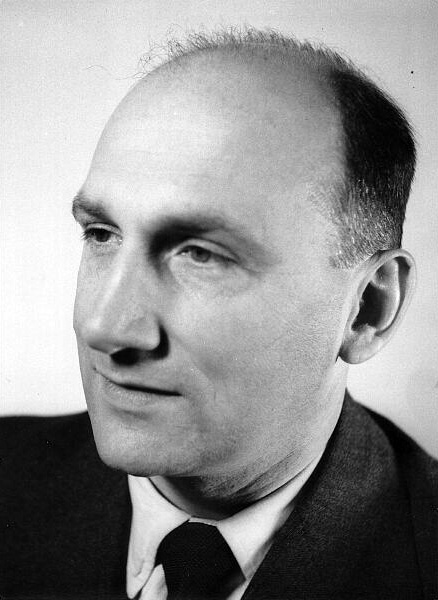
Vladimir Prelog

V Chorvatsku, přesněji v malé vesničce Smiljan, se narodil slavný fyzik Nikola Tesla. Nobelovu cenu za chemii získali Vladimir Prelog a Leopold Ružička. Významným meteorologem a seismologem byl Andrija Mohorovičić, optikem pak Marin Getaldić. Všestranným badatelem byl jezuita Ruđer Bošković, který v oblasti astronomie mj. našel způsob výpočtu oběžných drah planet a objevil neexistenci atmosféry na Měsíci. Významné paleontologické objevy učinil Dragutin Gorjanović-Kramberger, posunul zejména výzkum neandrtálců. Průkopníkem padákového létání byl Faust Vrančić. Josip Belušić vynalezl rychloměr, Slavoljub Penkala termosku, Ivan Vukić zase torpédo. V Chorvatsku se narodil i matematik Đuro Kurepa.
Významným humanistickým vzdělancem byl Jan Vitéz, který se mj. zasloužil o založení Academie Istropolitany v Bratislavě, luterským teologem Matthias Flacius Illyricus, který mj. připravil norimberské vydání sebraných spisů Jana Husa. Mavro Orbini byl představitel tzv. barokního slavismu. Známým se stal především svým dílem Království Slovanů (italsky Il Regno degli Slavi), které potom silně ovlivnilo celou řadu jihoslovanských obrozenců v 19. století. Franjo Rački byl důležitým historikem tohoto národního obrození, Ljudevit Gaj, Ivan Mažuranić či Vatroslav Jagić byli obrozeneckými jazykovědci. Na Cresu se narodil benátský filozof Franciscus Patricius. V Donji Kraljevci zakladatel antroposofie Rudolf Steiner. Chorvatský původ měl i filozof Ivan Illich nebo psycholog Mihaly Csikszentmihalyi.

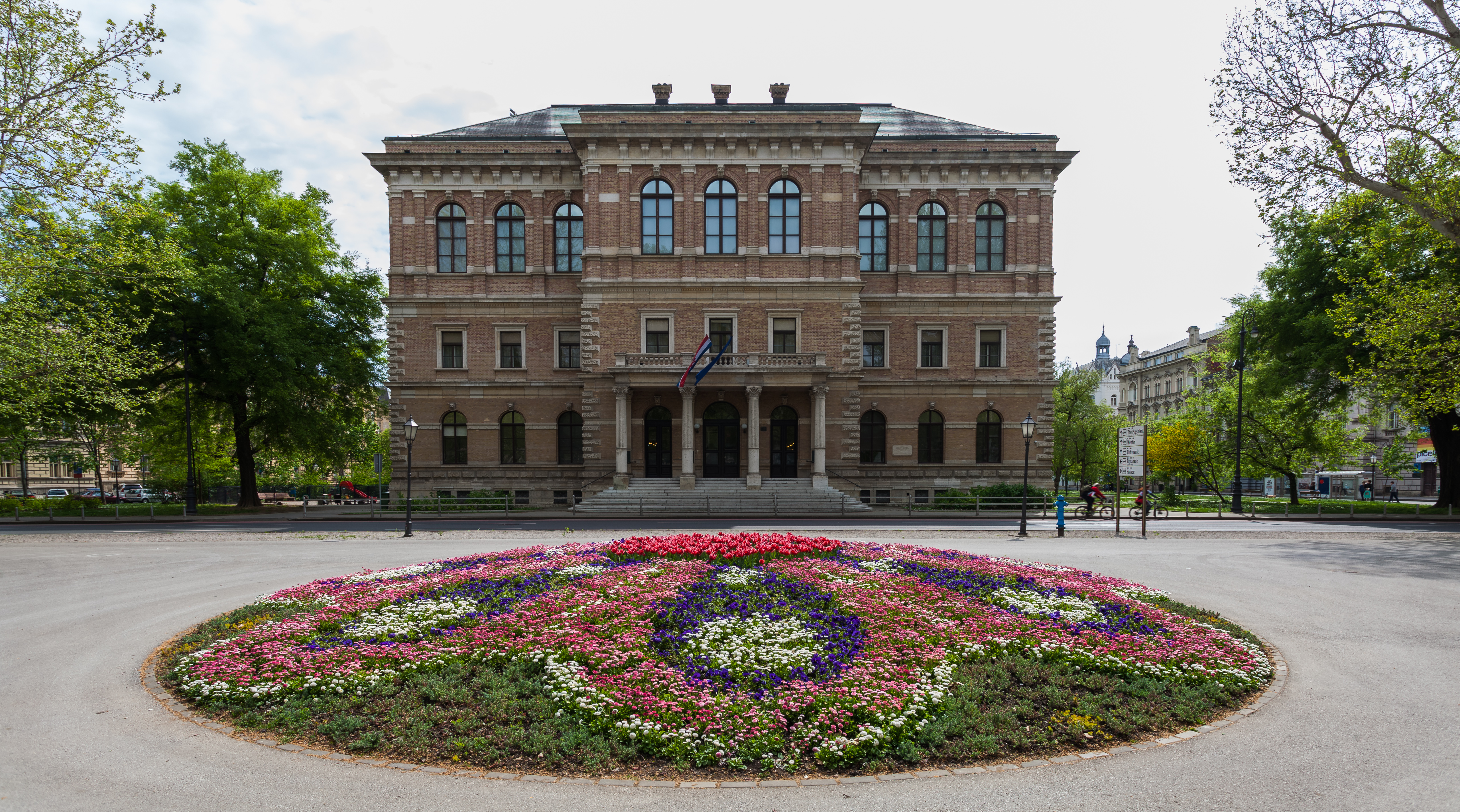
Chorvatská akademie věd a umění

K nejvýznamnějším vědeckým a vzdělávacím institucím patří Institut Ruđer Bošković v Záhřebu, Chorvatská akademie věd a umění (Hrvatska akademija znanosti i umjetnosti) založená roku 1866 (jakožto nejstarší instituce tohoto druhu v jihovýchodní Evropě).
Na území Chorvatska byl objeven také jeden druh sauropodního dinosaura, popsaného roku 1998 pod jménem Histriasaurus boscarollii. Žil v době před asi 130 miliony let a jednalo se o středně velkého býložravého sauropoda o délce 10 až 15 metrů.

### Sport

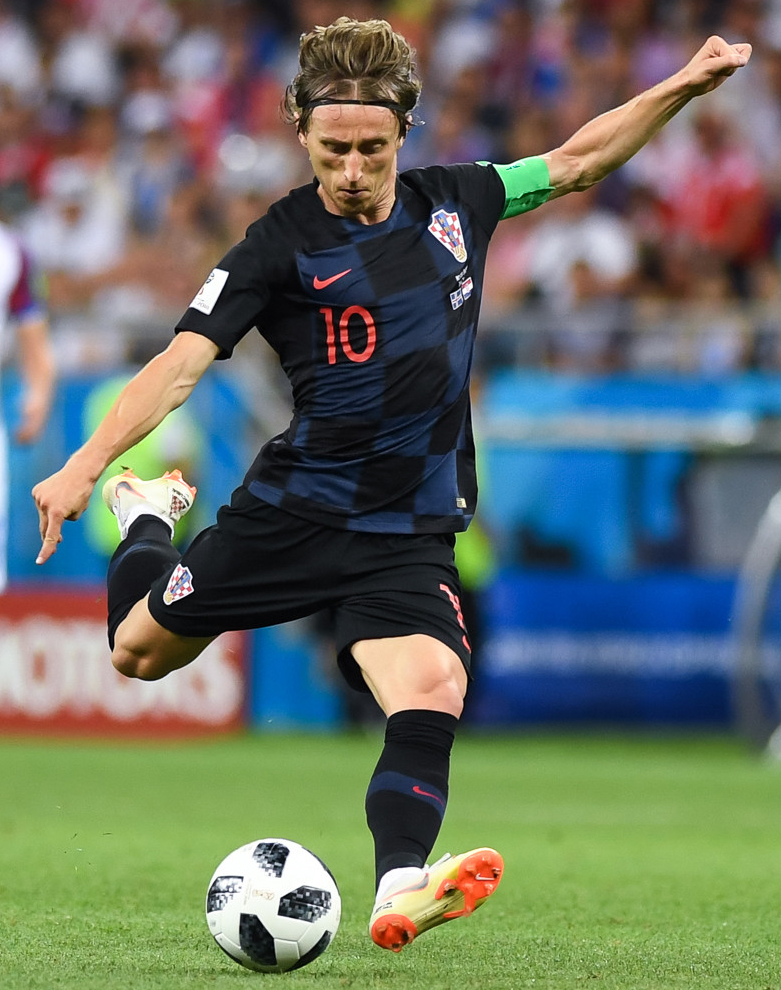
Luka Modrić

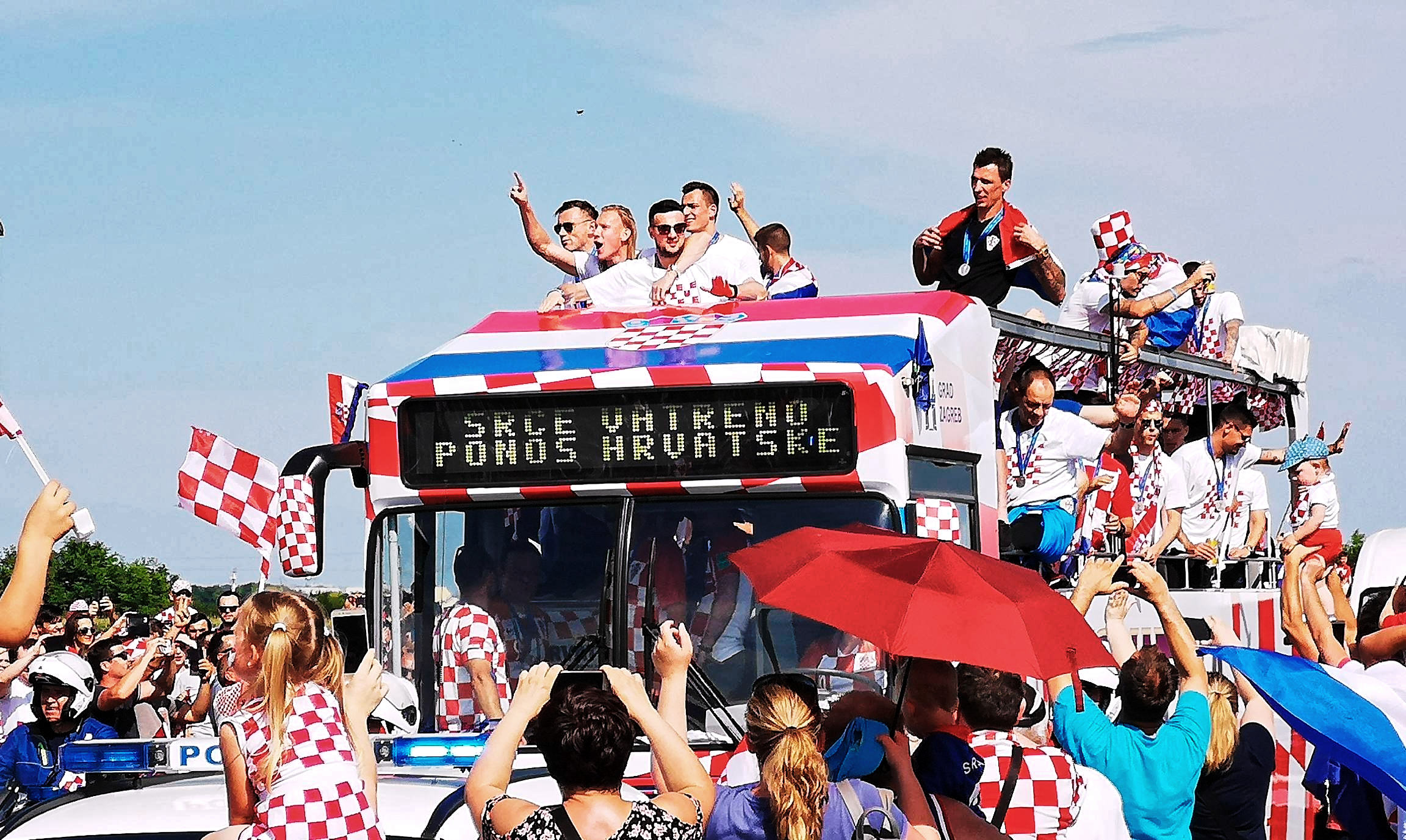
Oslavy po historickém postupu Chorvatů do finále MS 2018

Nejpopulárnějším sportem v Chorvatsku je fotbal. Chorvatská fotbalová reprezentace dosáhla svého největšího úspěchu na mistrovství světa v Rusku roku 2018, kde vybojovala stříbrnou medaili. Tahounem tohoto mužstva byl především Luka Modrić, který za rok 2018 získal Zlatý míč, jinak čtyřnásobný vítěz Ligy mistrů s Realem Madrid. Dalšími výraznými osobnostmi stříbrného týmu byli Ivan Perišić, Mario Mandžukić a Ivan Rakitić. Na světovém šampionátu o čtyři roky později stejně jako na šampionátu v roce 1998 získali Chorvati medaili bronzovou. Pilířem byl tehdy především útočník Davor Šuker, nejlepší střelec celého turnaje. Součástí týmu byl i Robert Prosinečki, který patřil k nejvýraznějším hráčům Jugoslávské reprezentace již na šampionátu v roce 1990. Chorvatskými fotbalovými velkokluby jsou HNK Hajduk Split a GNK Dinamo Zagreb.
Velmi úspěšní jsou Chorvati také v házené. Již dvakrát vyhráli olympijský turnaj, v roce 1996 v Atlantě a roku 2004 v Athénách. Roku 2003 se stali také mistry světa. Hlavní hvězdou tohoto týmu byl Ivano Balić. Ten byl vyhlášen nejlepším házenkářem světa v letech 2003 a 2006. V roce 2013 se stejné pocty dostalo i Domagoji Duvnjakovi. Řada Chorvatů se podílela již na zisku dvou zlatých olympijských medailí za časů Jugoslávie (1972, 1984).

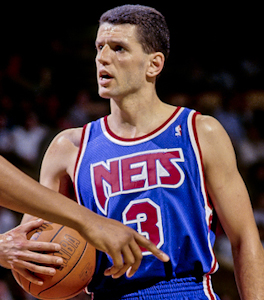
Dražen Petrović

Nesrovnatelně s jinými zeměmi je v Chorvatsku oblíbené vodní pólo. Chorvatská reprezentace v tomto sportu získala zlatou olympijskou medaili na hrách v Londýně roku 2012. Krom toho má z OH dvě stříbra (1996, 2016). Chorvatští basketbalisté mají na kontě jedno olympijské stříbro (1992), k nejúspěšnějším košíkářům patřili Toni Kukoč (pětkrát vítěz ankety Euroscar), Dražen Petrović (čtyřikrát vítěz Euroscar) nebo Krešimir Ćosić, člen síně slávy Mezinárodní basketbalové federace. Cibona Záhřeb dvakrát vyhrála Euroligu mužů (1985, 1986), Jugoplastika Split třikrát (1989, 1990, 1991). Do síně slávy Mezinárodní volejbalové federace byla uvedena Irina Kirillova.

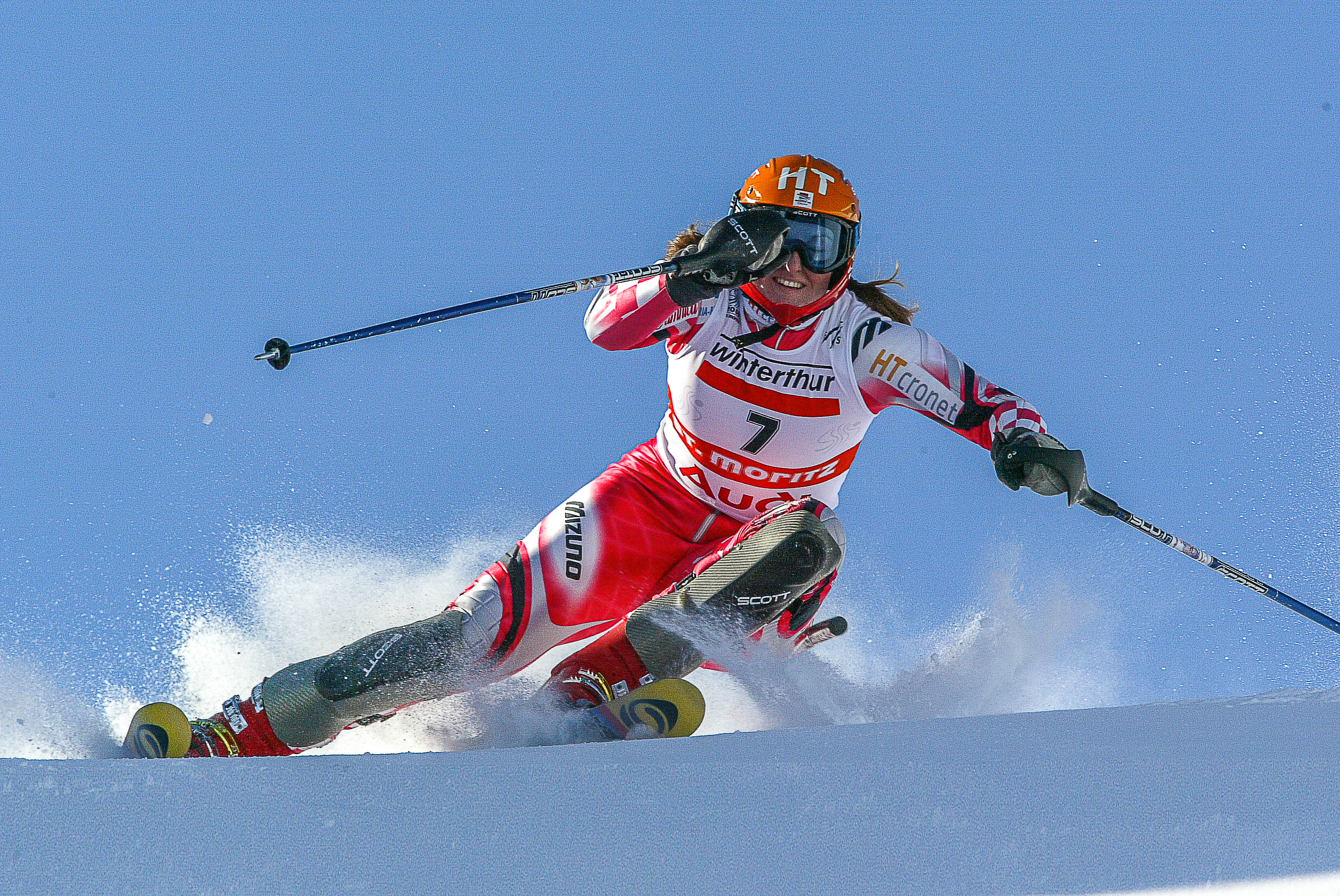
Janica Kostelićová

Samostatné Chorvatsko vybojovalo od roku 1992 patnáct zlatých olympijských medailí. Z toho hned čtyři sjezdařka Janica Kostelićová, dvě pak diskařka Sandra Perkovićová. Individuální zlaté medaile mají i oštěpařka Sara Kolaková, vzpěrač Nikolaj Pešalov, střelci Giovanni Cernogoraz a Josip Glasnović a taekwondistka Matea Jelićová. Zbylé nejcennější kovy připadají na veslařské a jachtařské posádky. V dresu Jugoslávie dosáhli na nejvyšší olympijské vavříny plavkyně Đurđica Bjedovová, kanoista Matija Ljubek, boxer Mate Parlov a zápasník Vlado Lisjak.
Vítězem Wimbledonu v roce 2001 se stal tenista Goran Ivanišević. Marin Čilić vyhrál v roce 2014 US Open, Iva Majoliová roku 1997 Paříž. Chorvati též roku 2005 a 2018 vyhráli Davis Cup. Unikát se podařil chorvatským tenistům na olympiádě v Tokiu roku 2021, když dva chorvatské páry obsadily první dvě místa v mužské čtyřhře. Vítězný pár Nikola Mektić a Mate Pavić tak navázal na své vítězství ve Wimbledonu.

## Státní svátky a dny pracovního klidu

### Státní svátky
- 1. leden Nový rok
- 1. květen Svátek práce

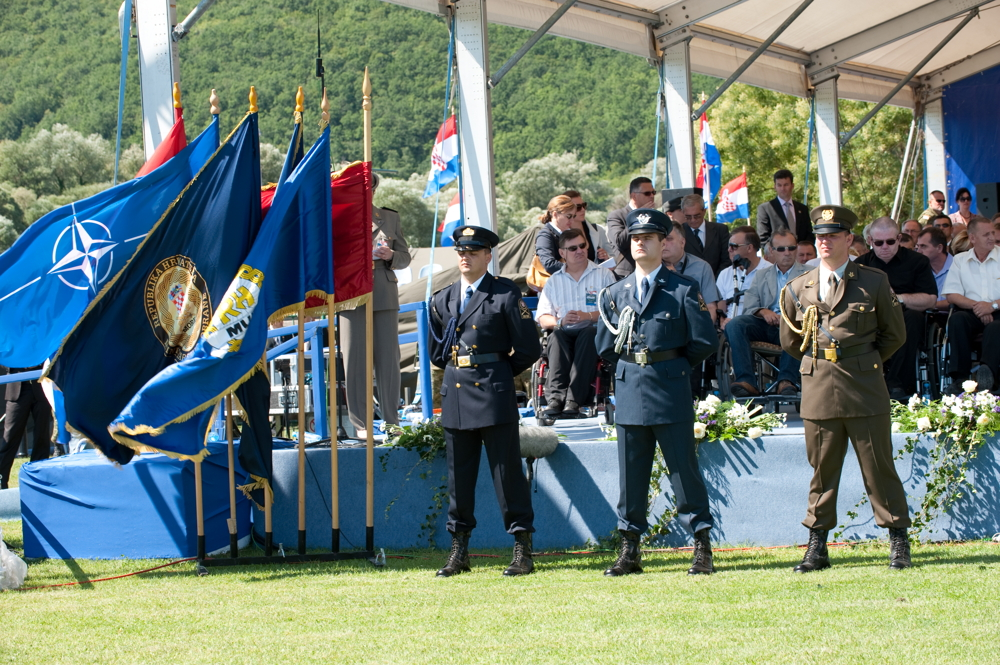
Oslava 16. výročí Operace Bouře v Kninu 5. srpna 2011

- 30. květen Den Chorvatského parlamentu
- 22. červen Den boje proti fašismu – vztahuje se k začátku povstání v roce 1941, konkrétně založení 1. partyzánského oddílu v Sisaku
- 25. červen Den státnosti – výročí vyhlášení nezávislosti v roce 1991
- 5. srpen Den vítězství a národní vděčnosti a Den chorvatských obránců (osvobození Kninu v roce 1995)
- 15. srpen Svátek Nanebevzetí Panny Marie
- 8. říjen Den nezávislosti
- 25. prosinec 1. svátek vánoční
- 26. prosinec 2. svátek vánoční

### Dny pracovního klidu
- 6. leden Tři králové
- Velikonoční pondělí (pohyblivý svátek)
- Svátek Božího těla (pohyblivý svátek)
- 1. listopad Památka zesnulých

## Fotogalerie

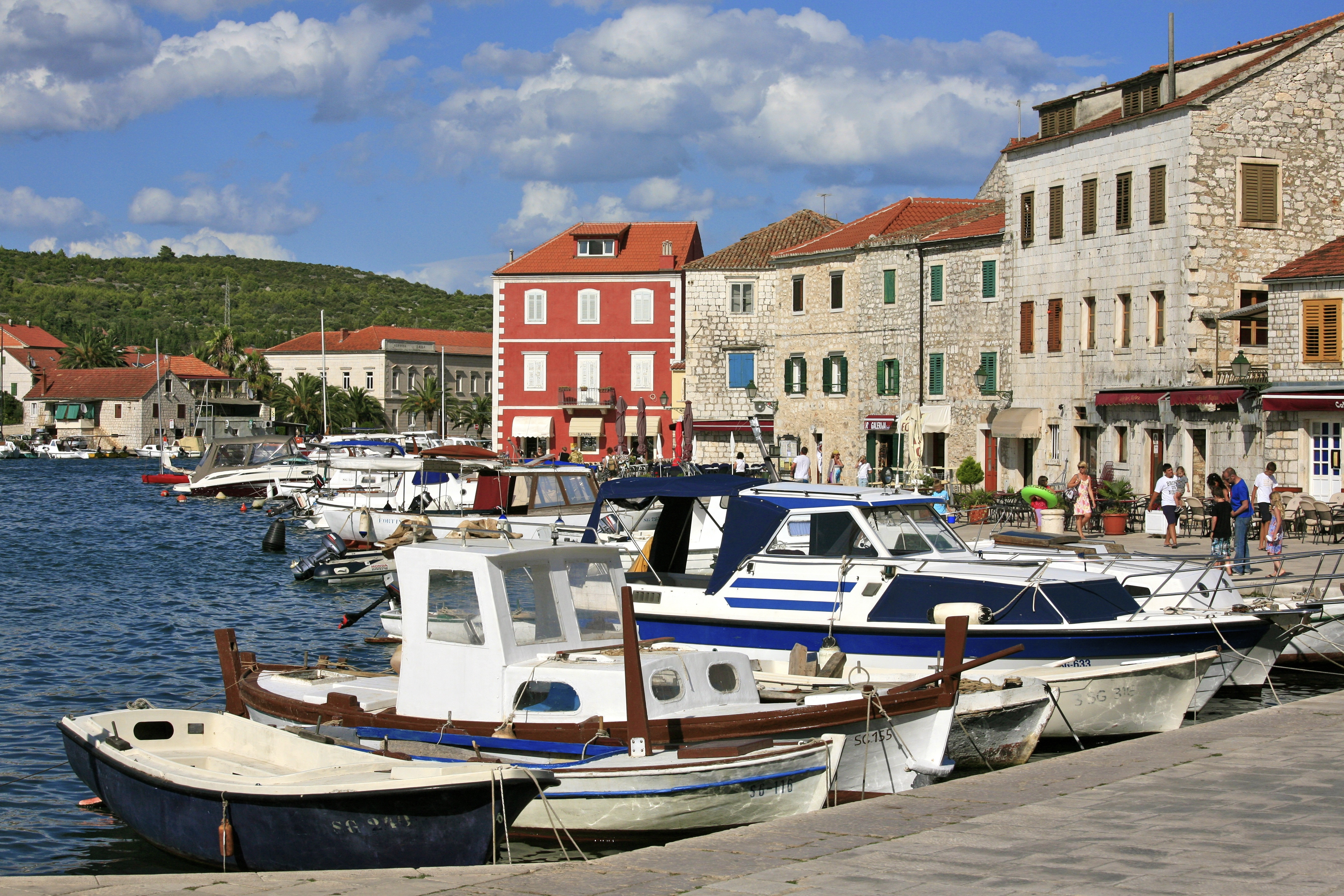
Hvar
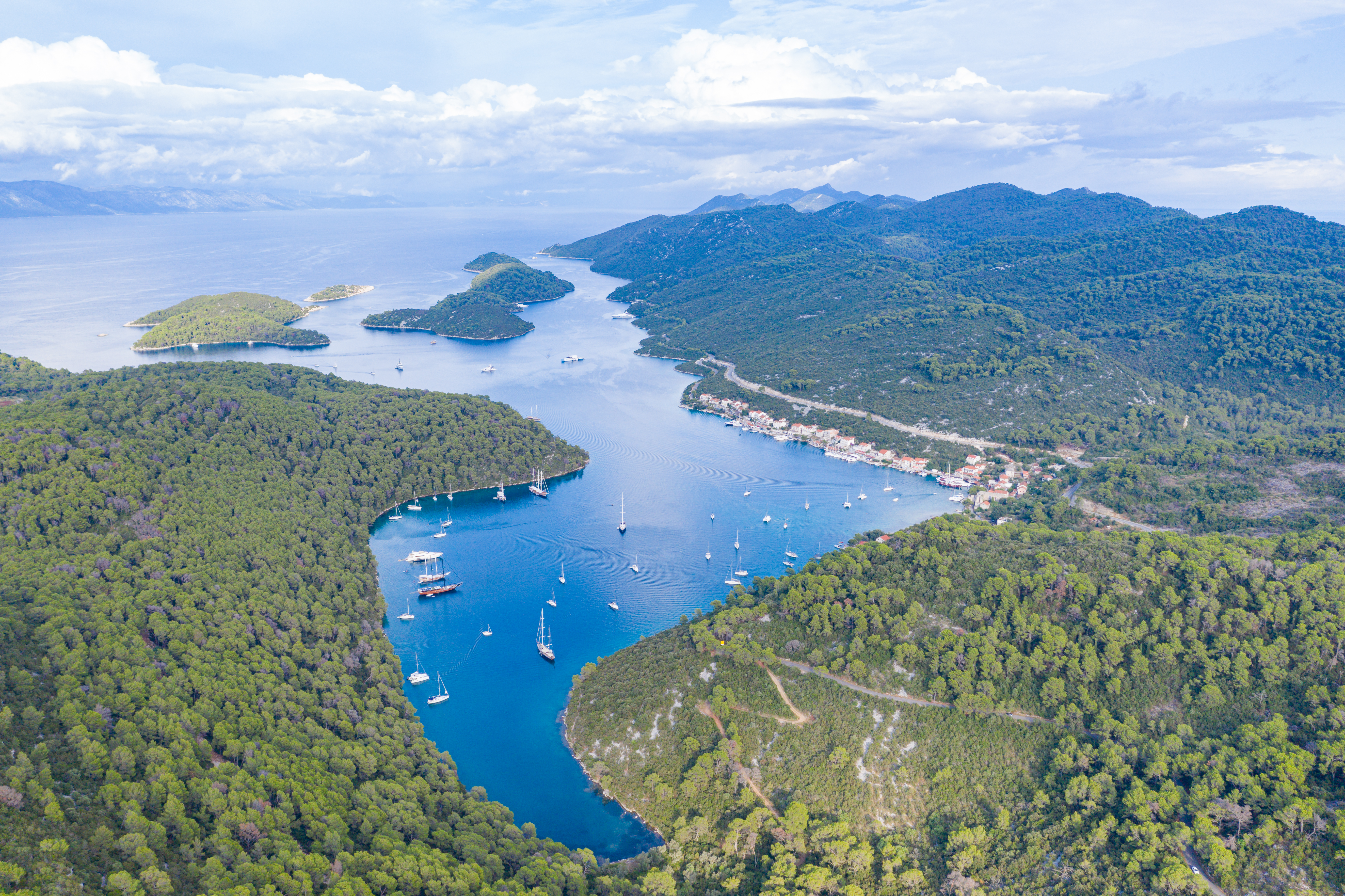
Mljet
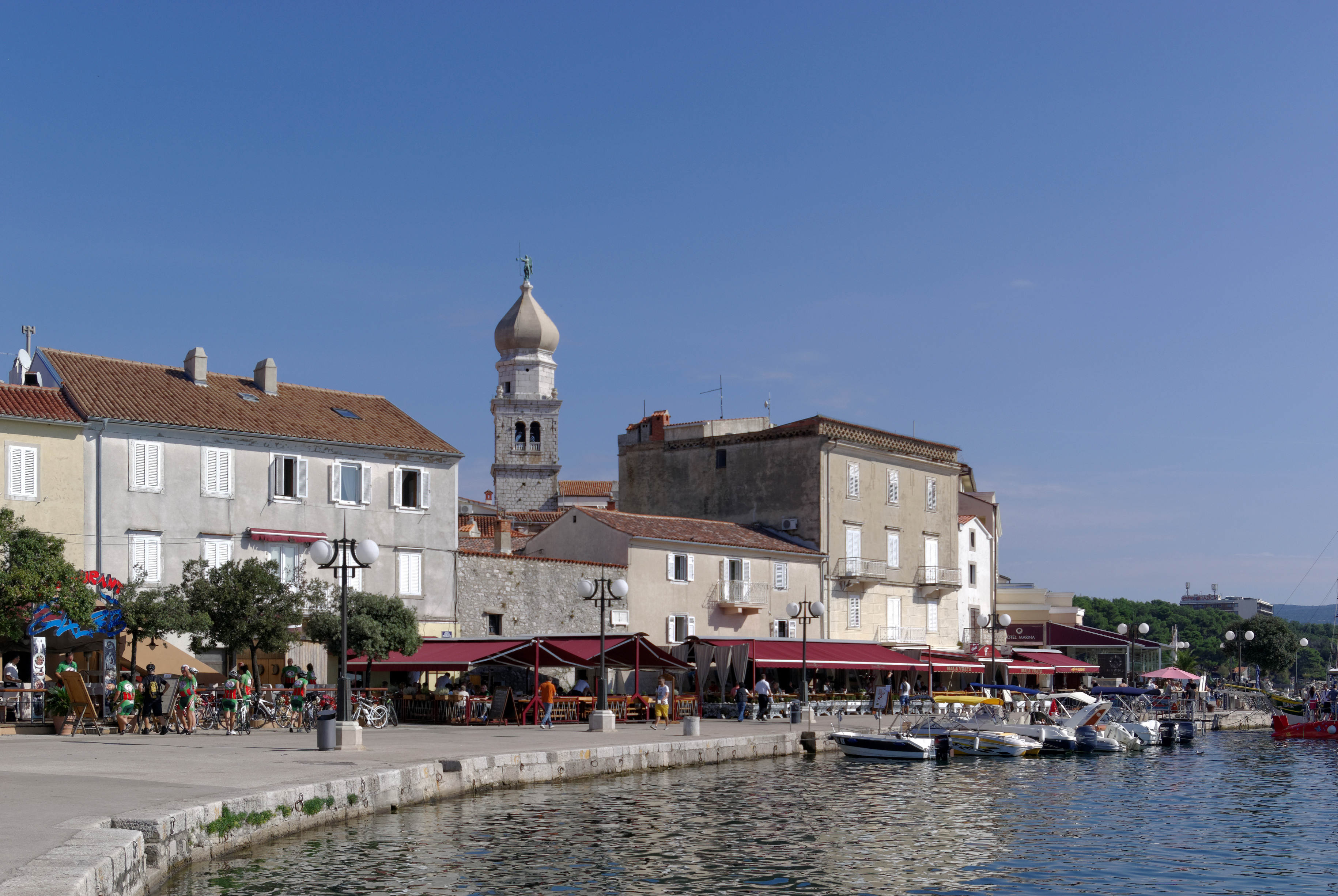
Krk
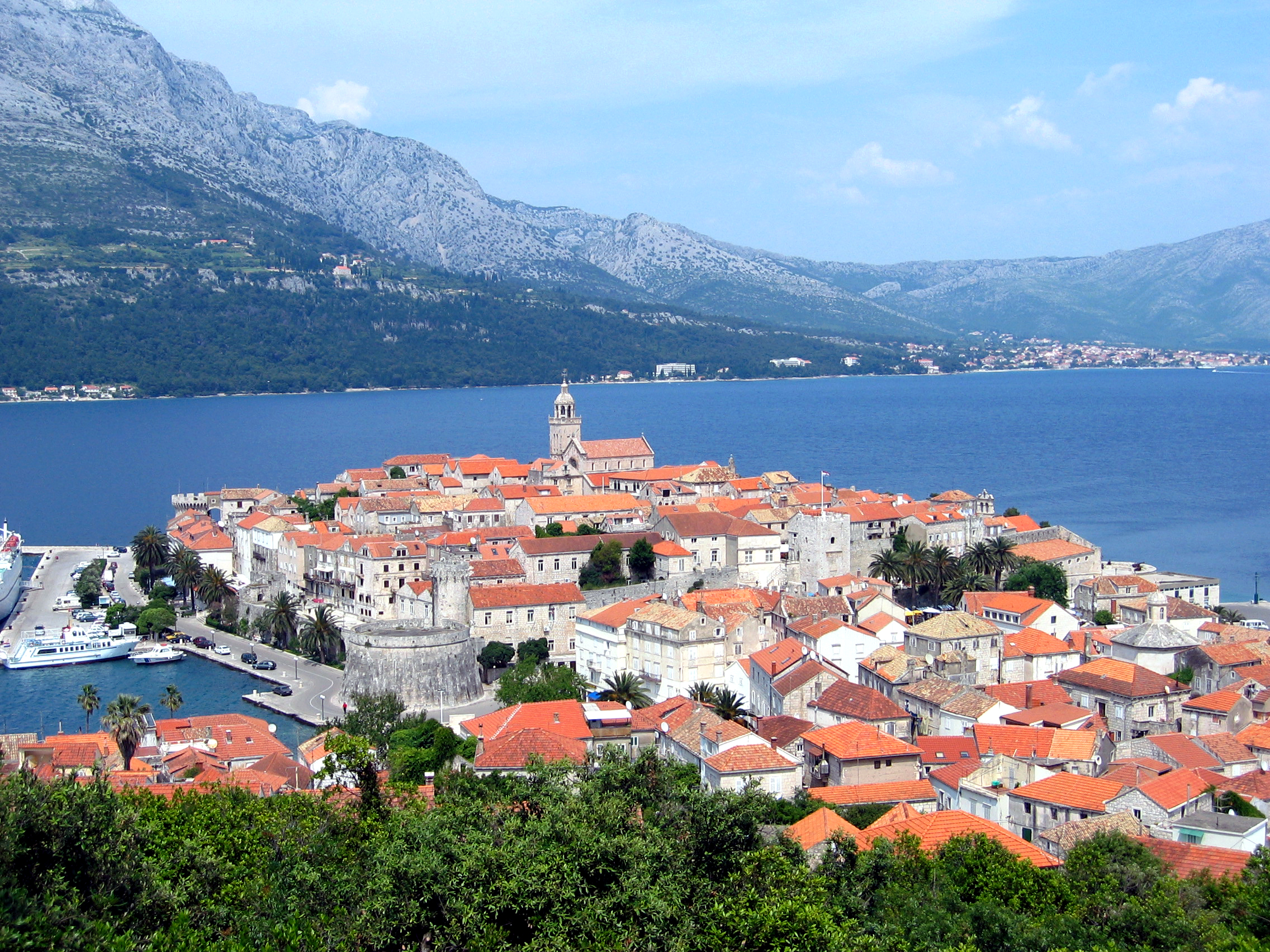
Korčula
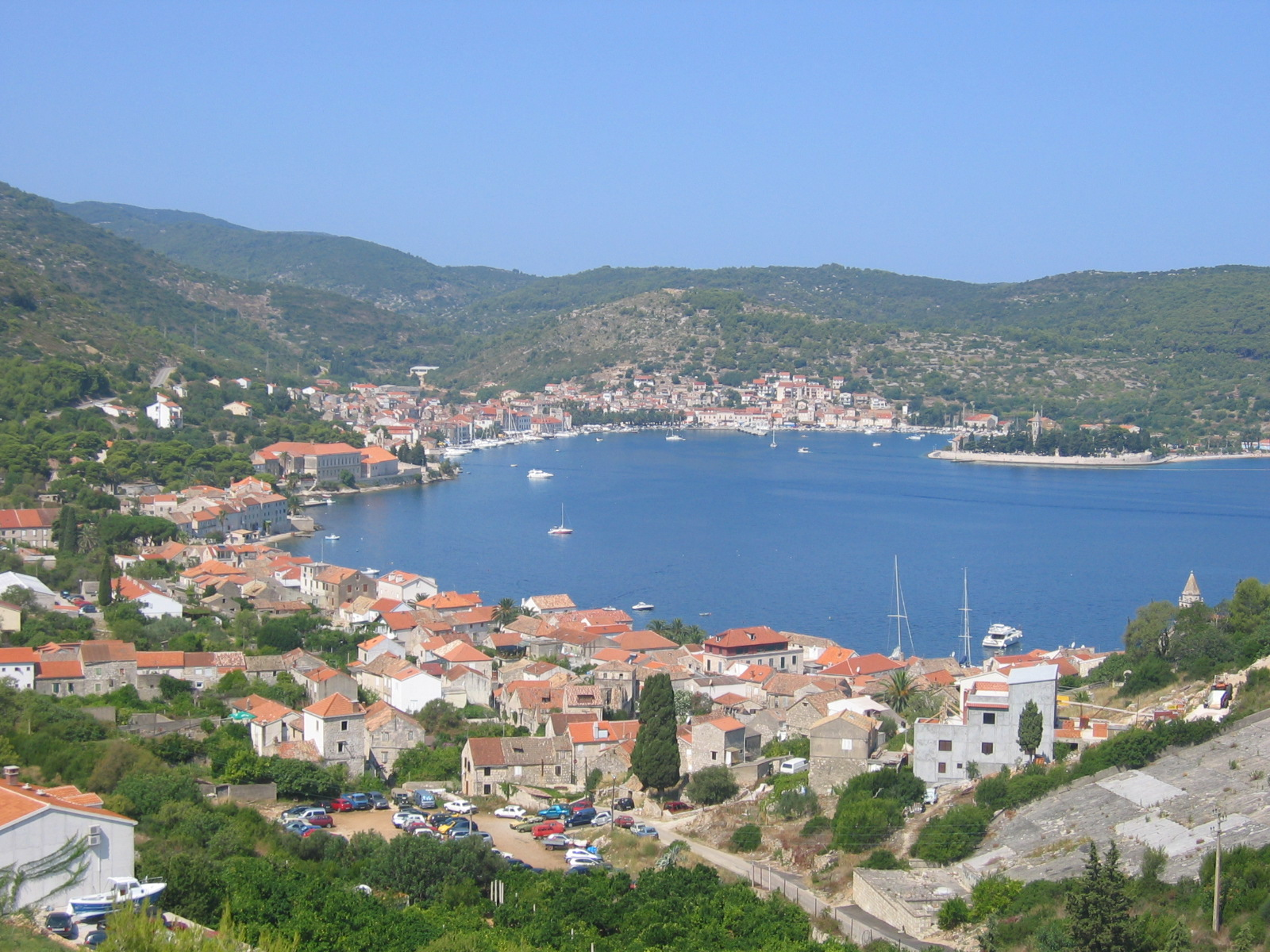
Vis
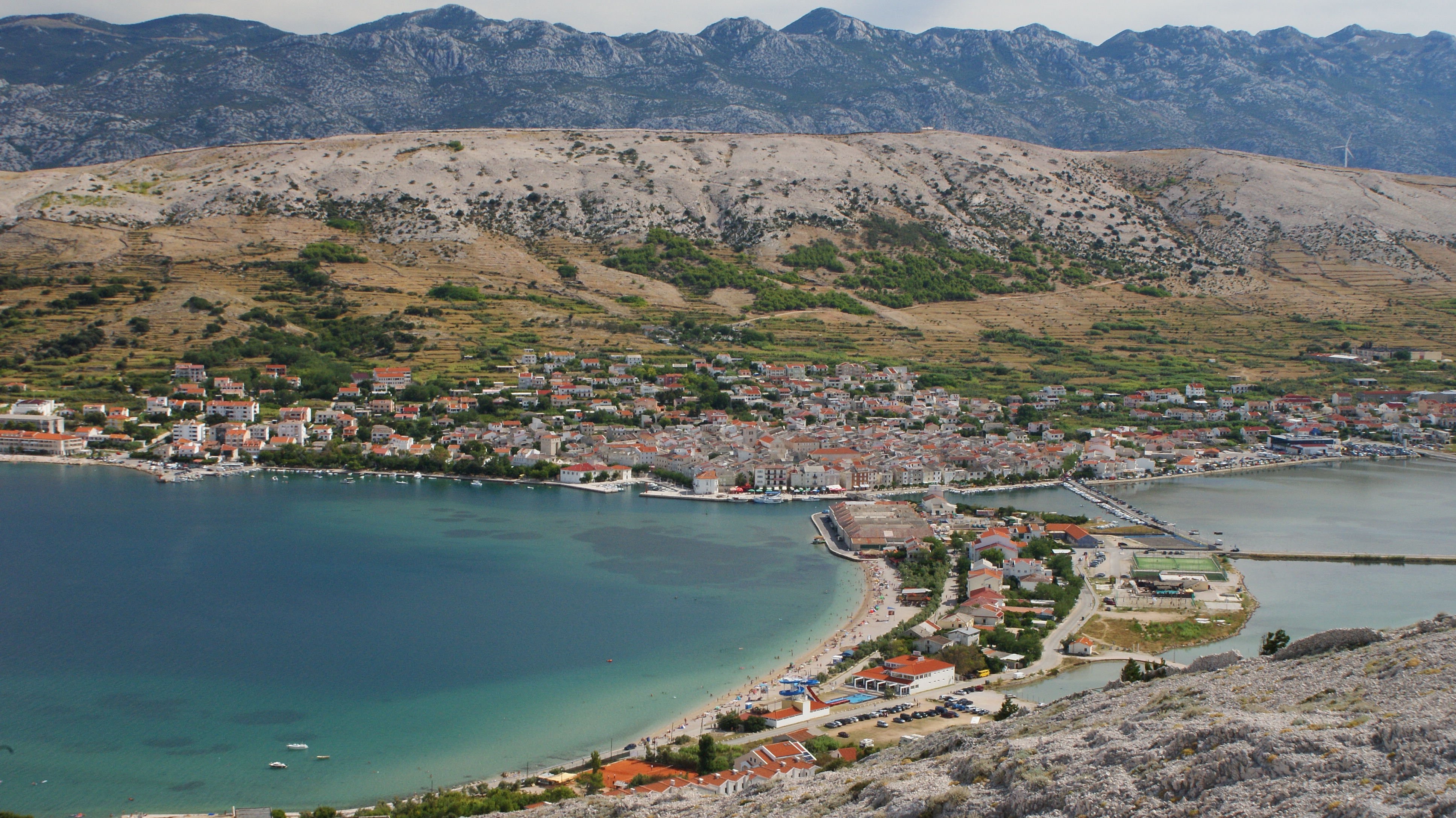
Pag
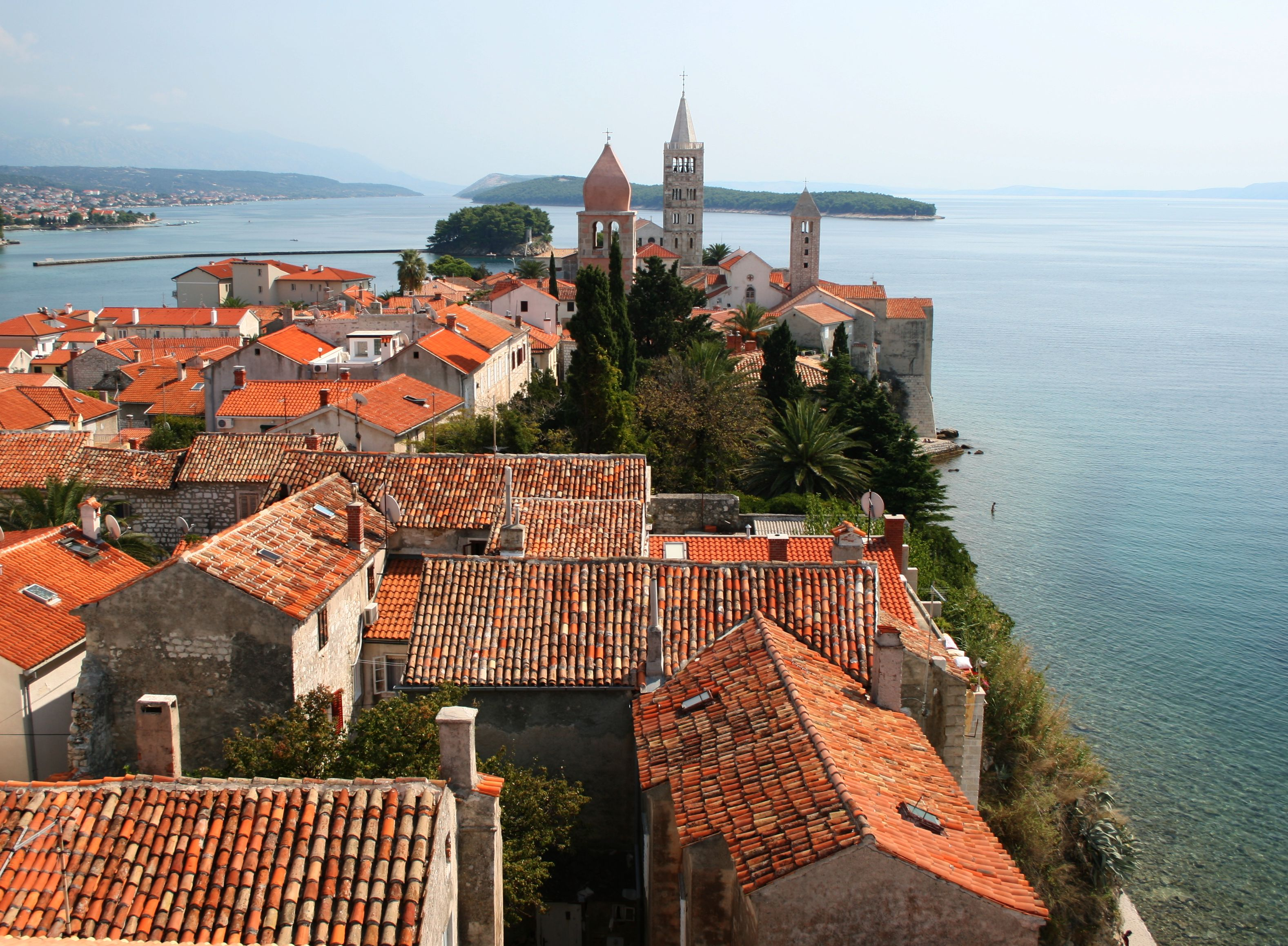
Rab
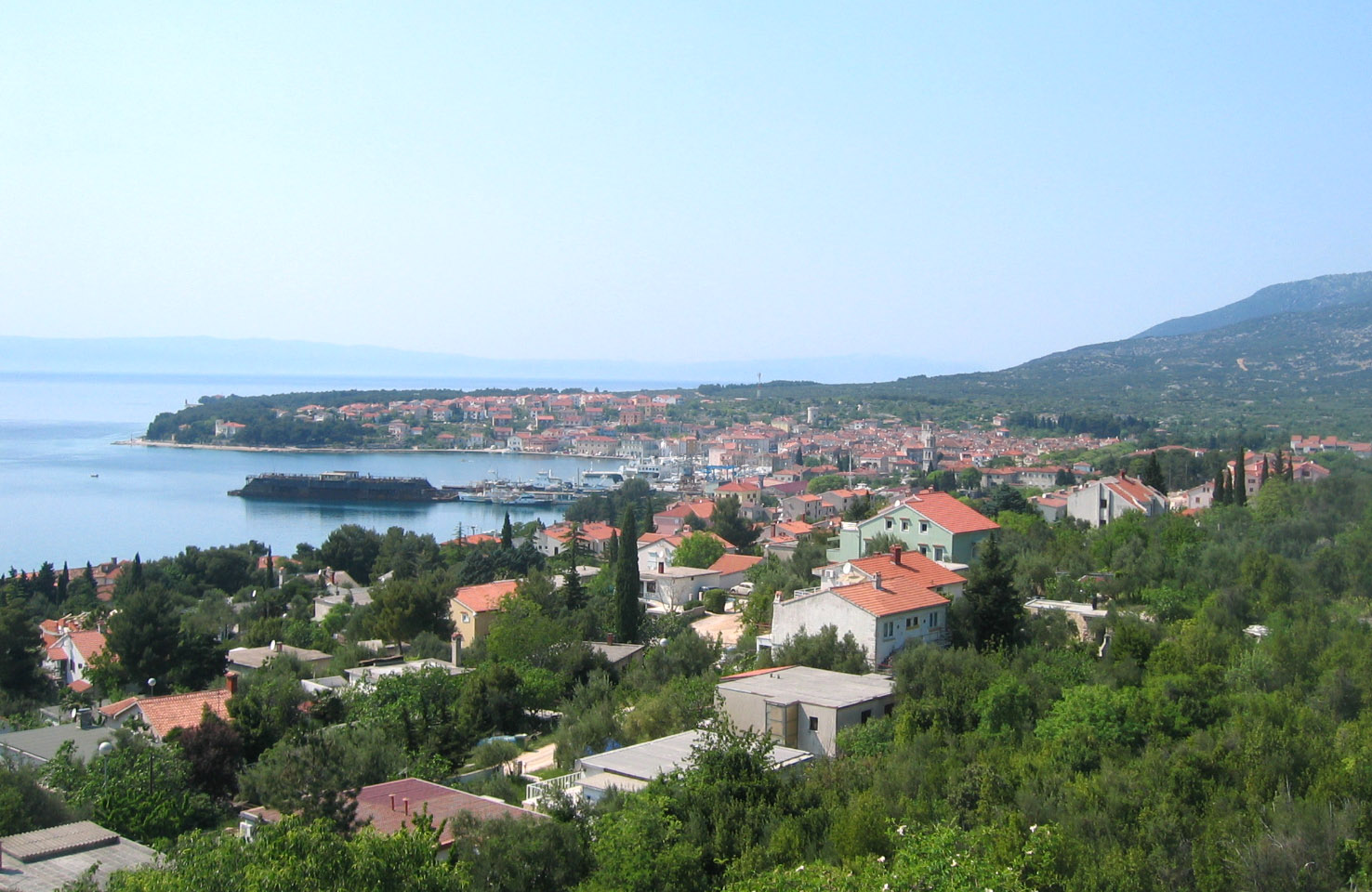
Cres
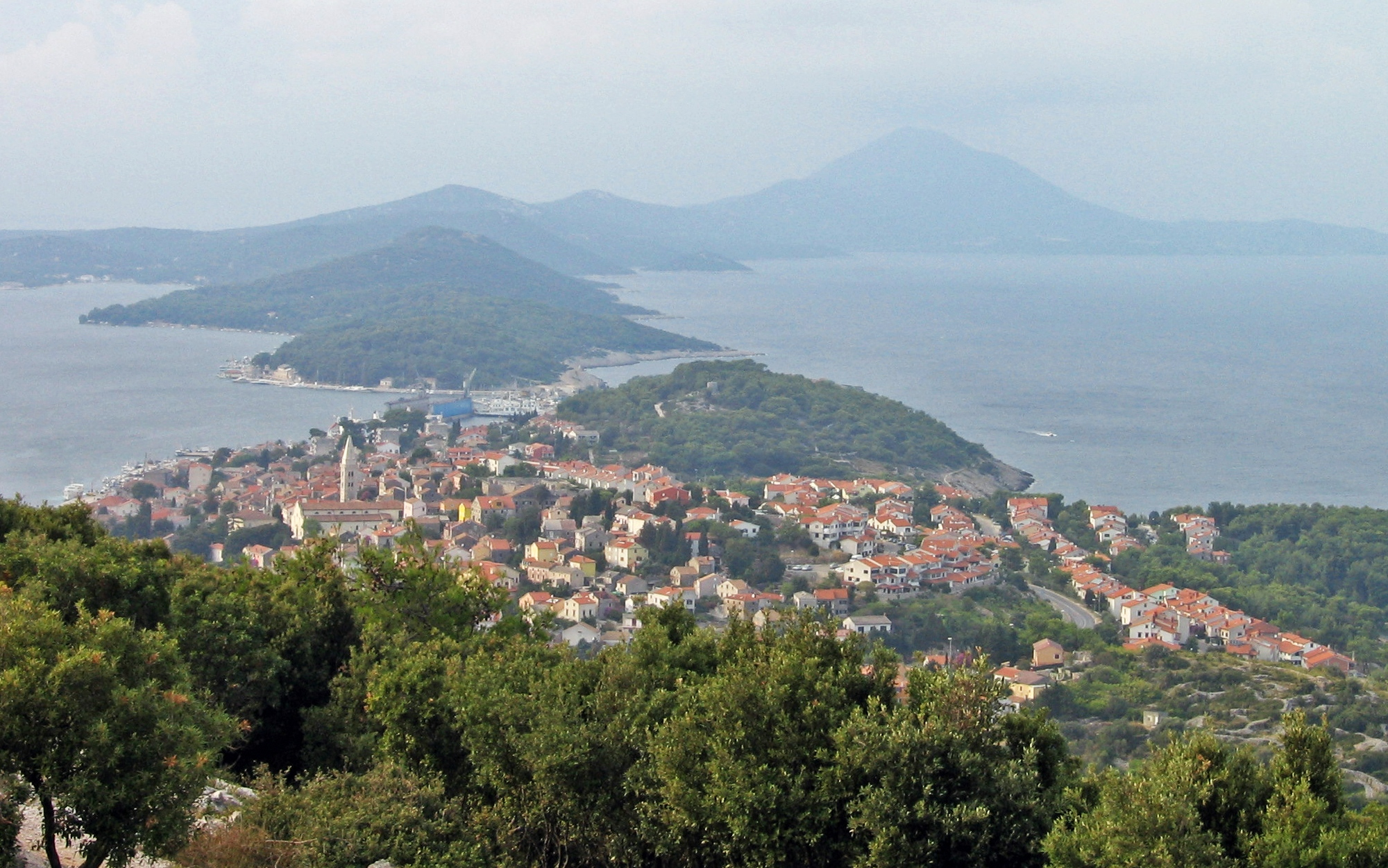
Mali Lošinj
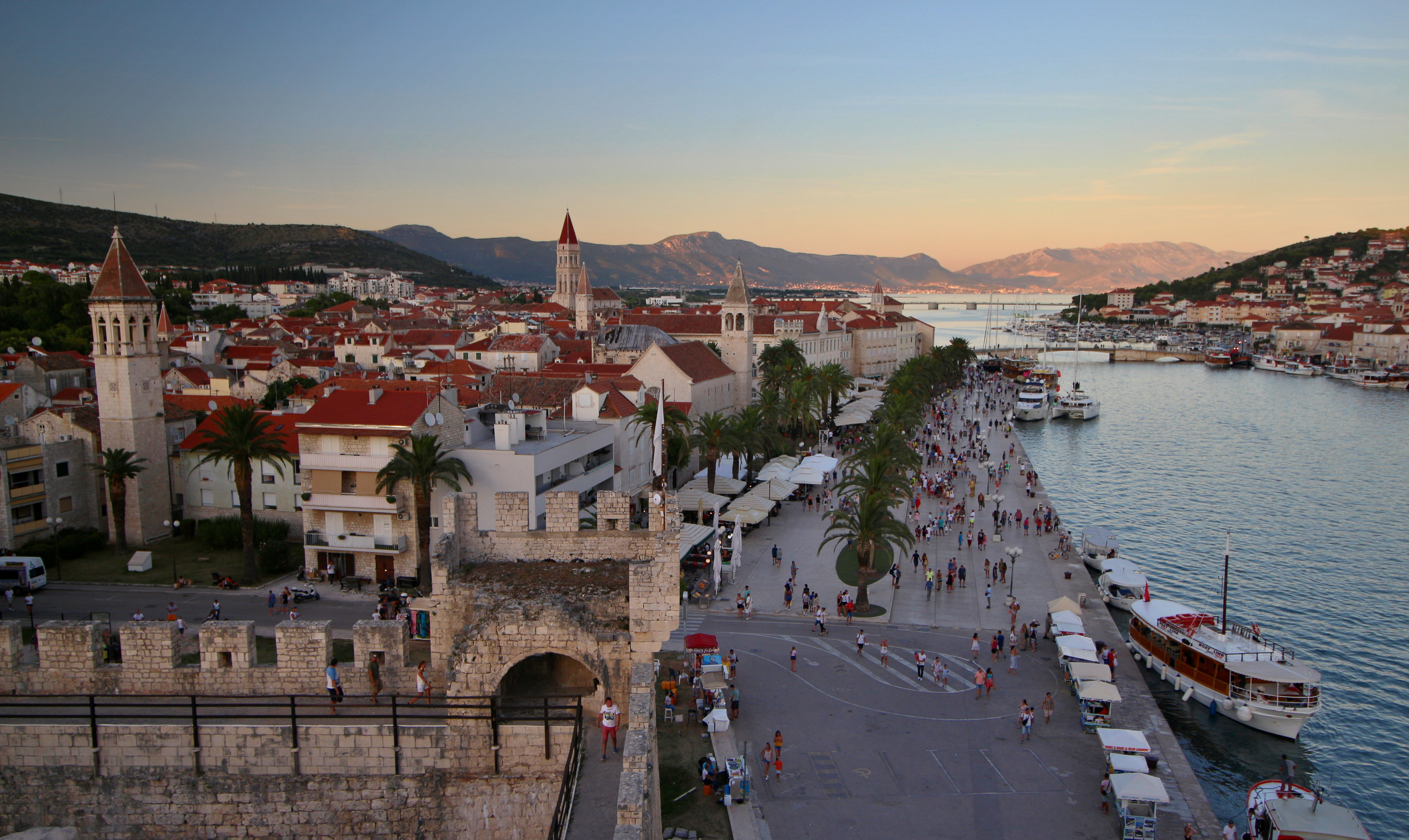
Trogir
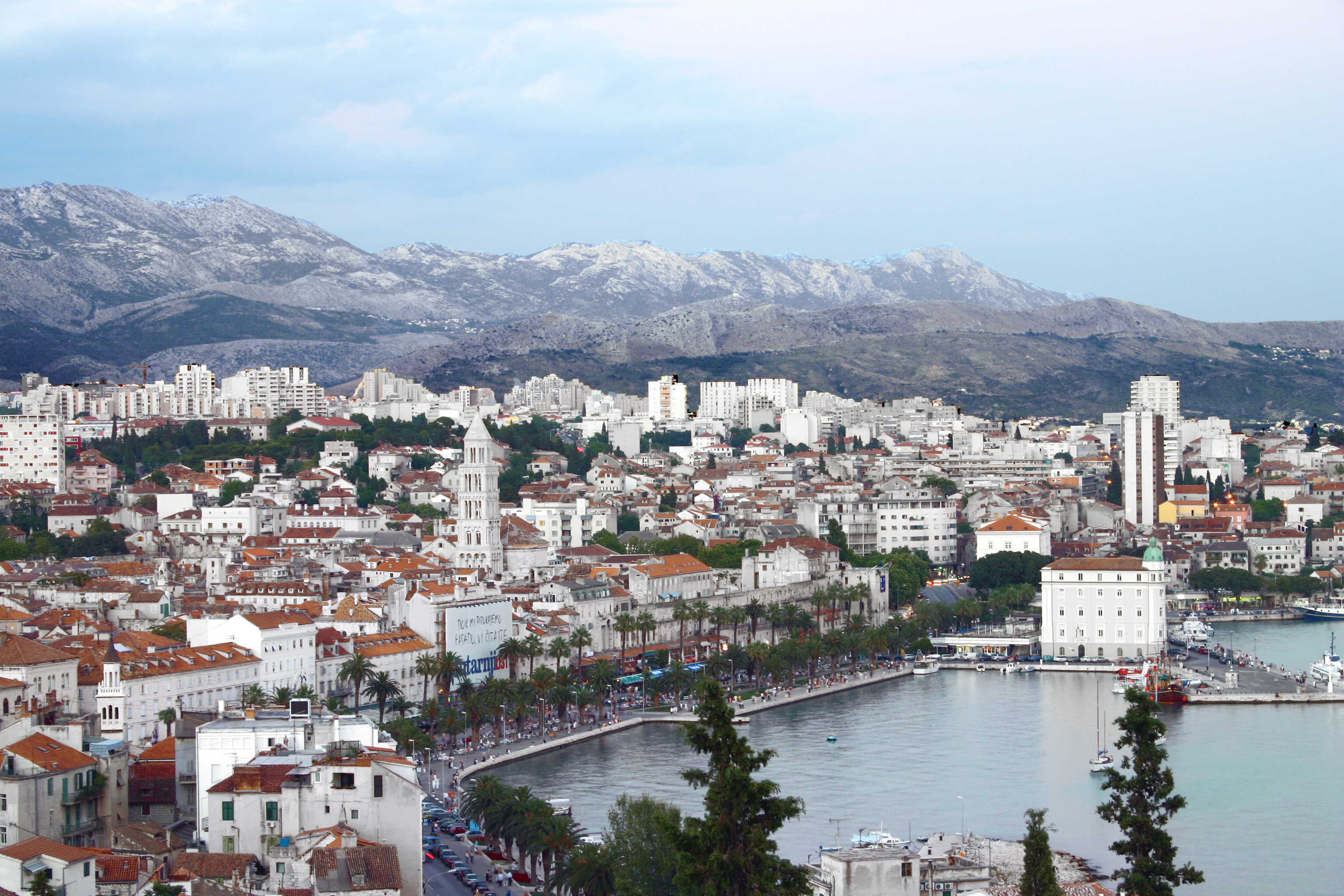
Split
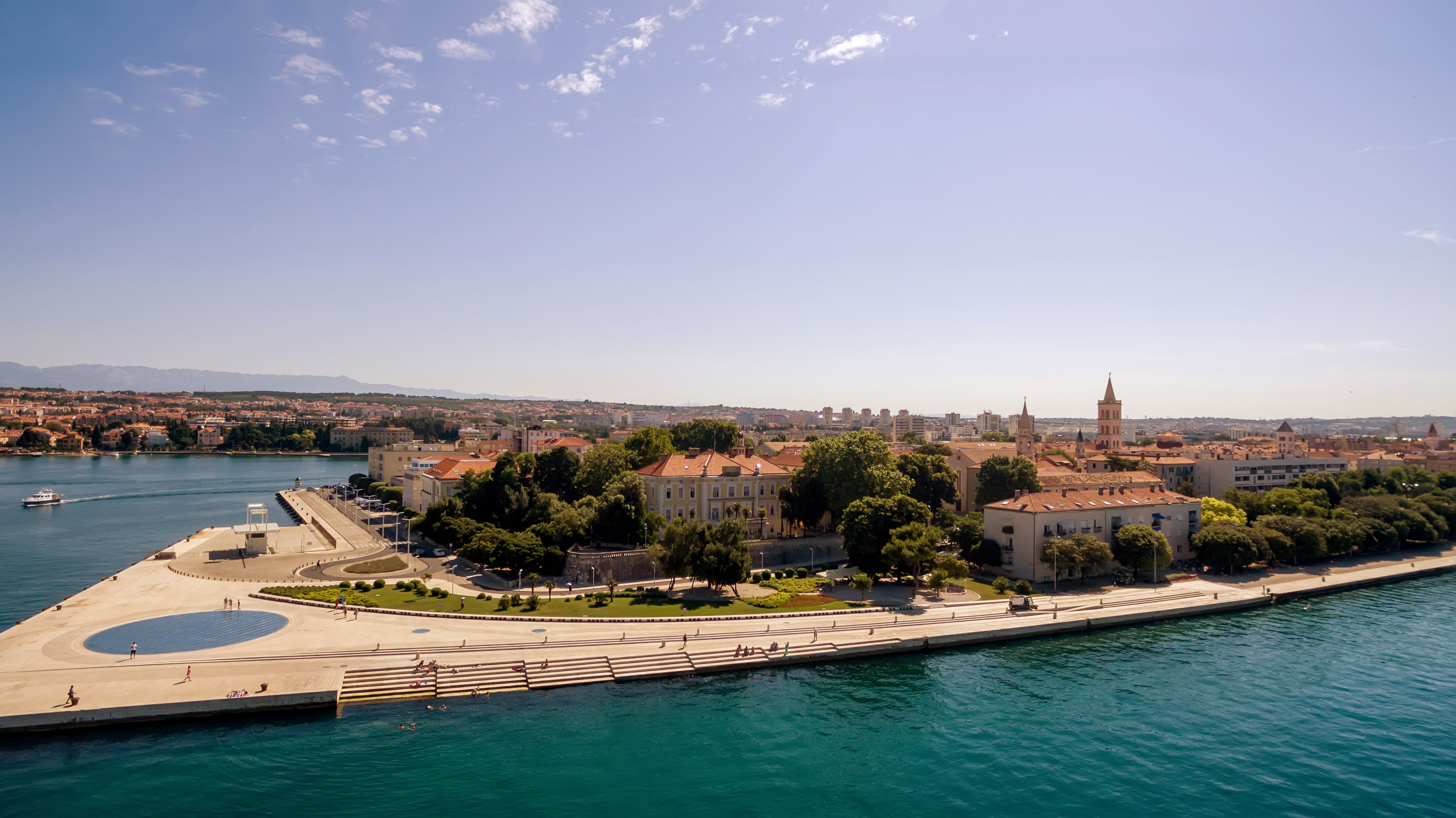
Zadar
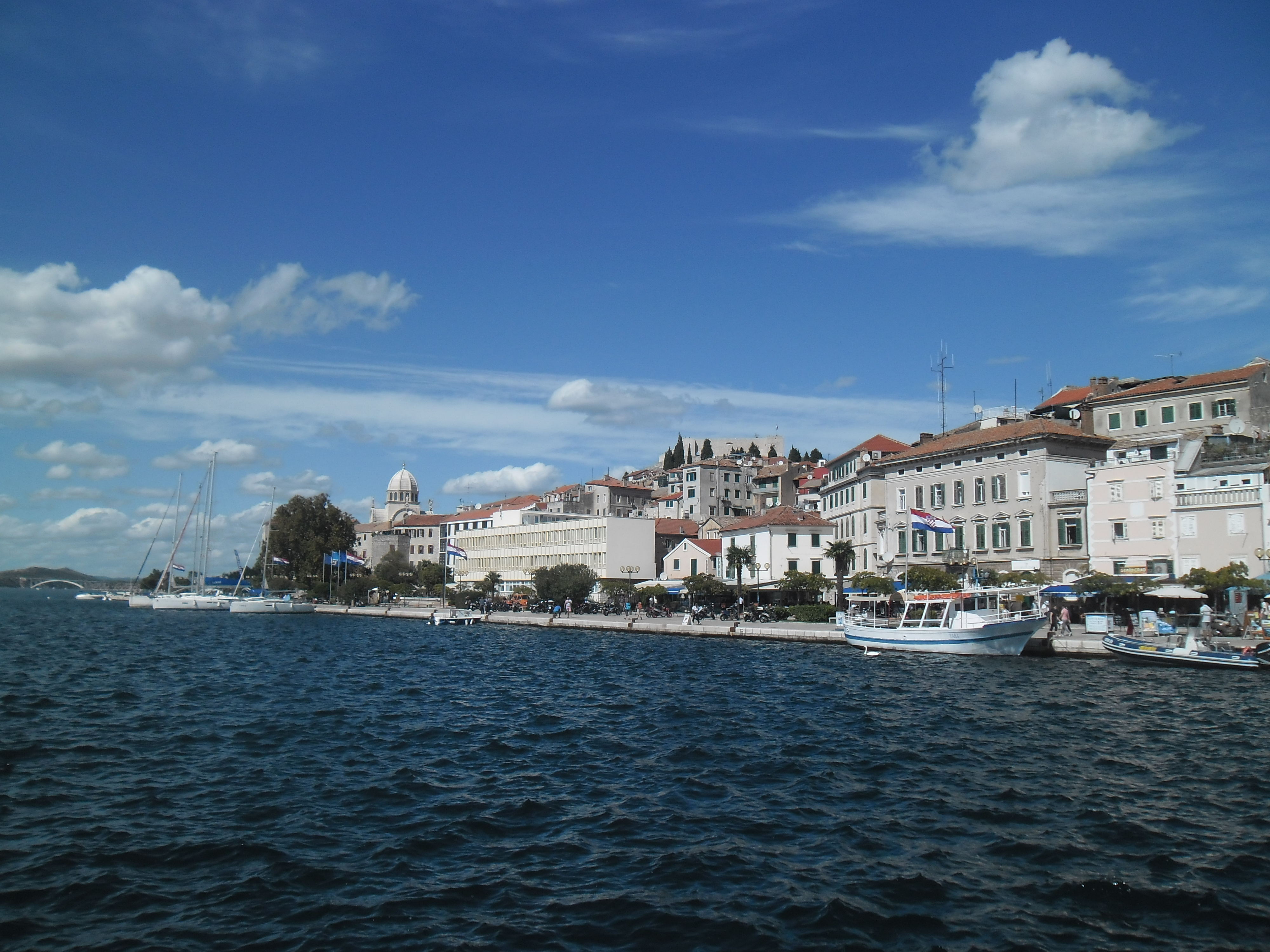
Šibenik
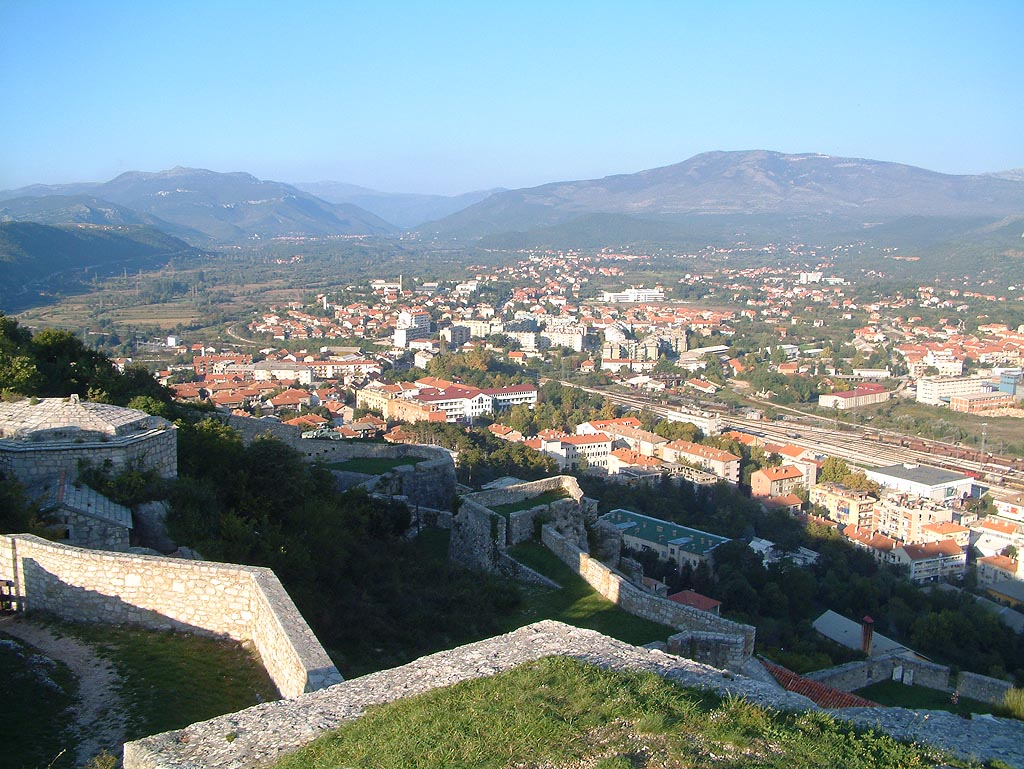
Město Knin, ležící na jihu země
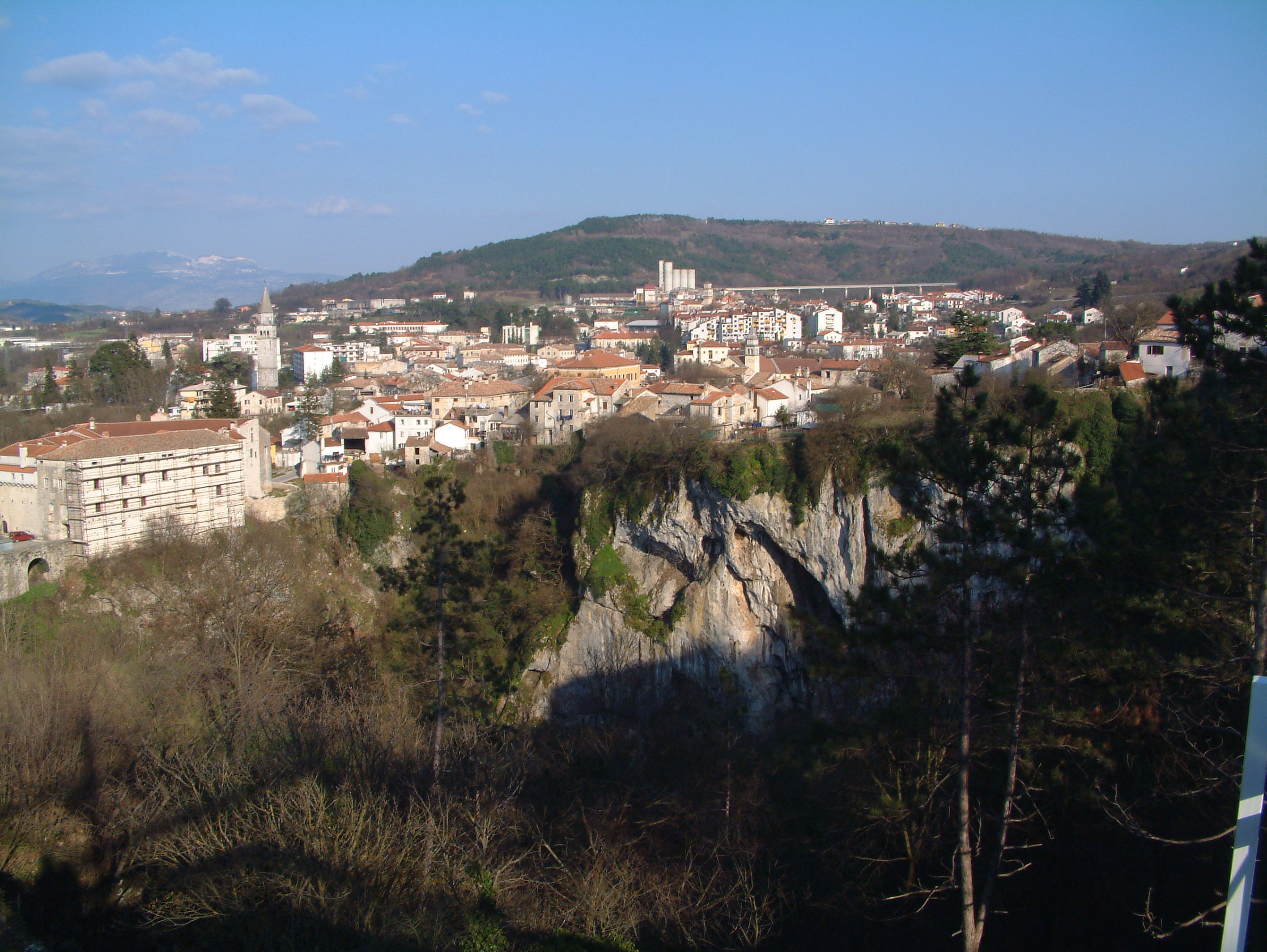
Město Pazin, ležící na Istrii
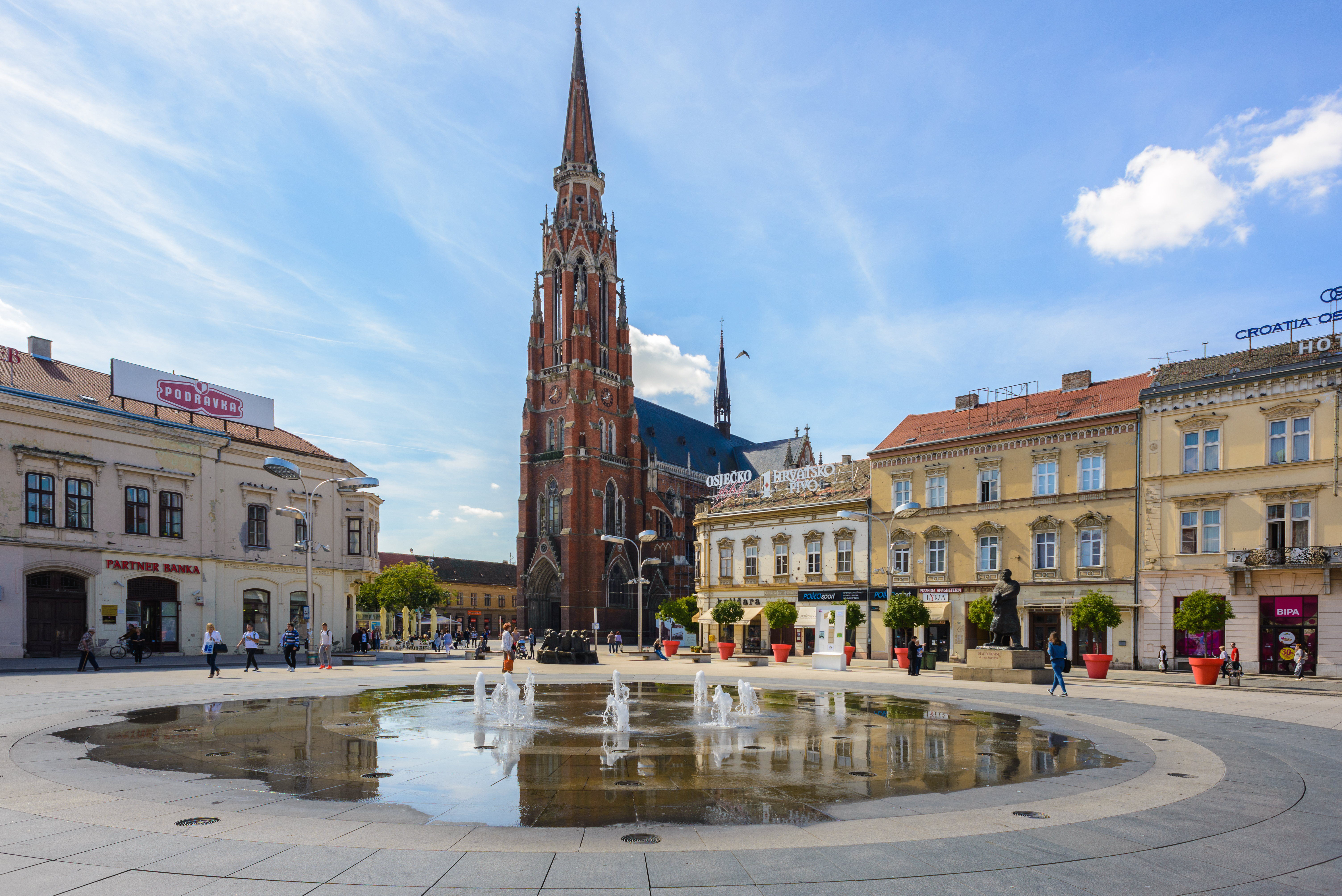
Město Osijek ve východním Chorvatsku
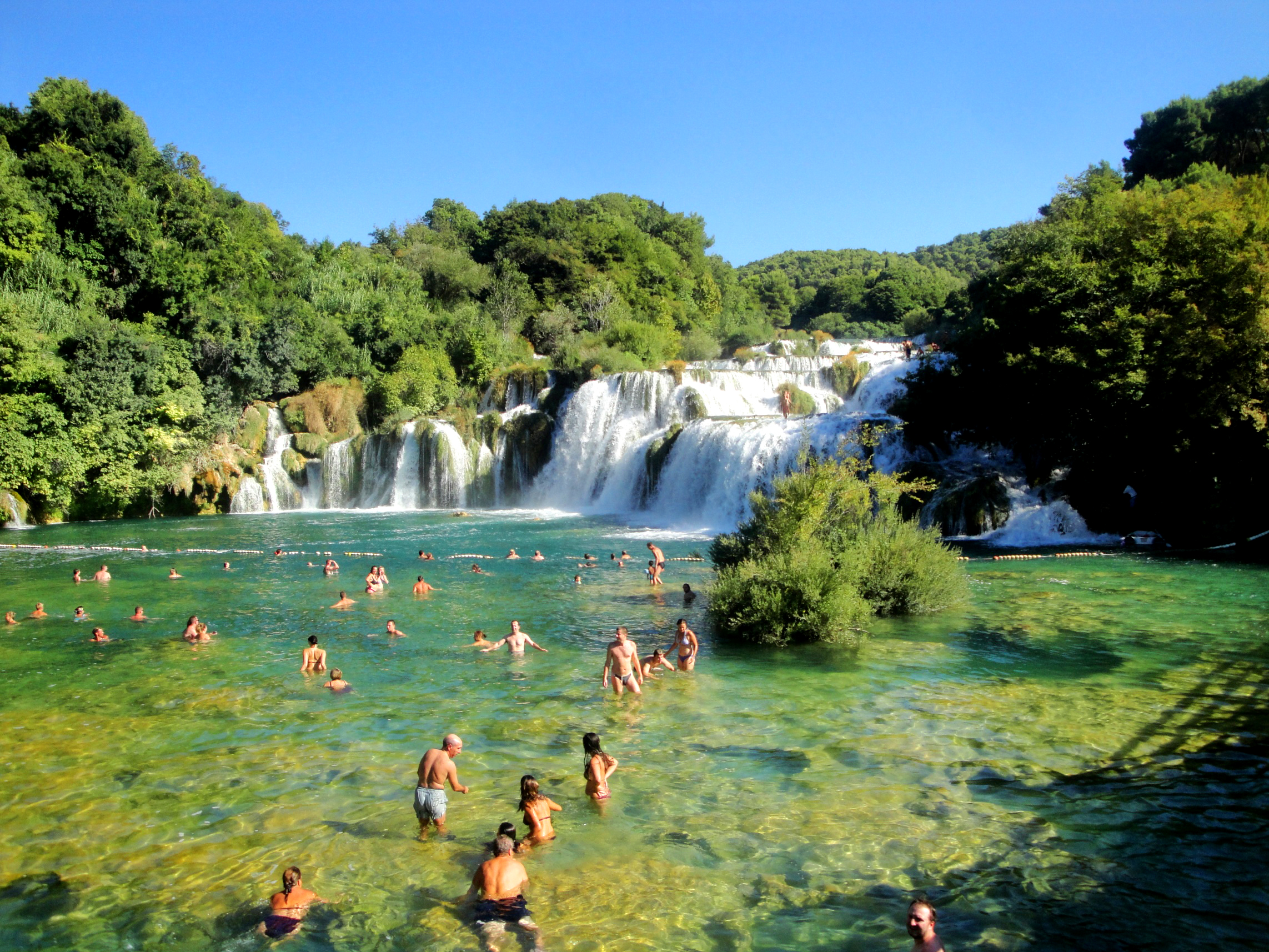
Národní park Krka
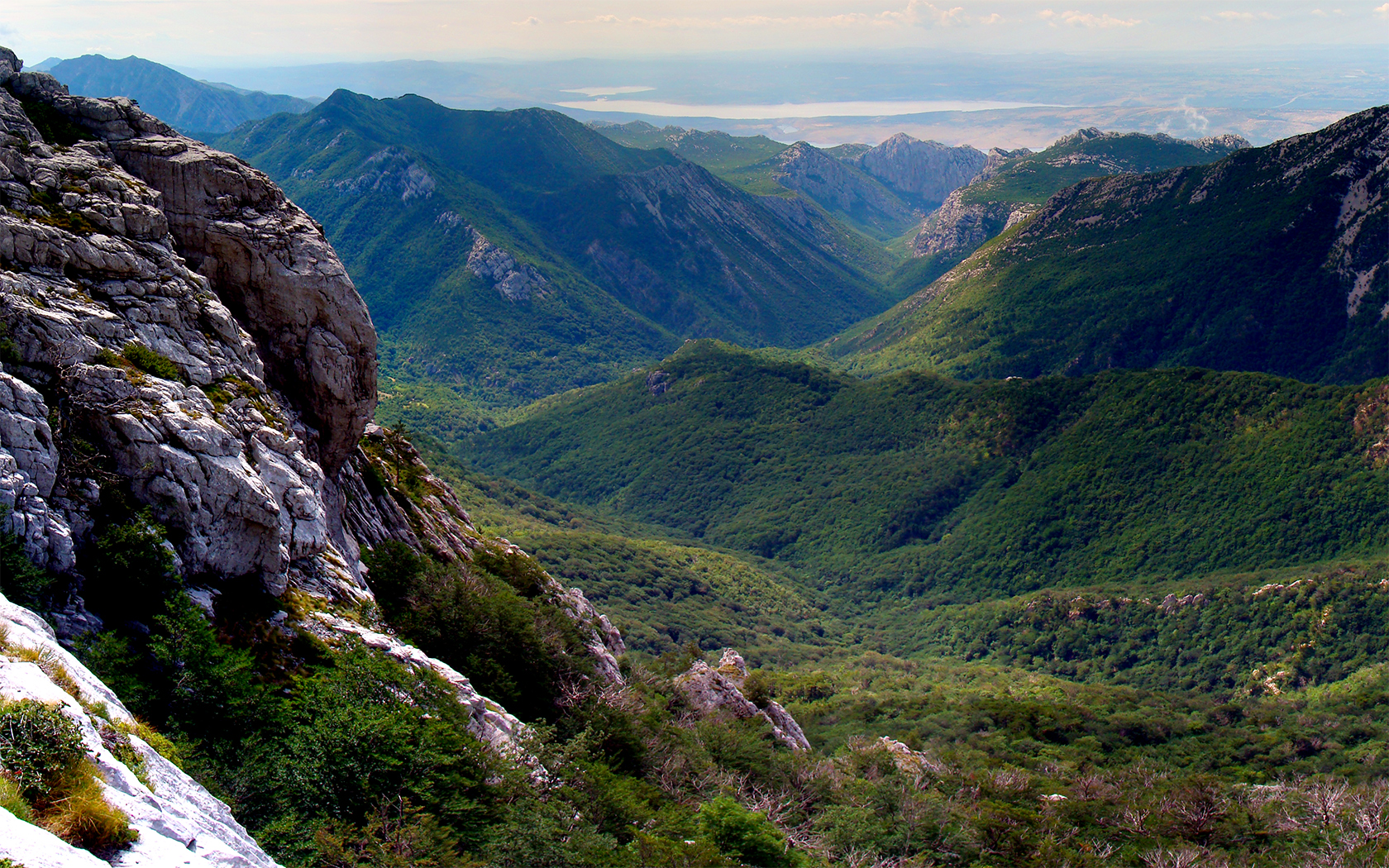
Národní park Paklenica
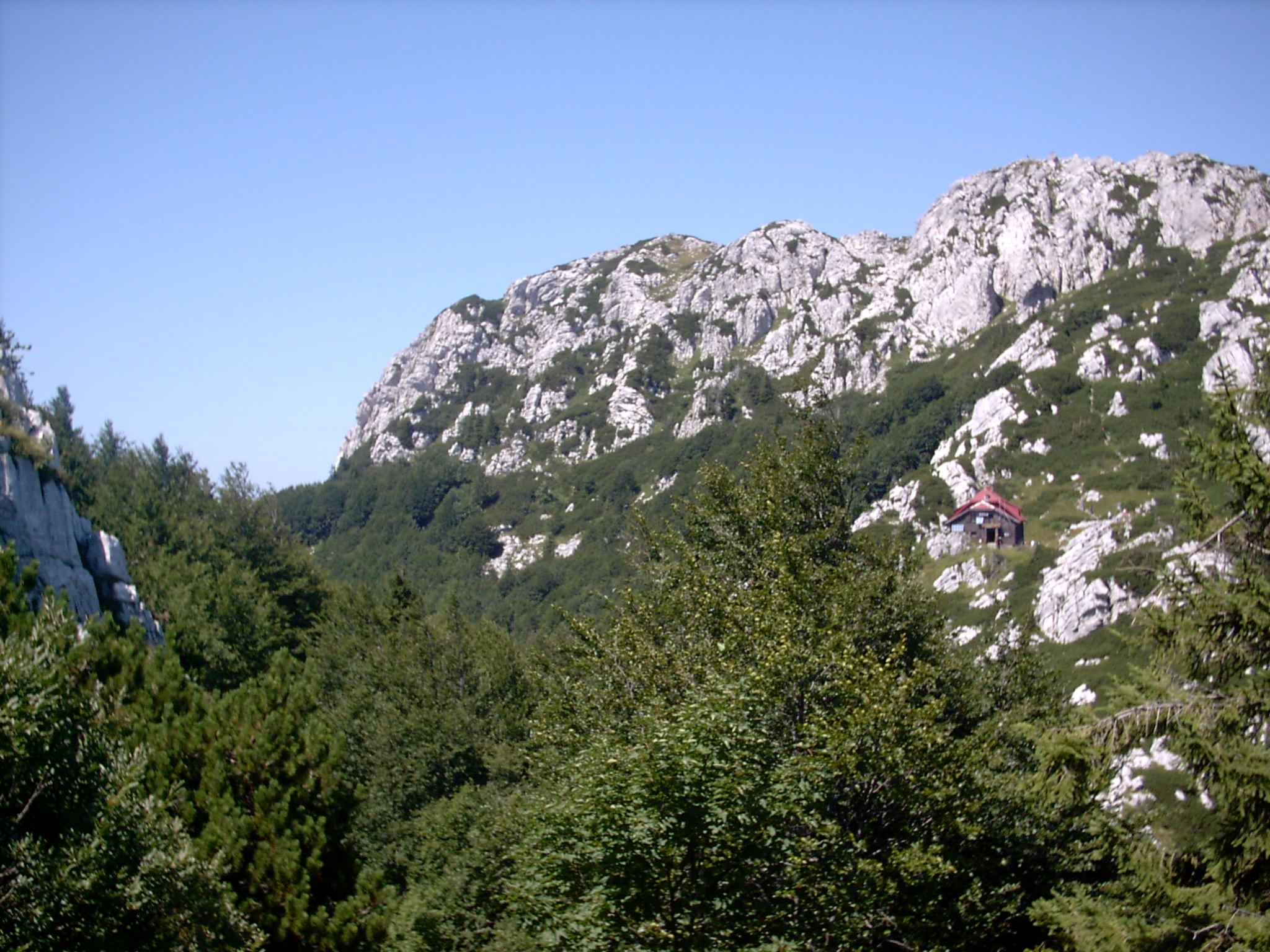
Národní park Risnjak
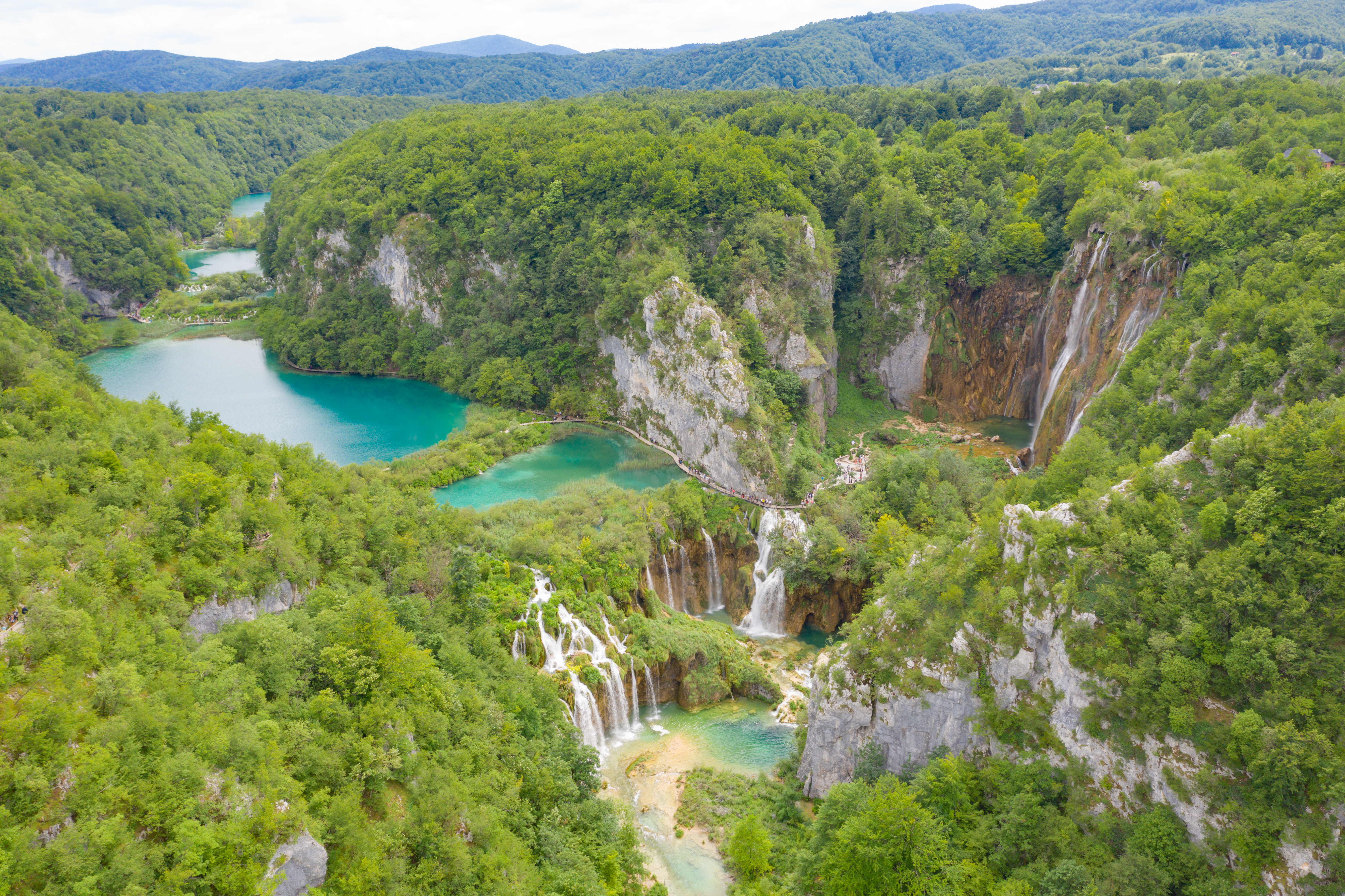
Plitvická jezera
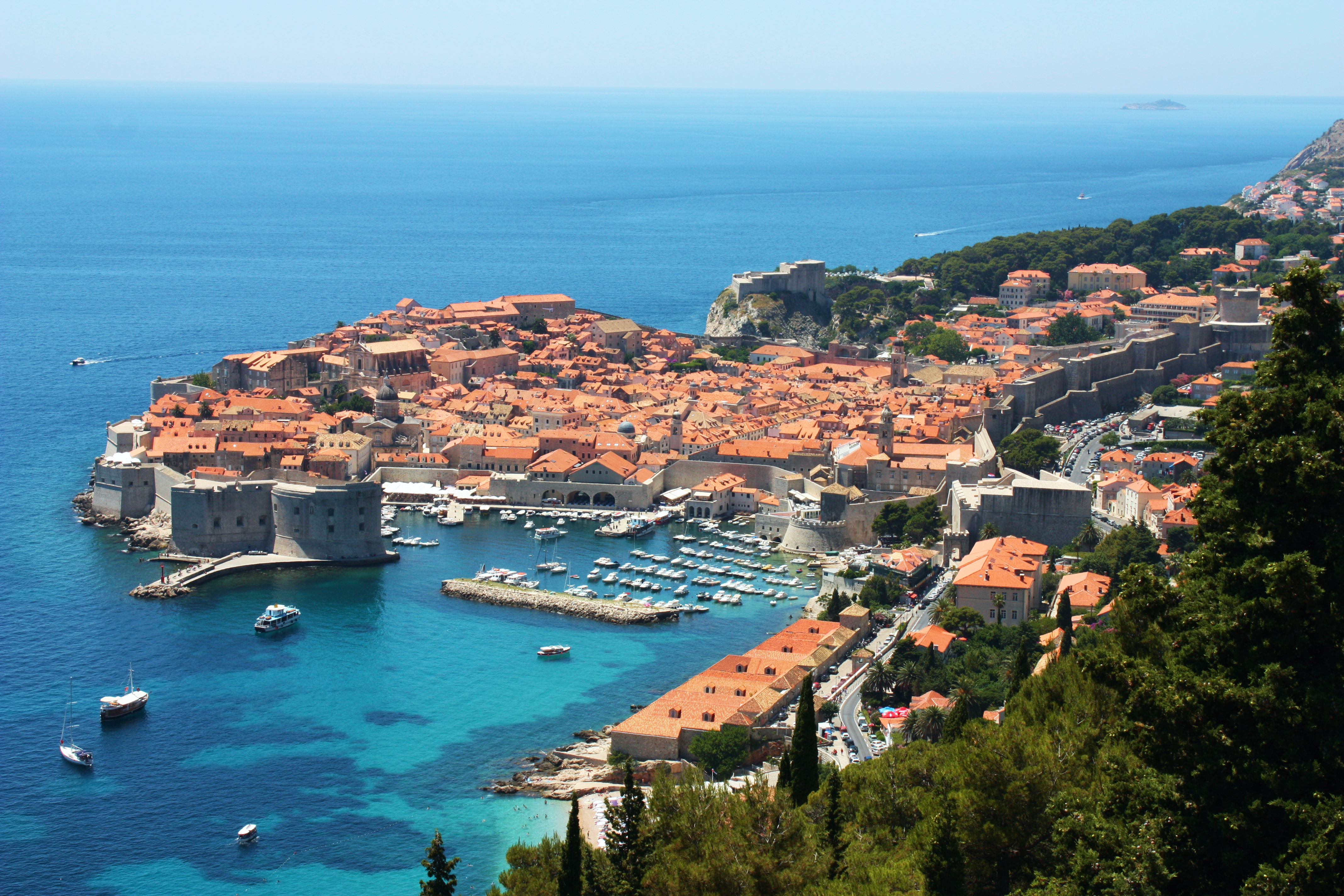
Dubrovník, město na seznamu světového dědictví UNESCO
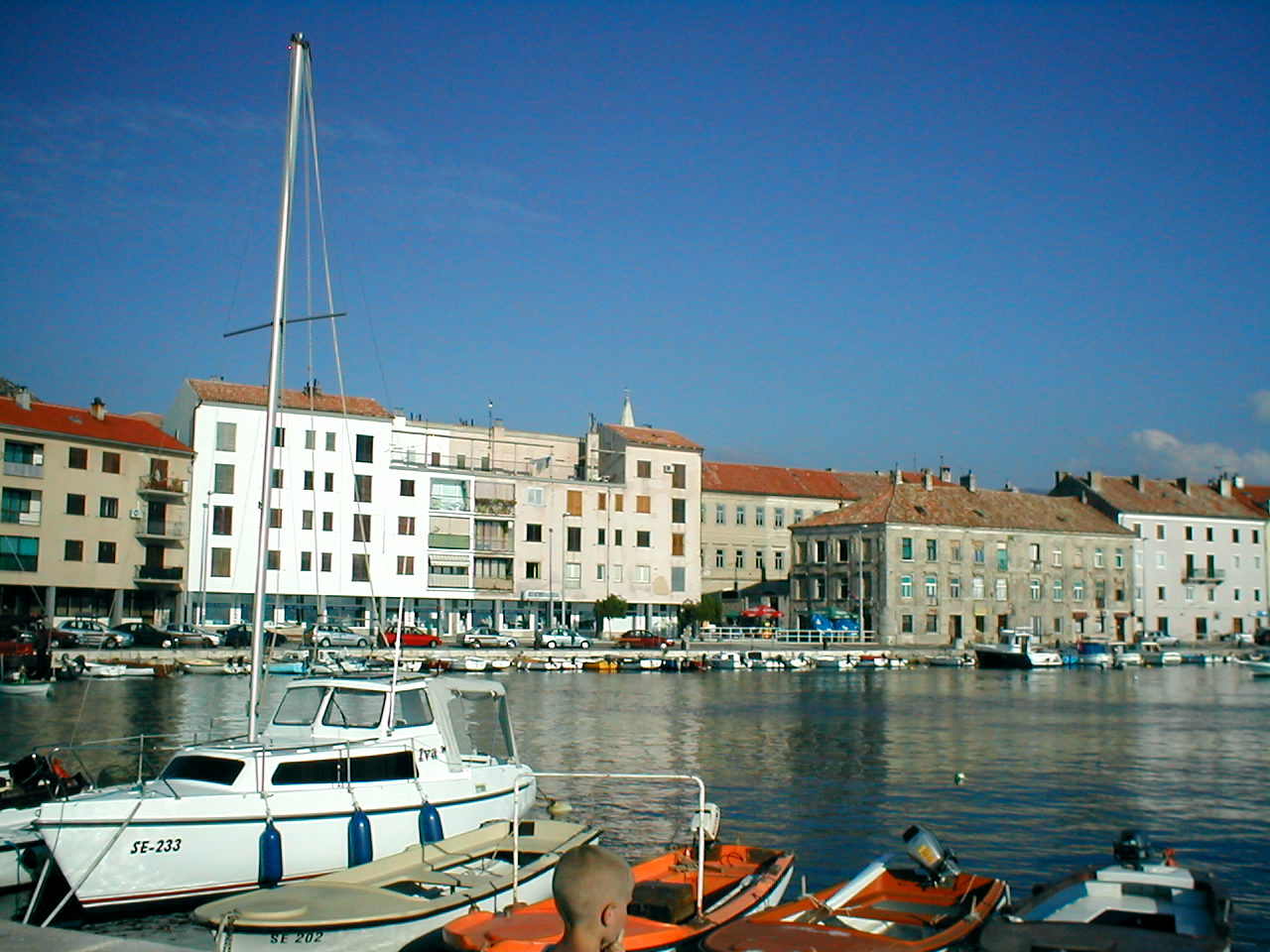
Přístav ve městě Senj
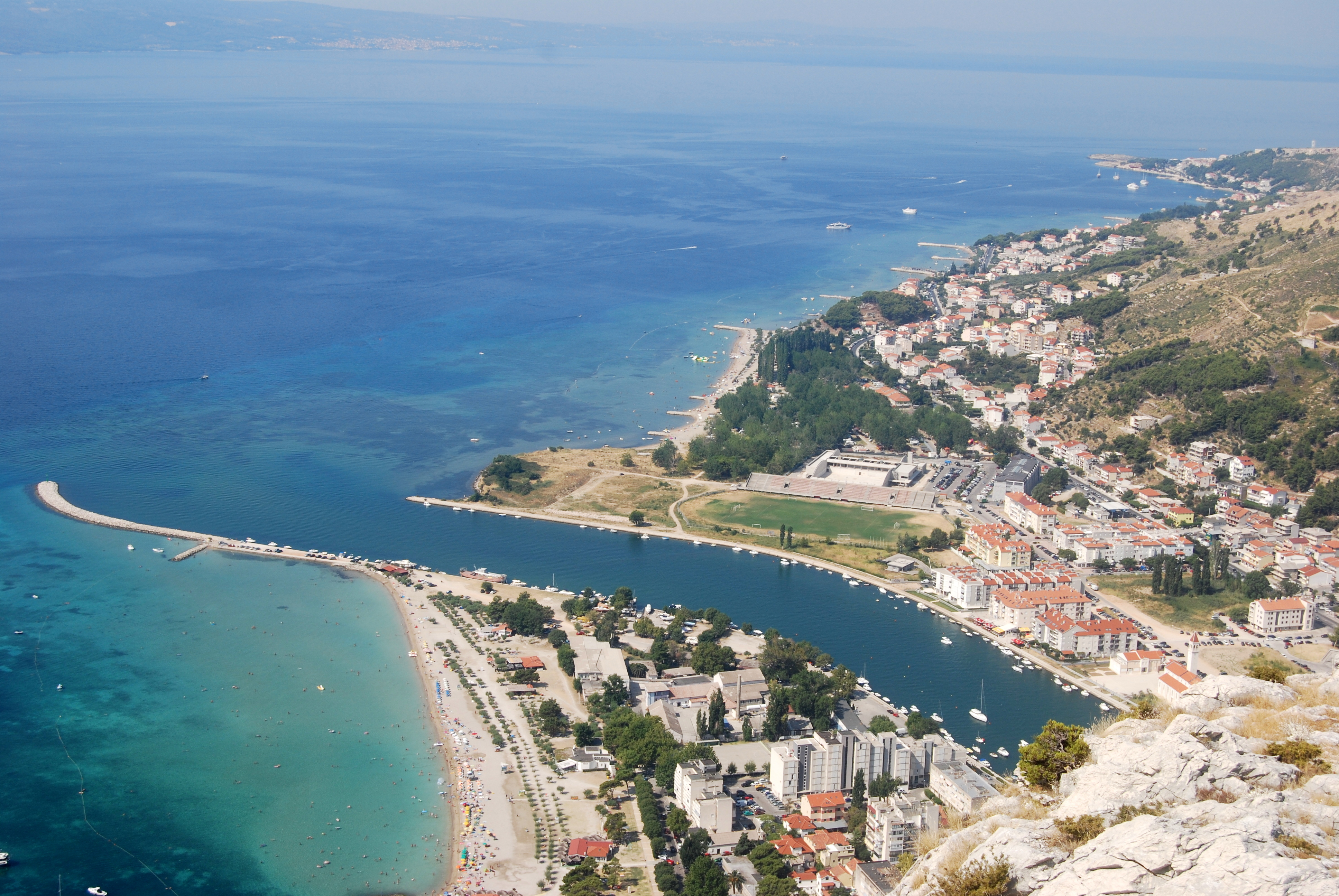
Omiš a delta řeky Cetiny
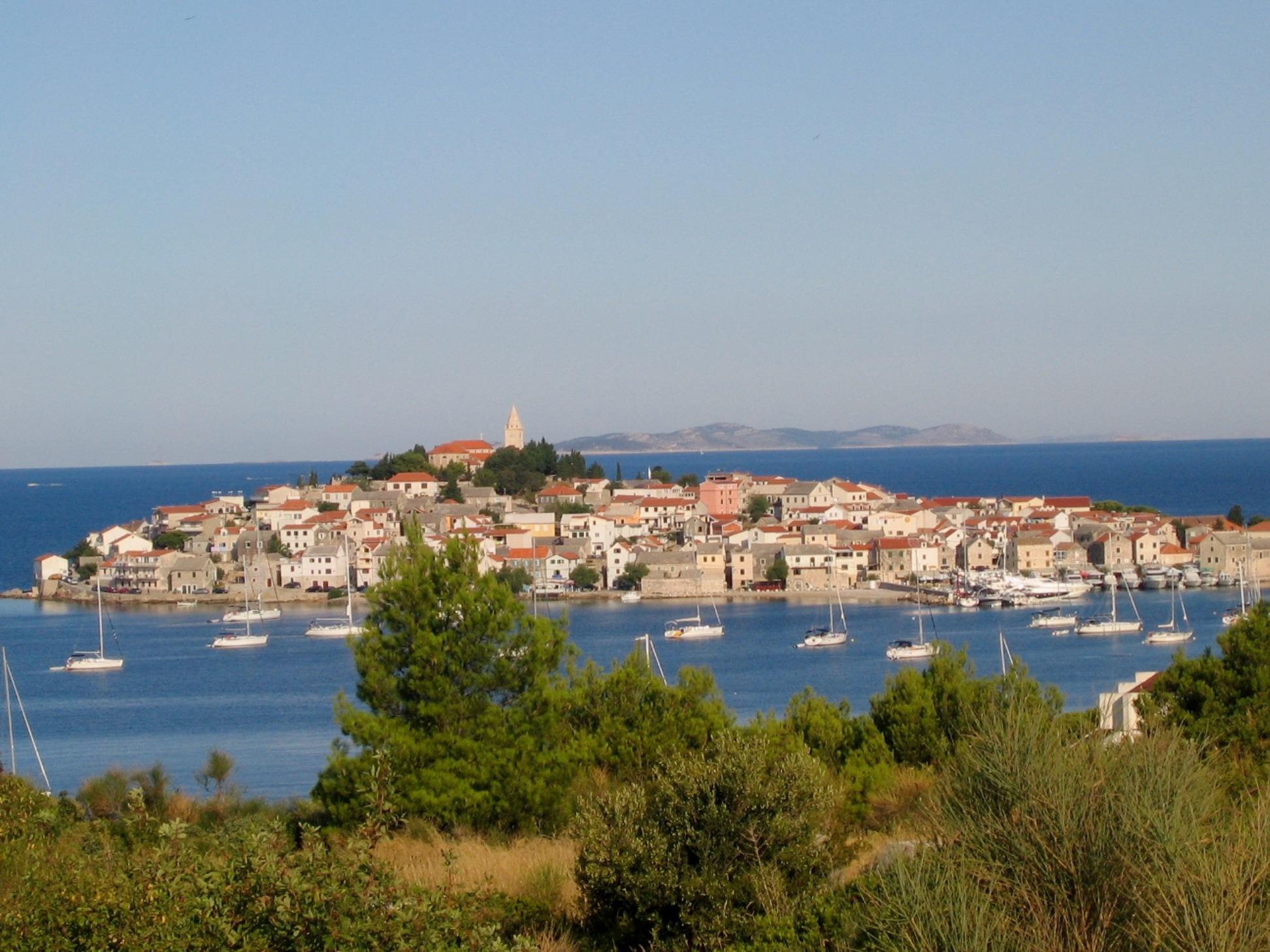
Primošten
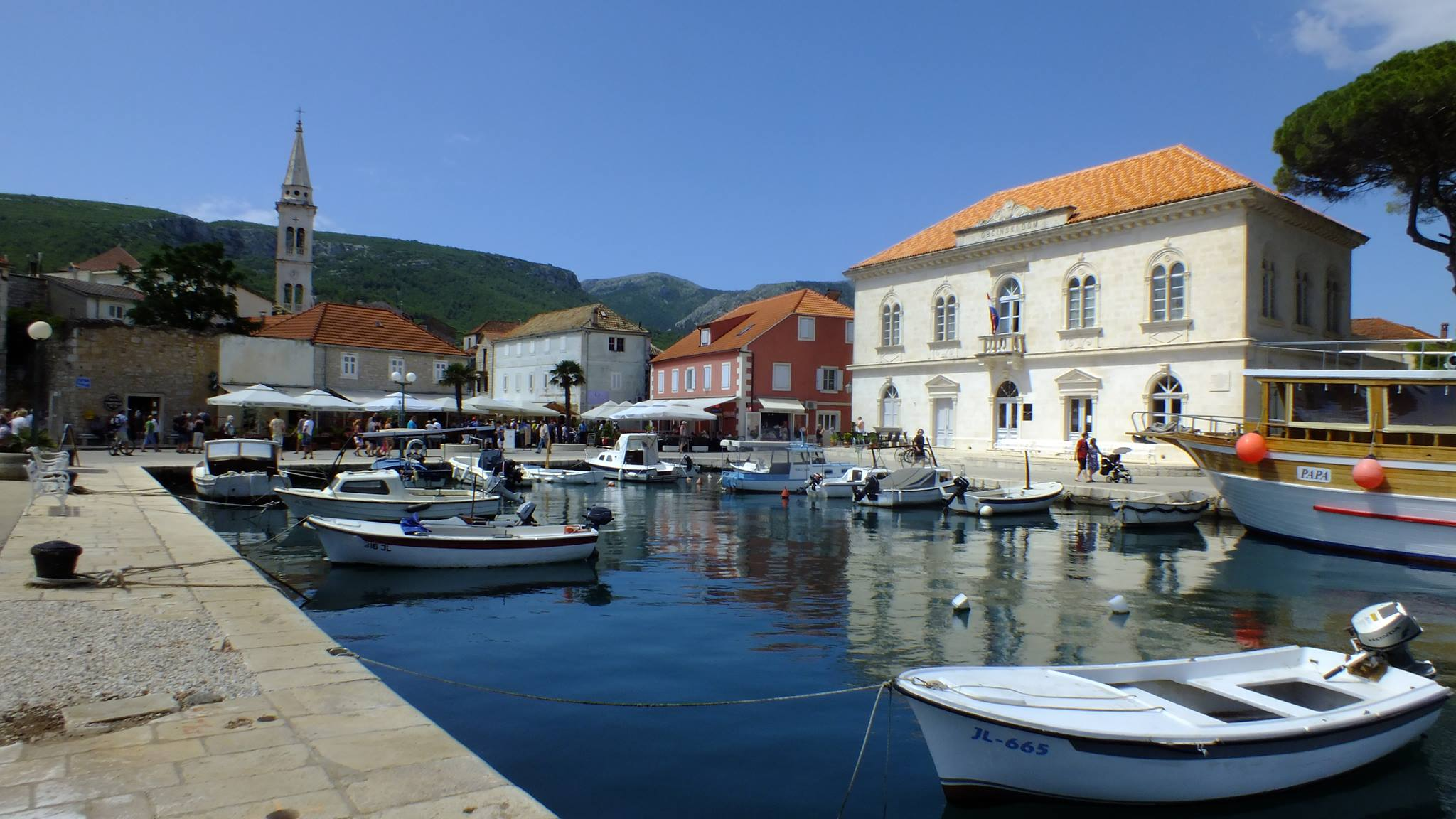
Jelsa
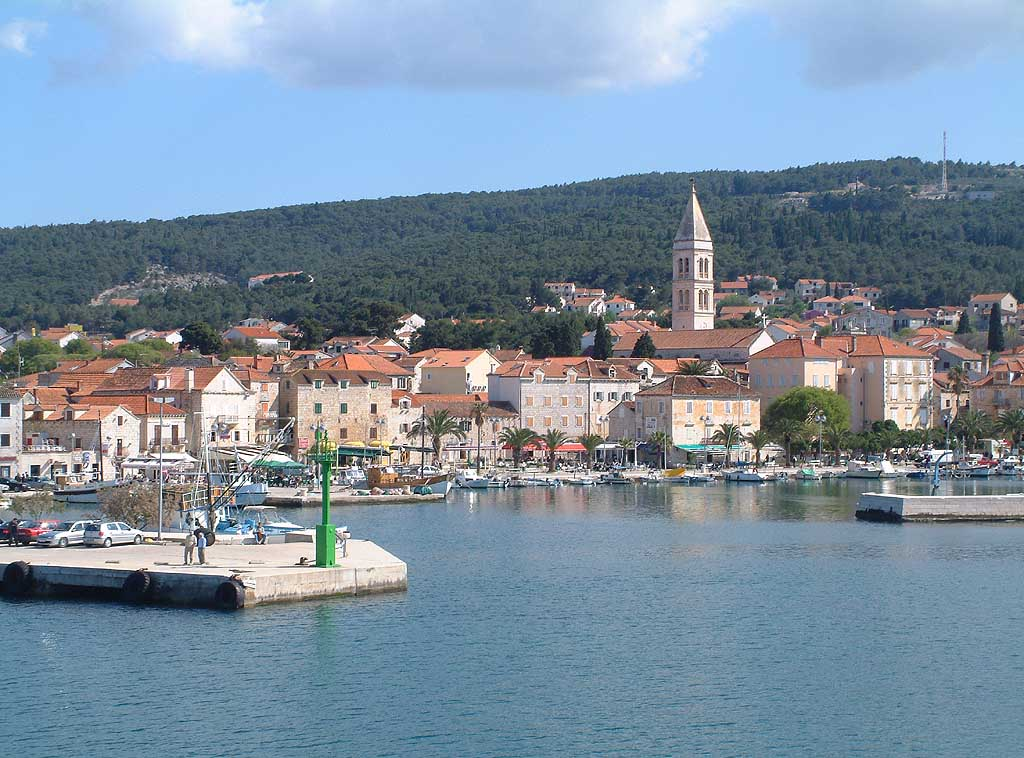
Supetar
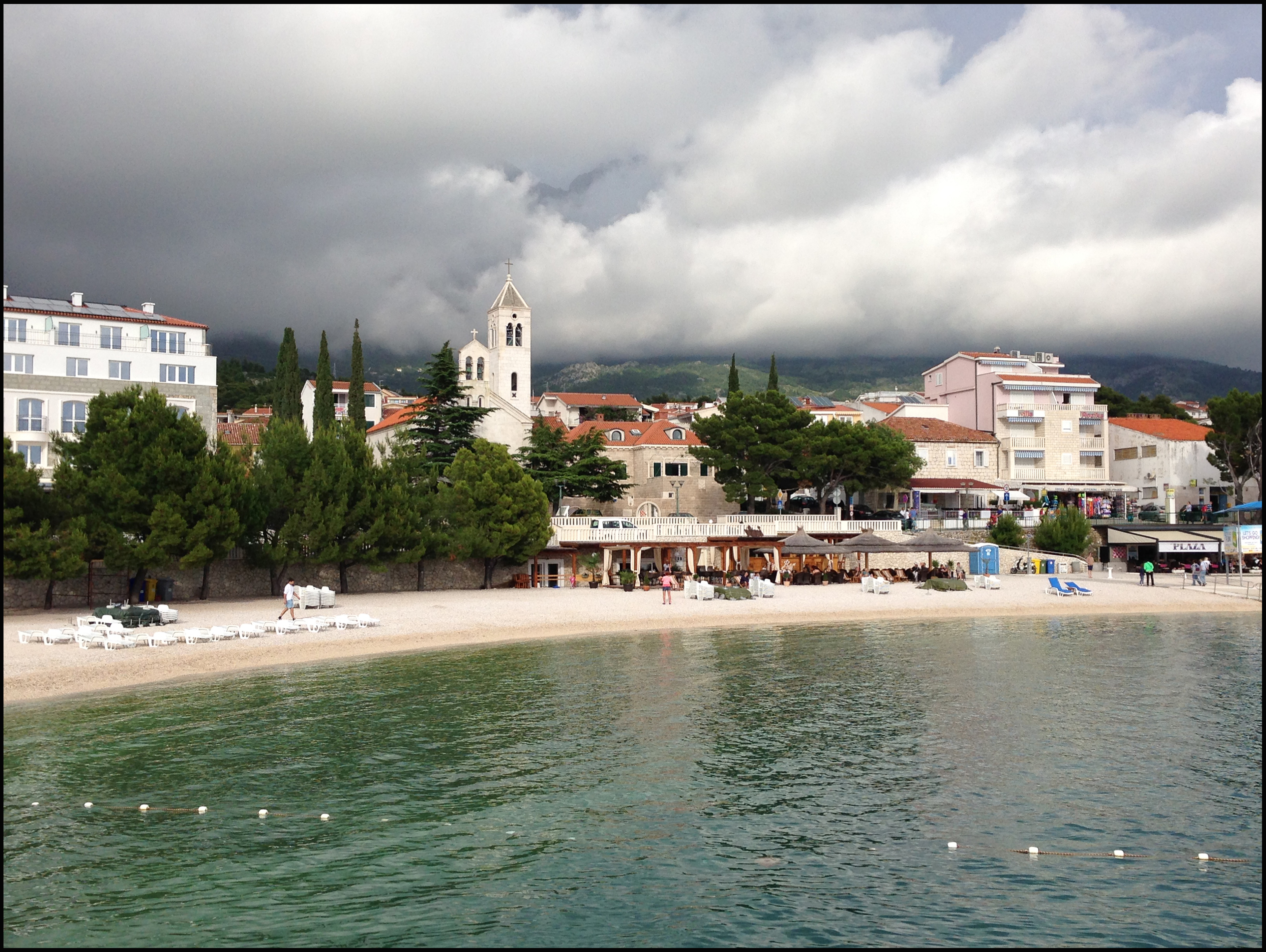
Baška Voda
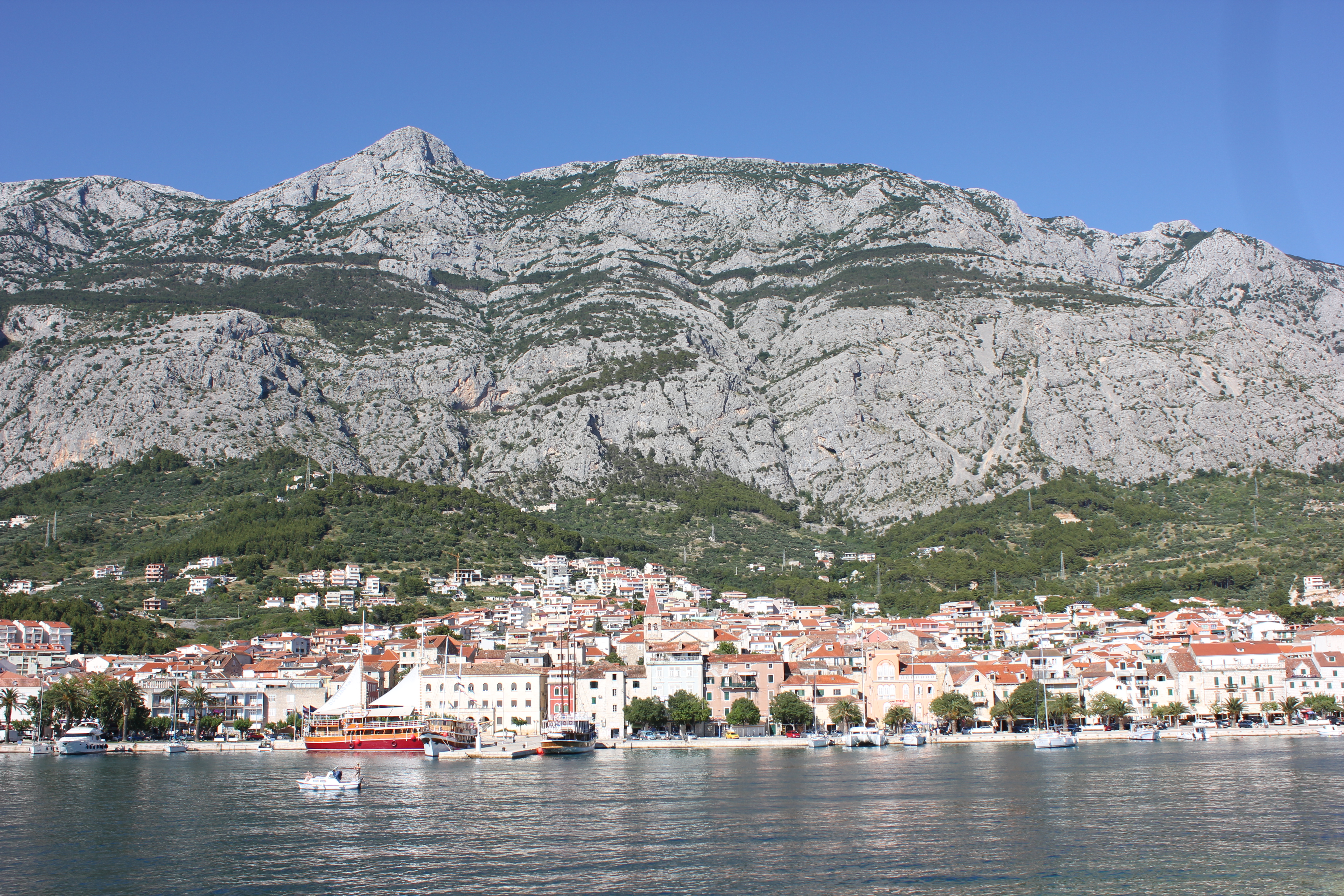
Makarska
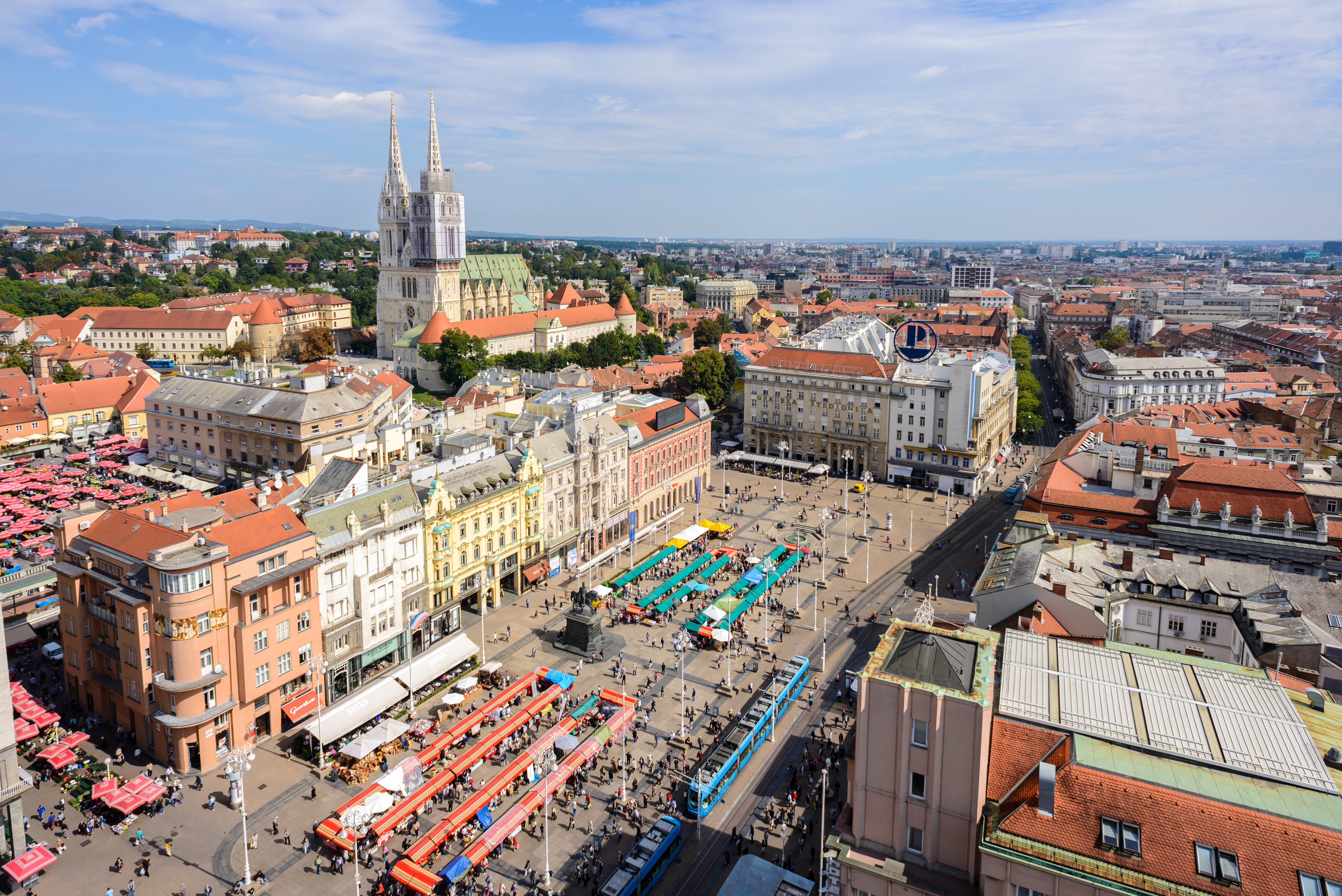
Záhřeb
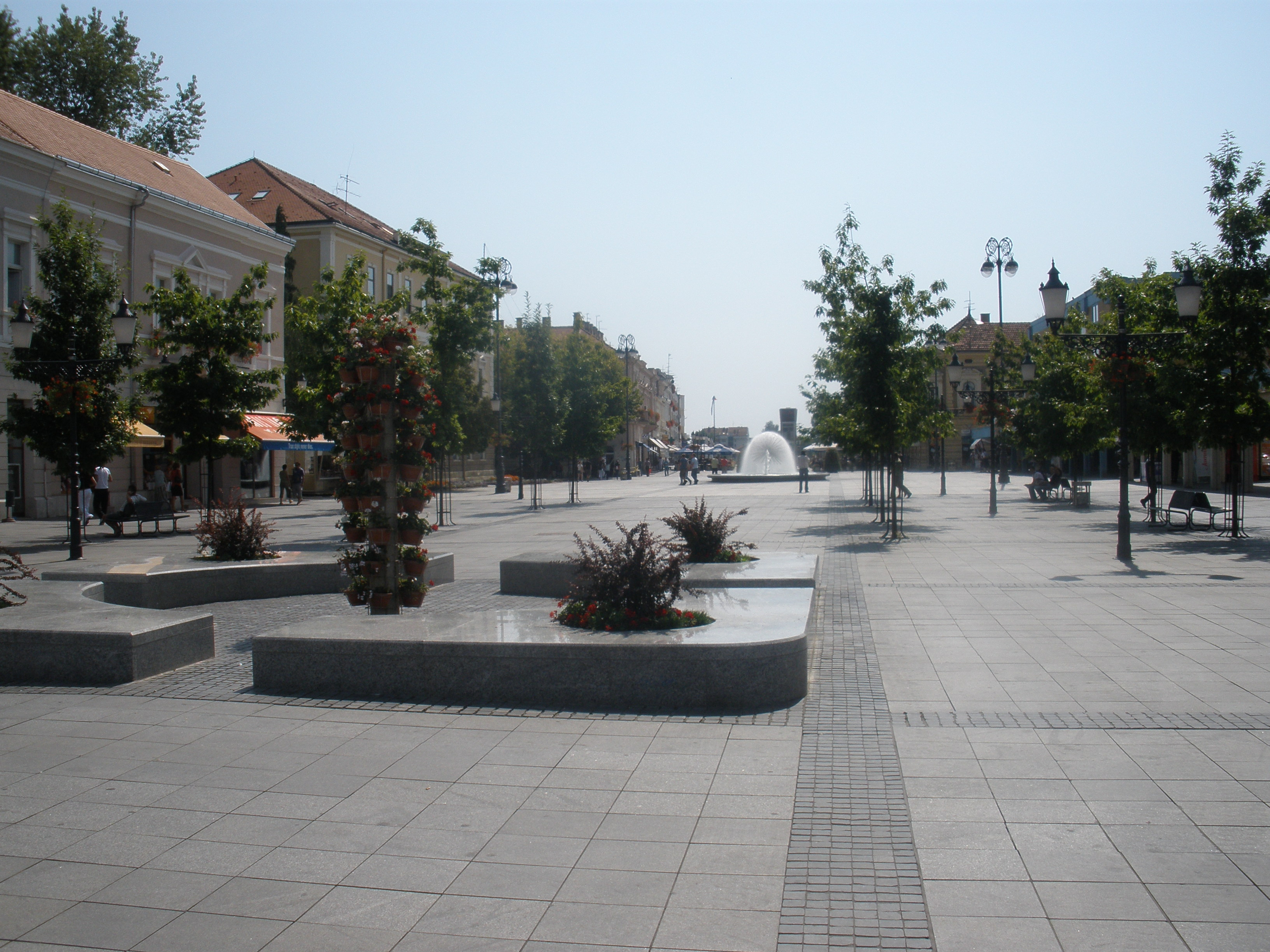
Slavonski Brod
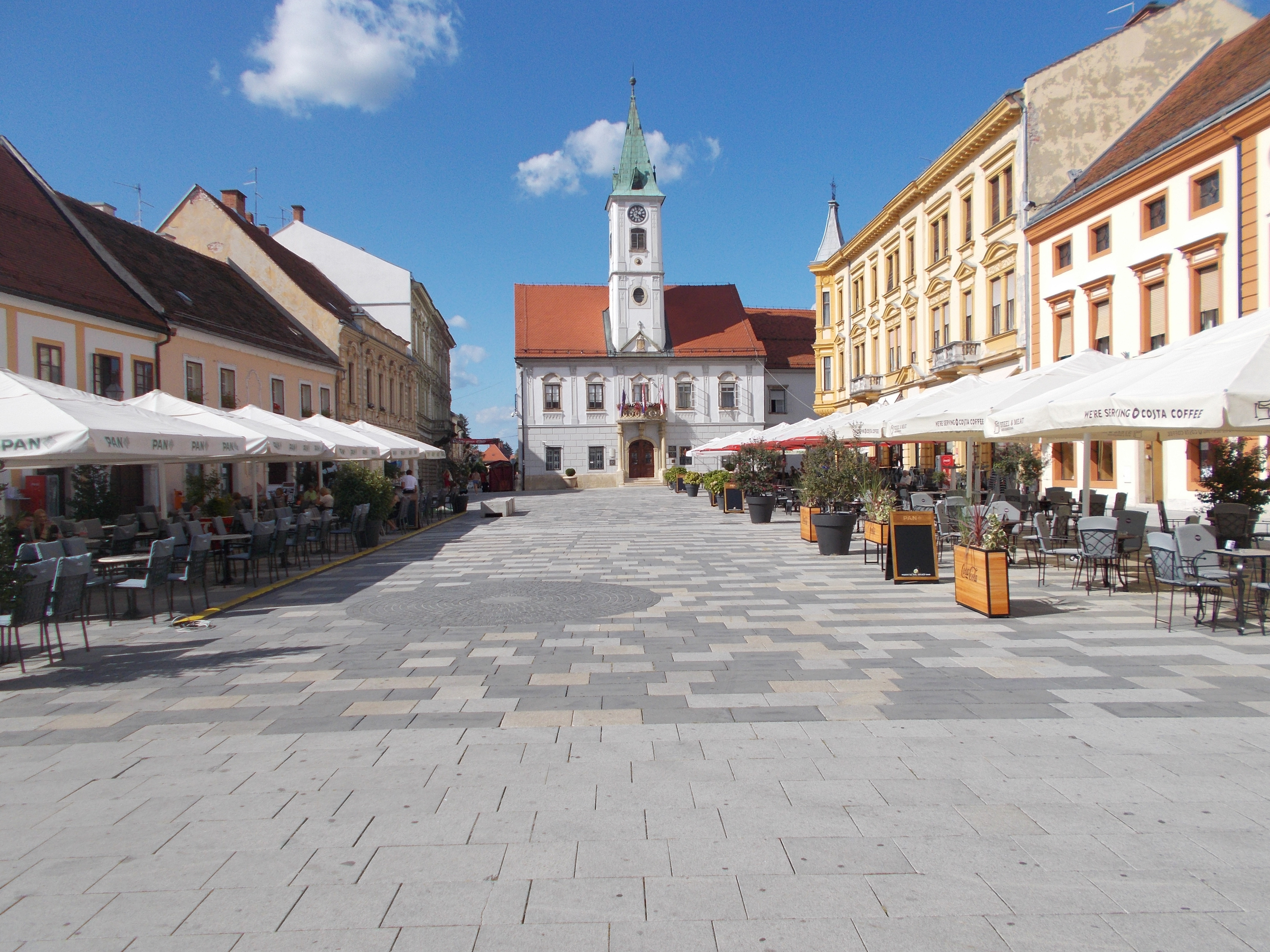
Varaždín
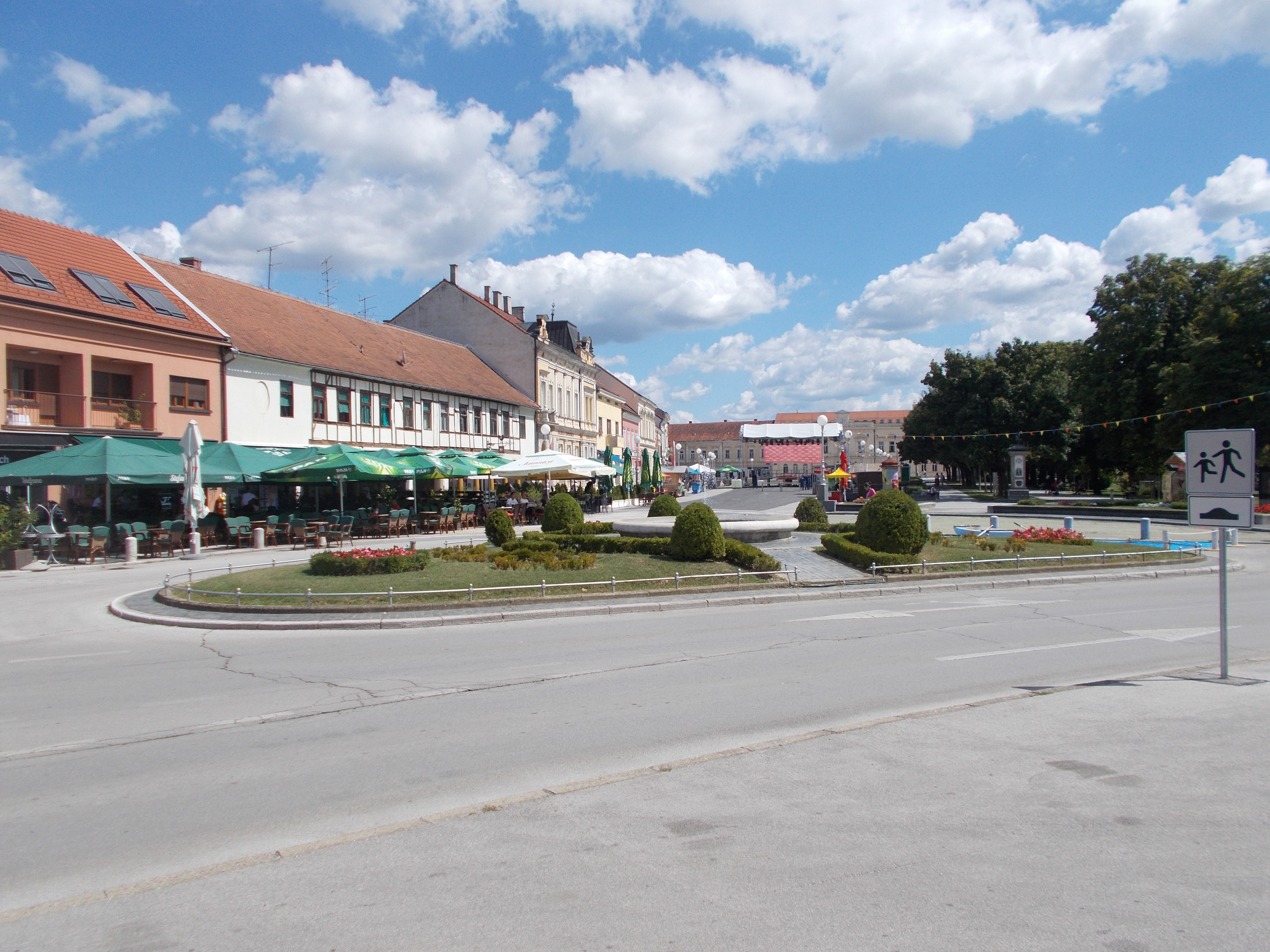
Koprivnica
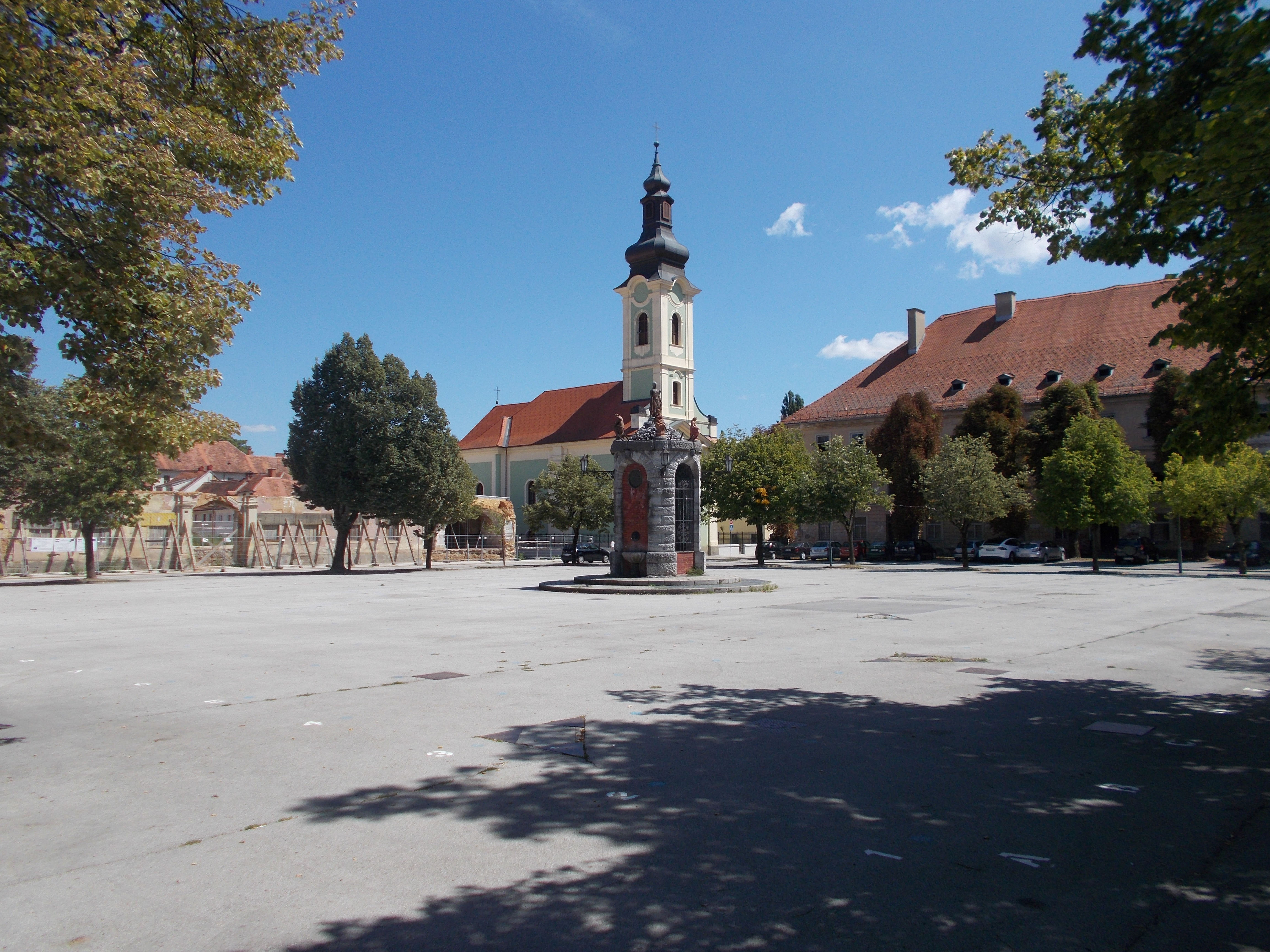
Karlovac
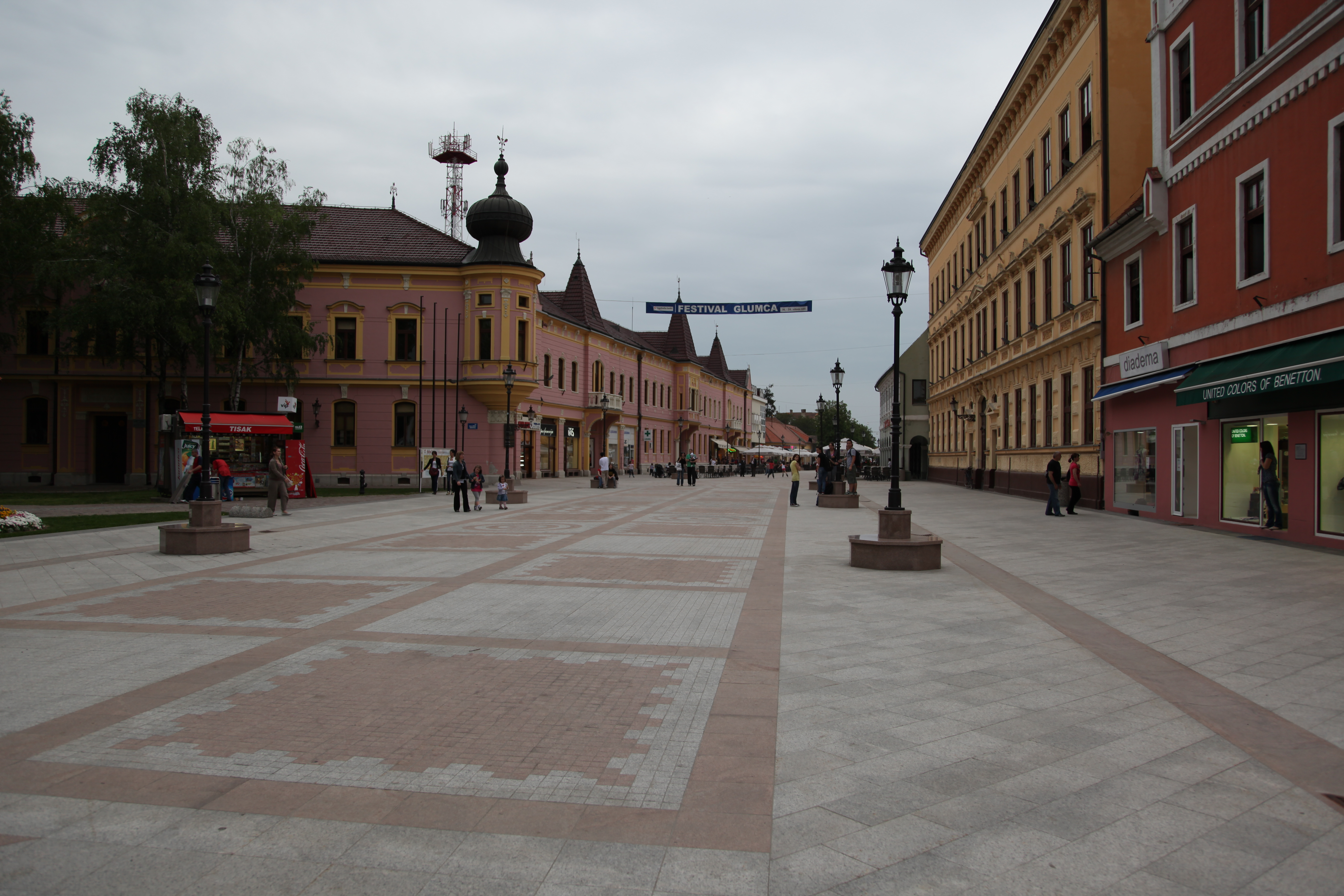
Vinkovci
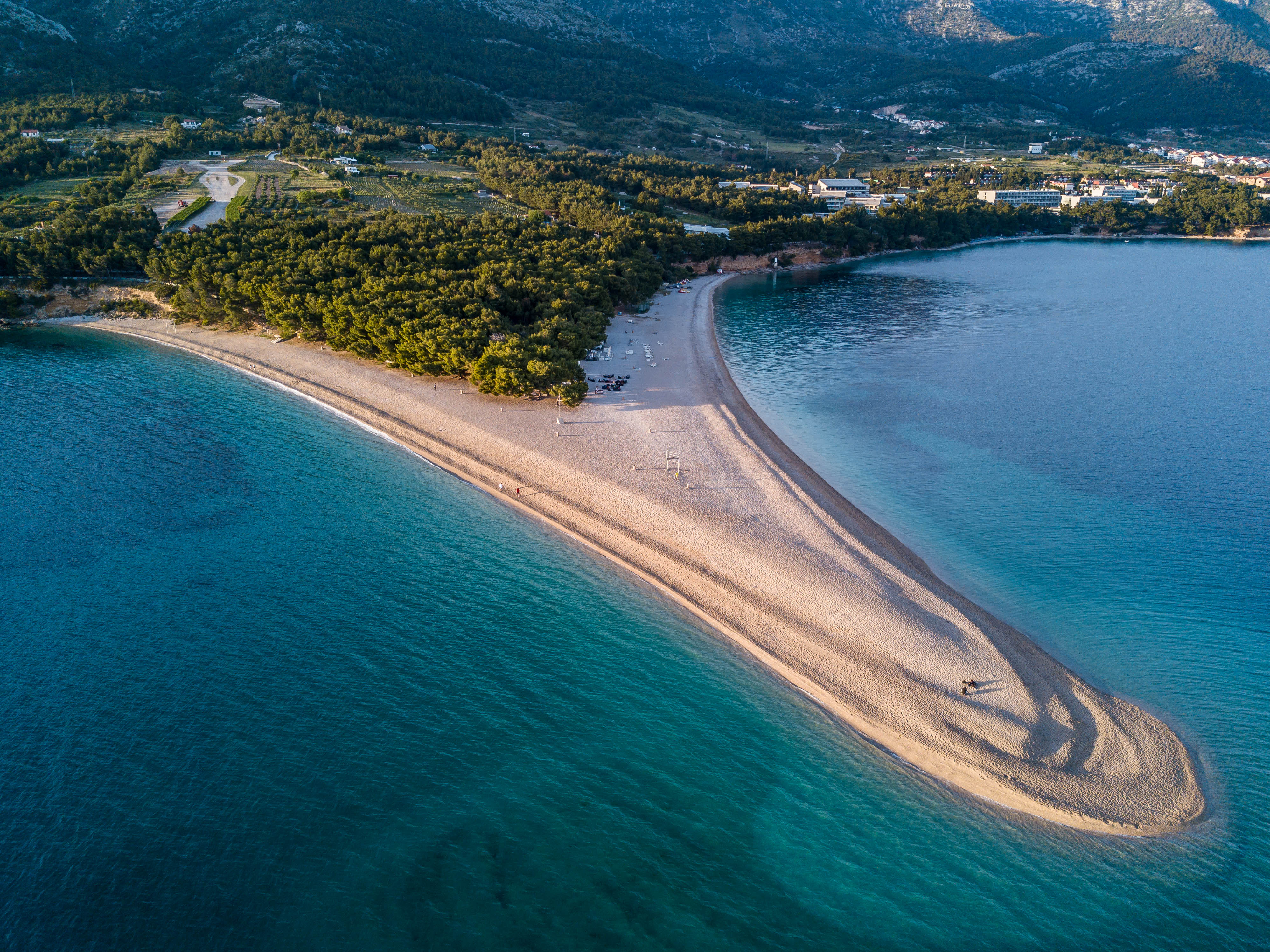
Pláž Zlatni rat
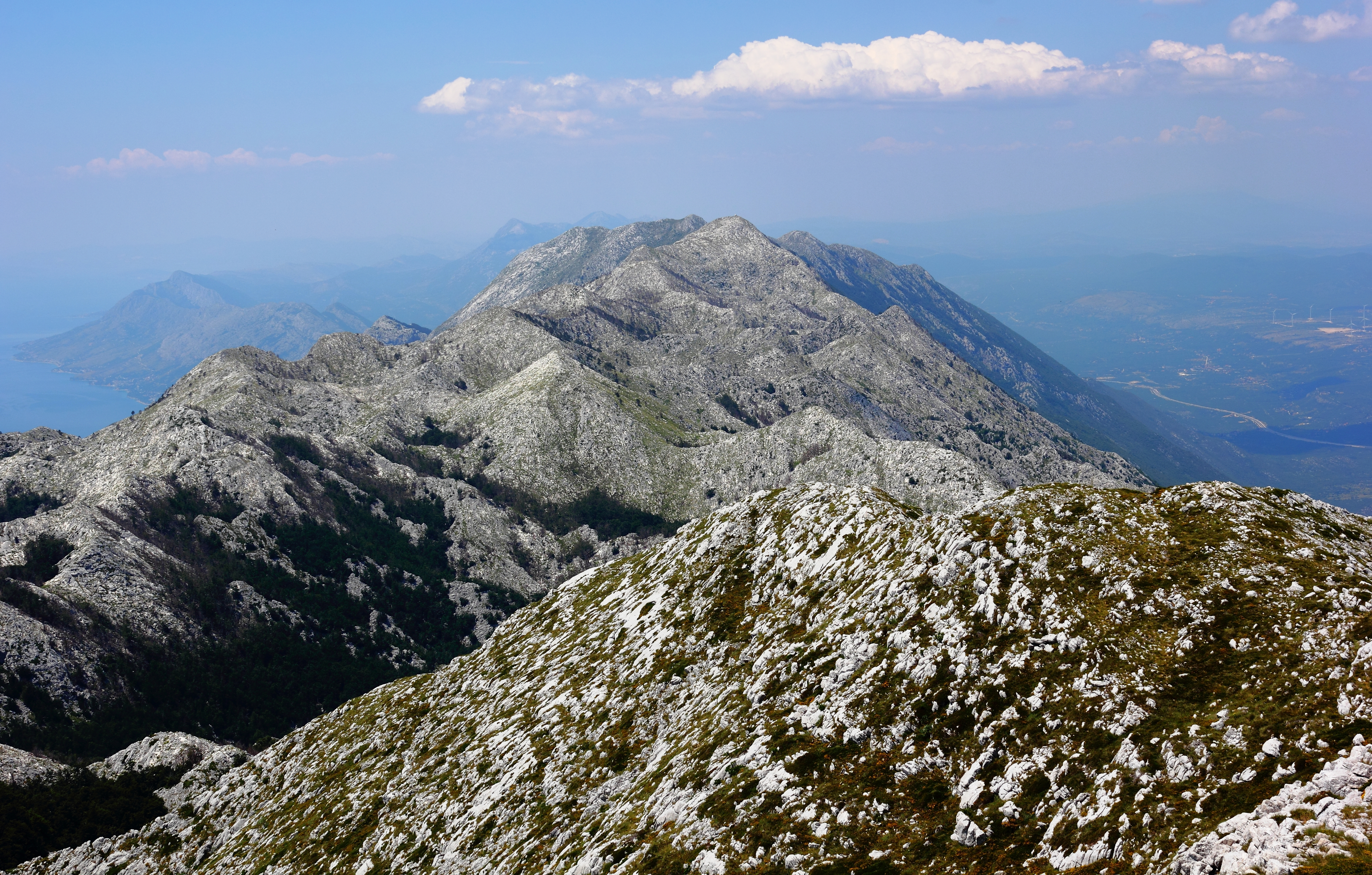
Pohoří Biokovo
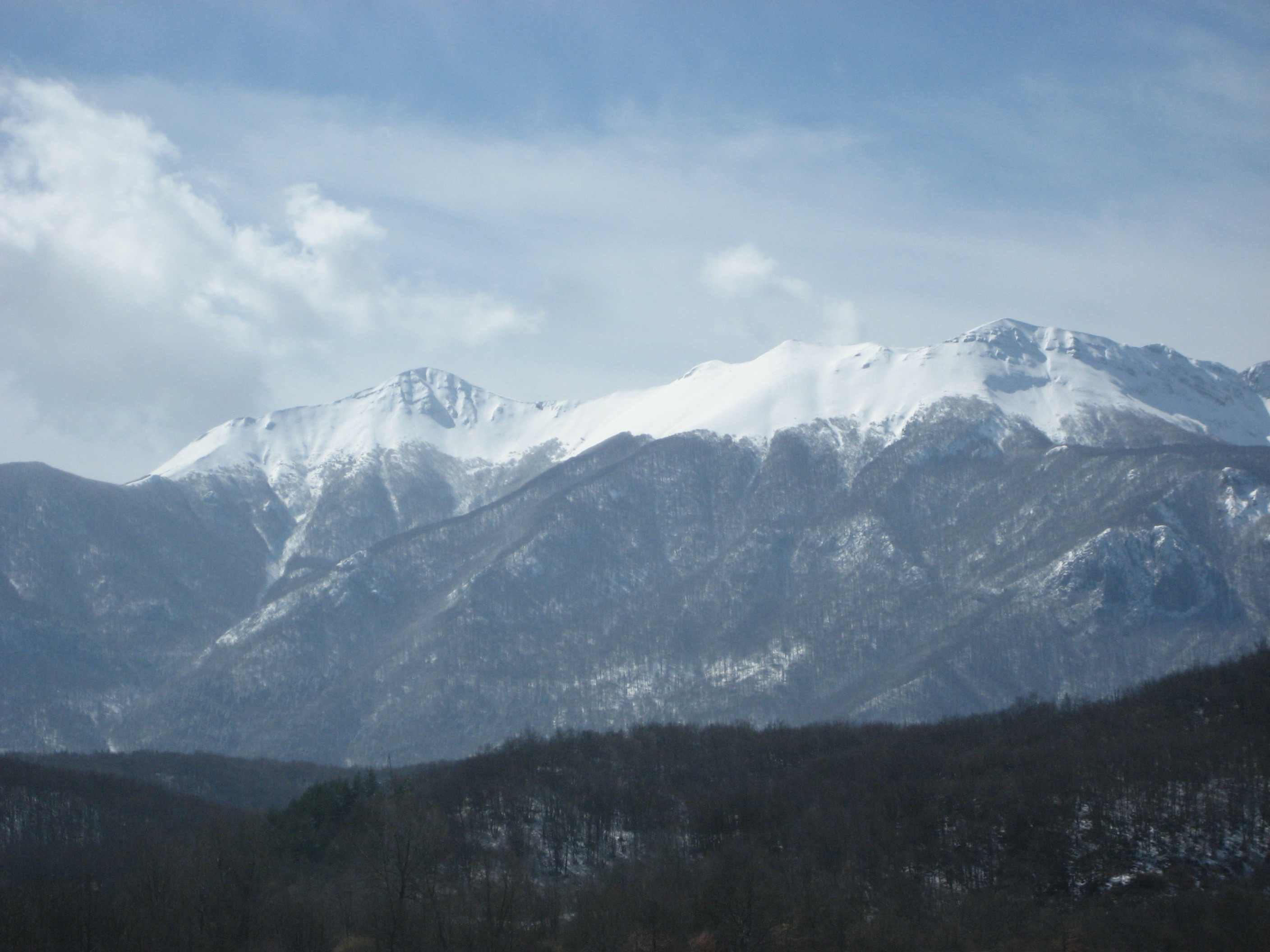
Pohoří Velebit
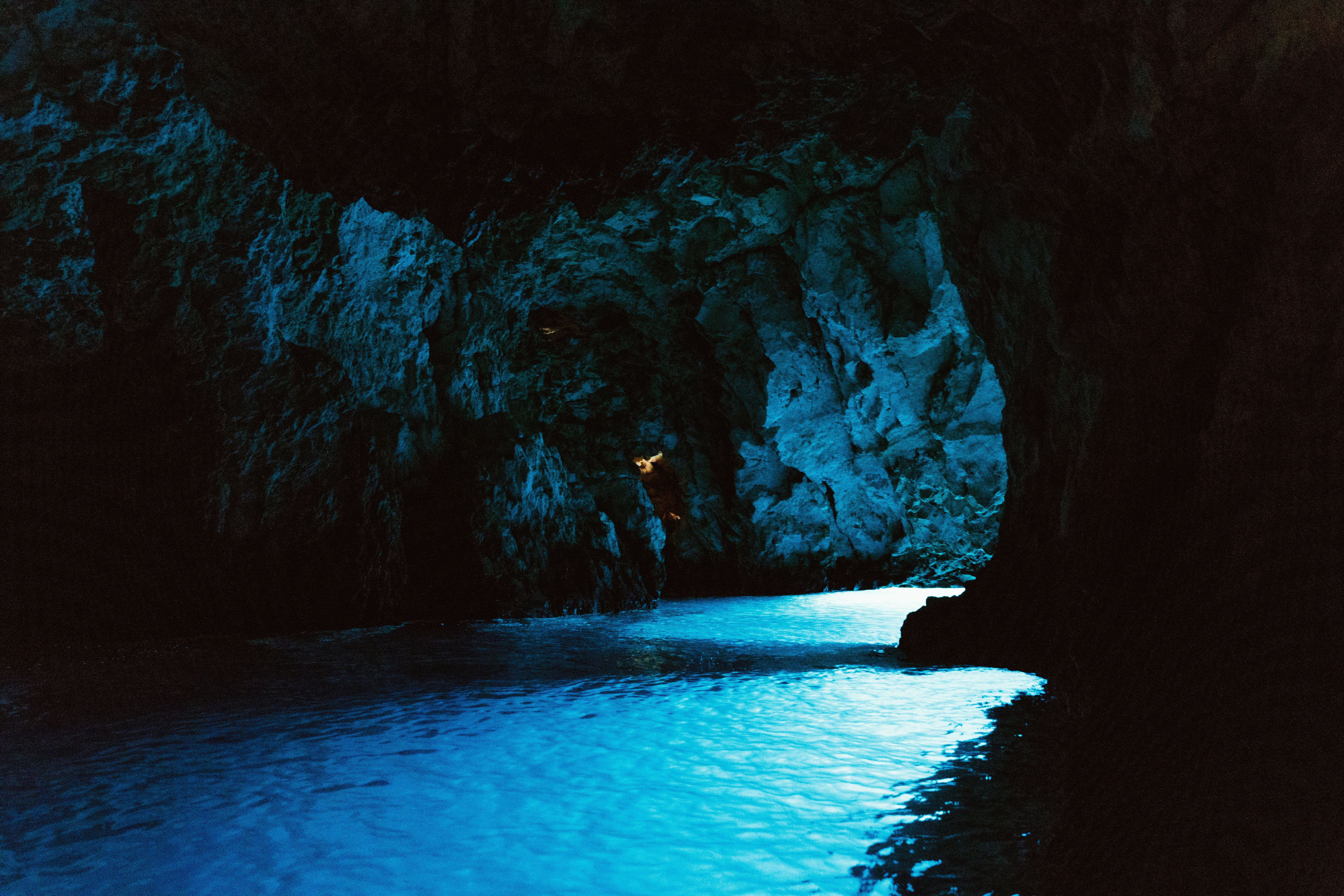
Modrá Jeskyně
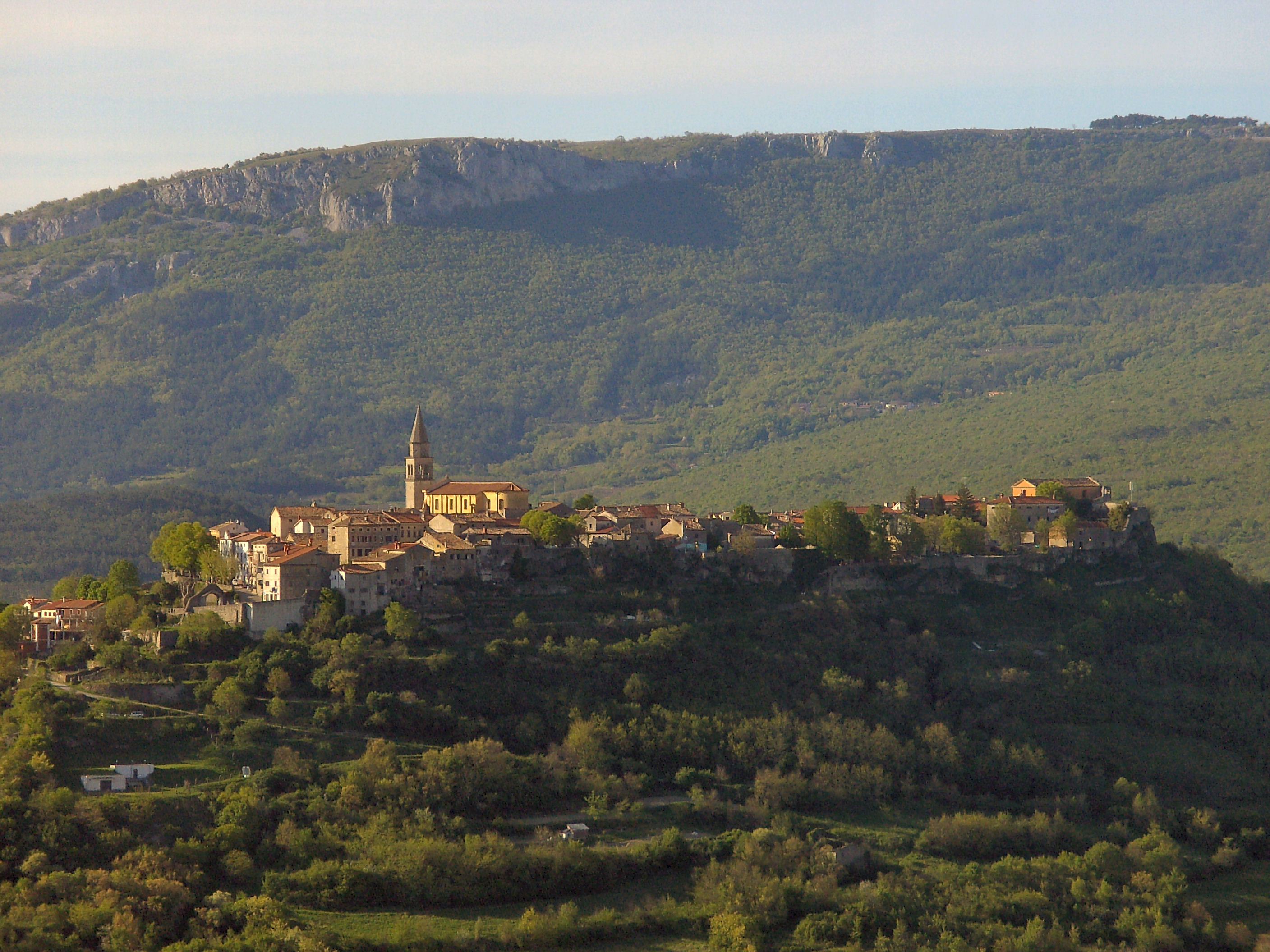
Buzet
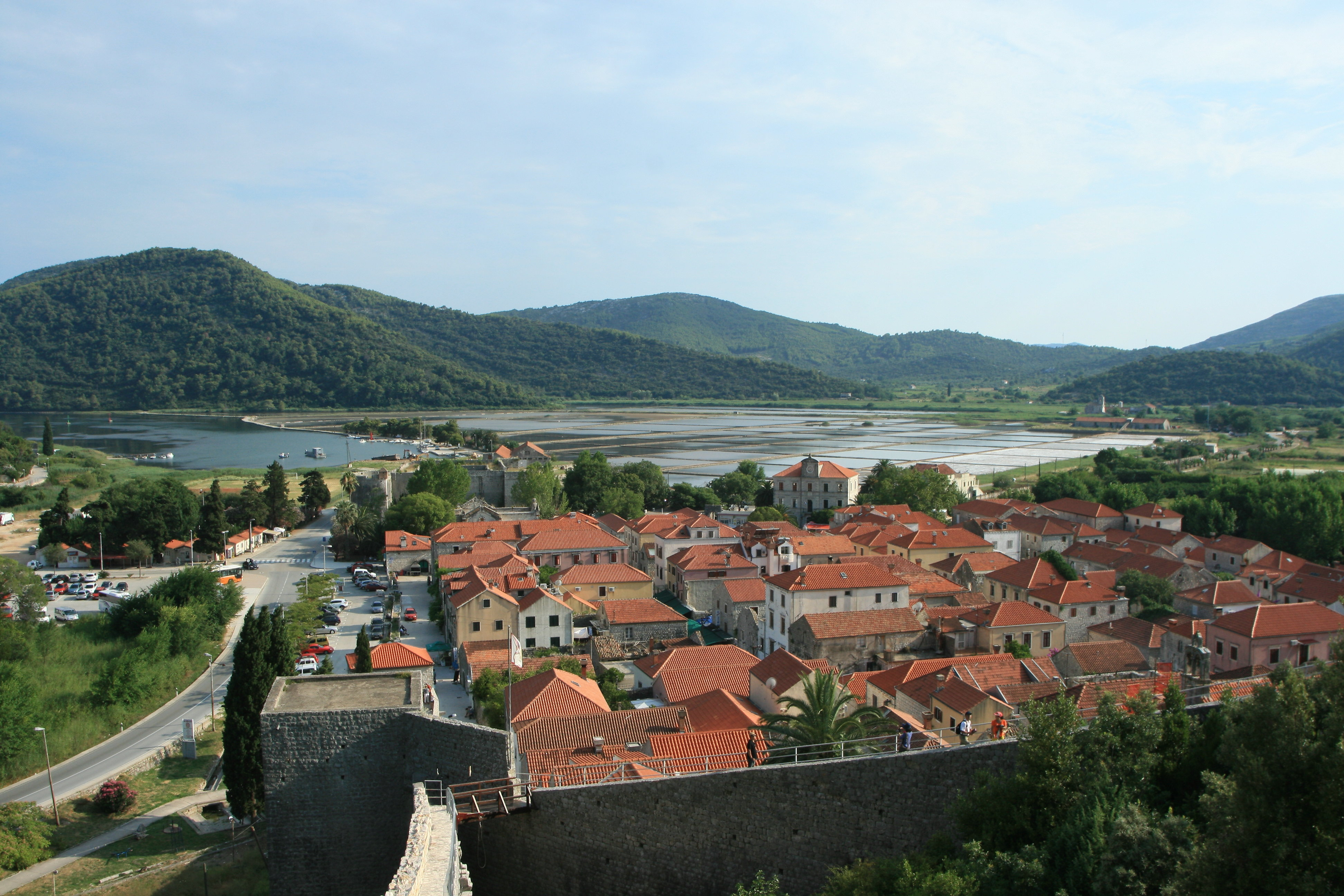
Ston
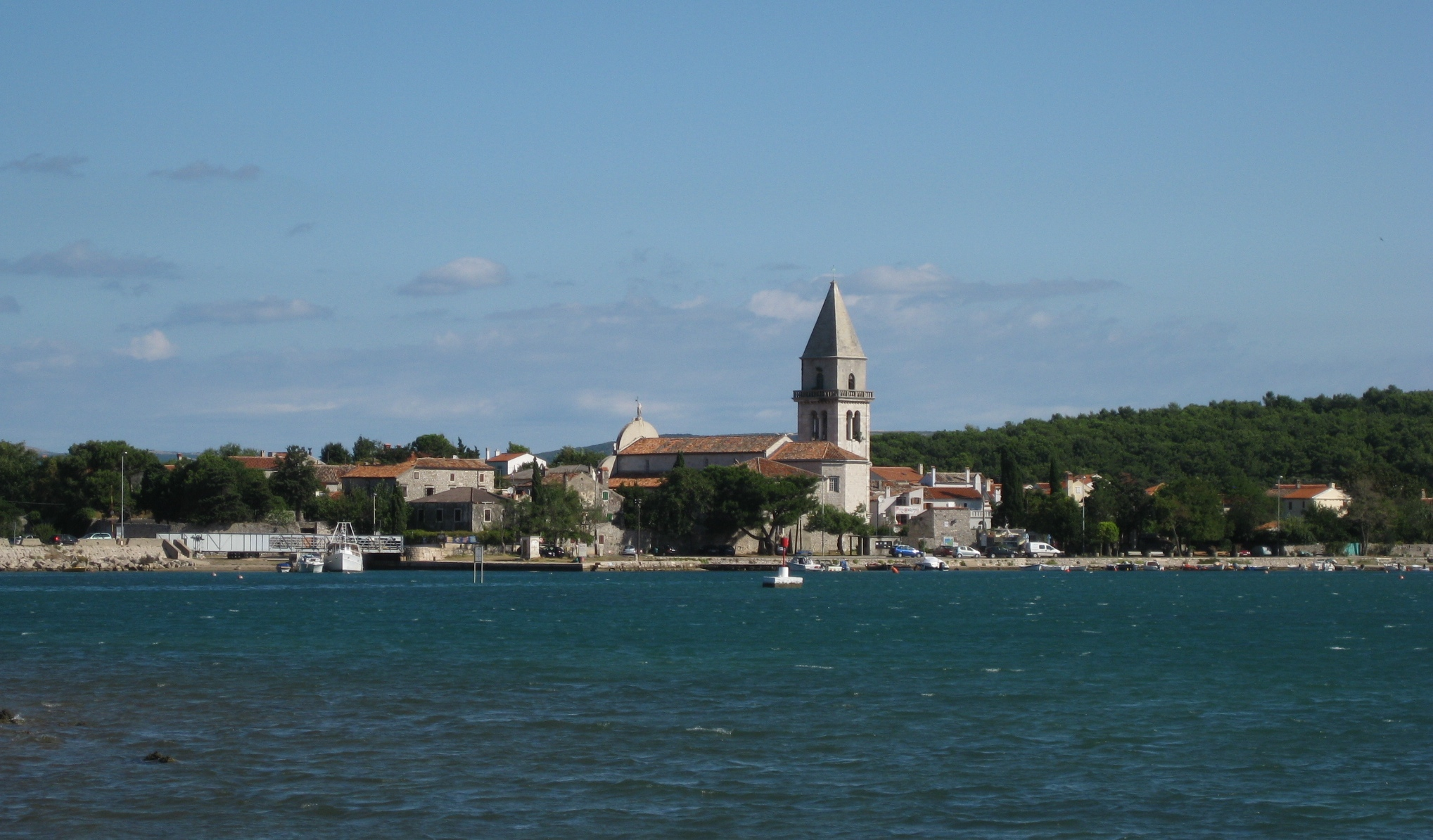
Osor
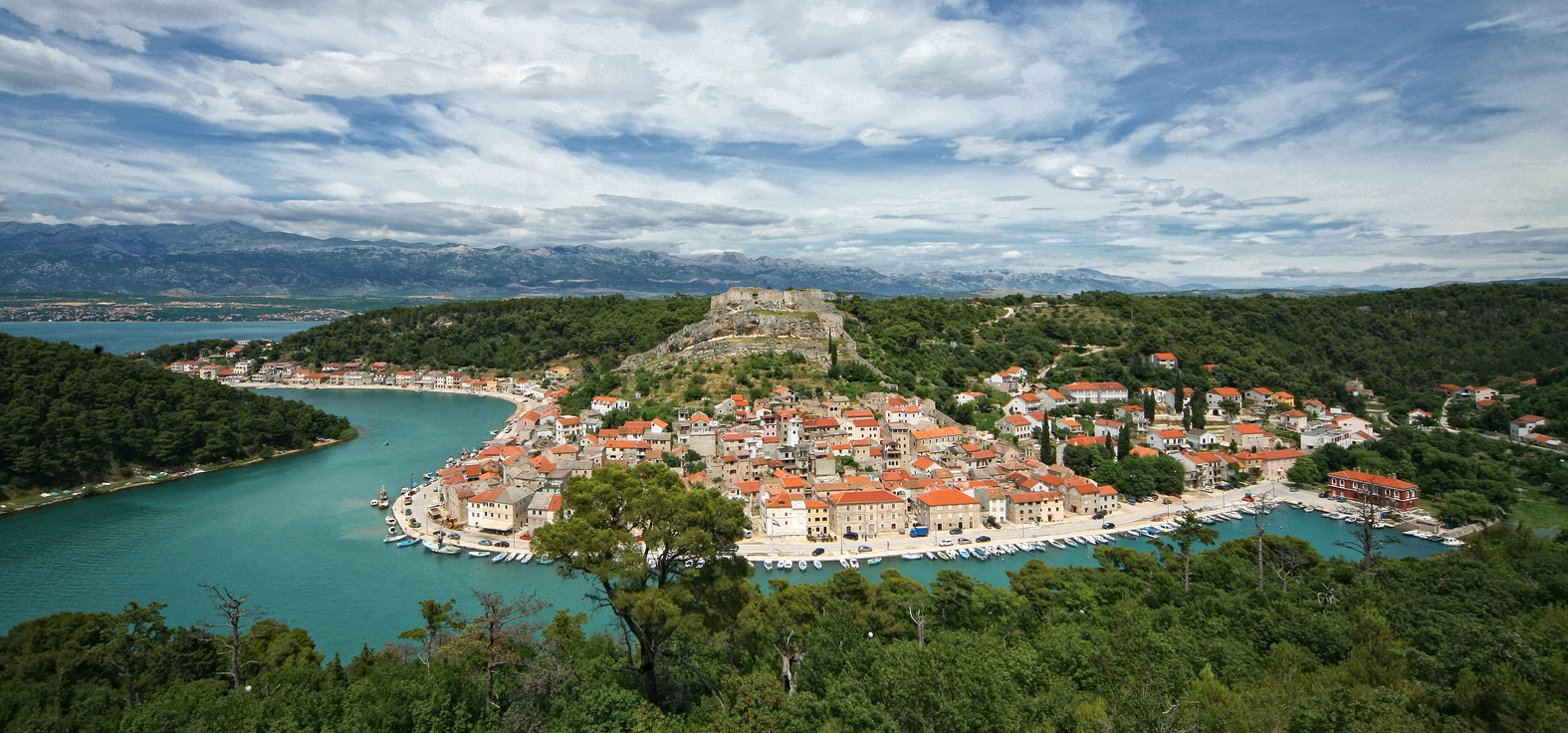
Novigrad
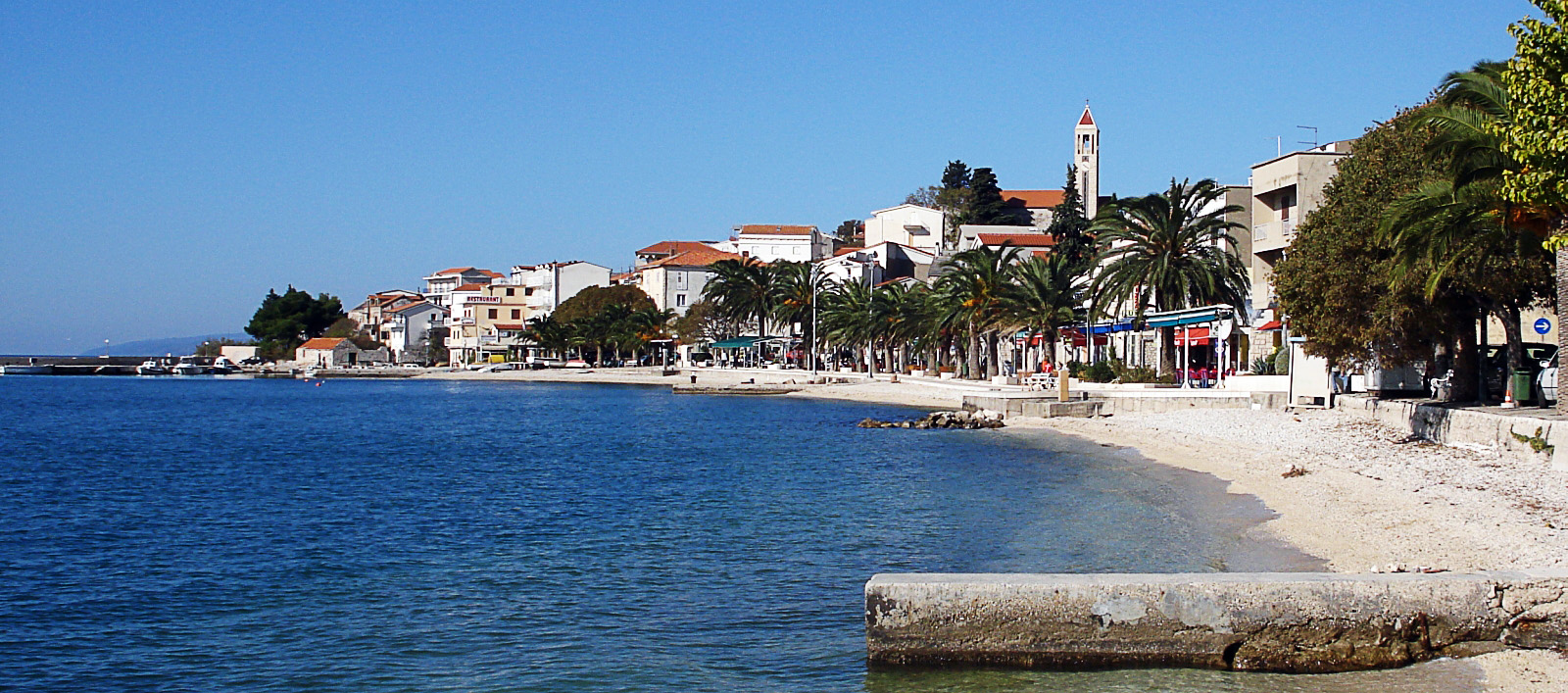
Gradac
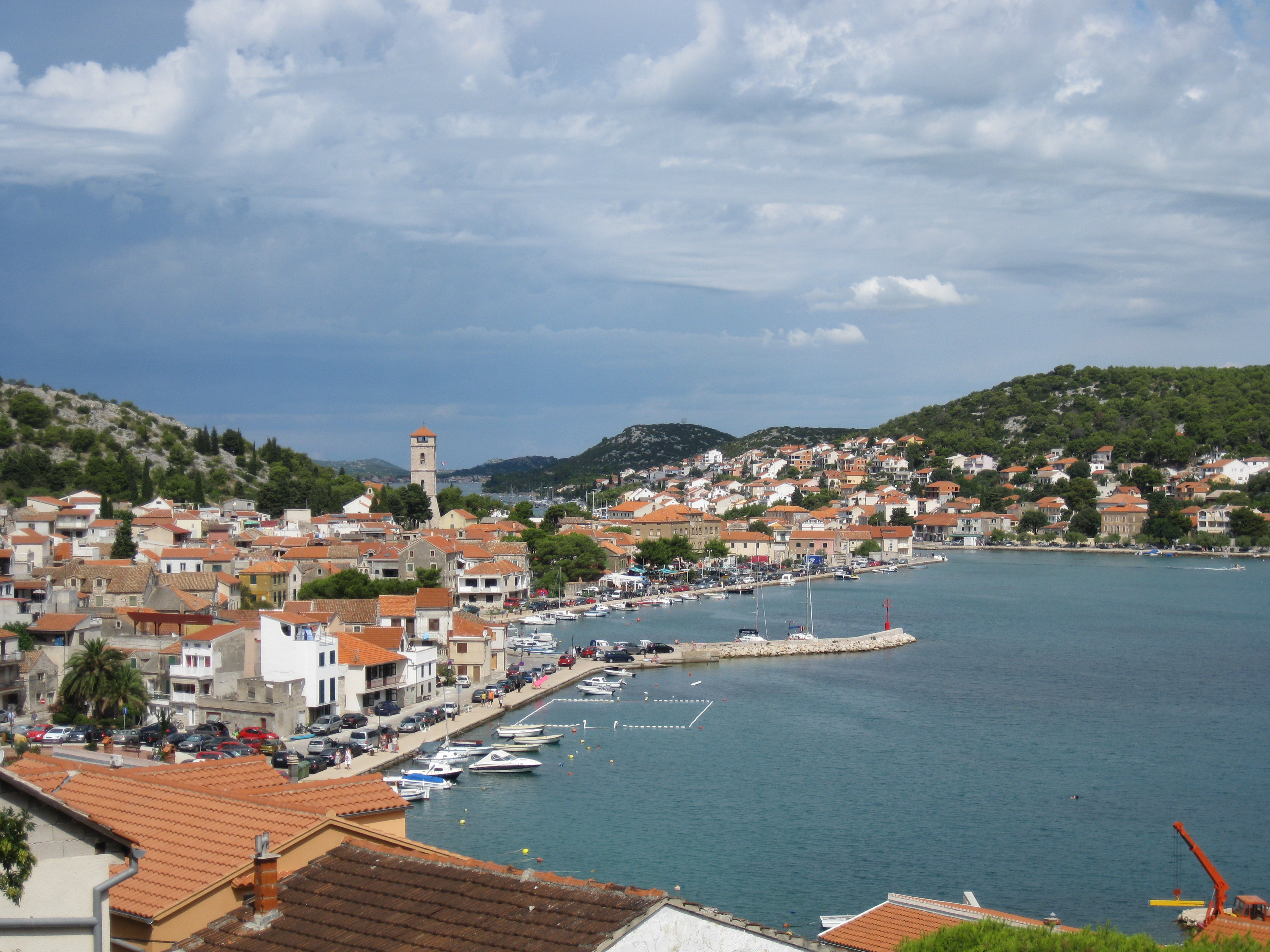
Tisno
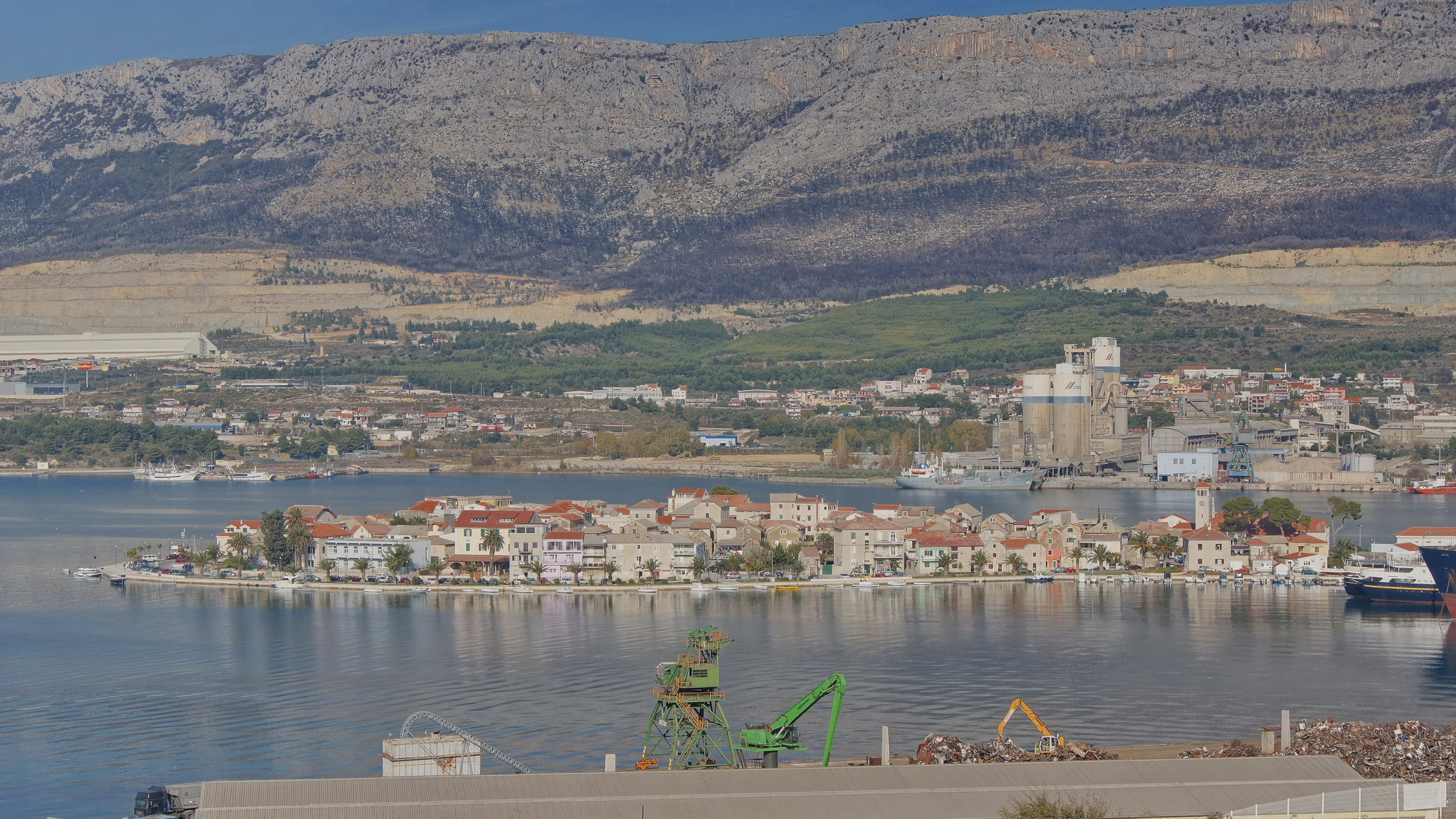
Vranjic
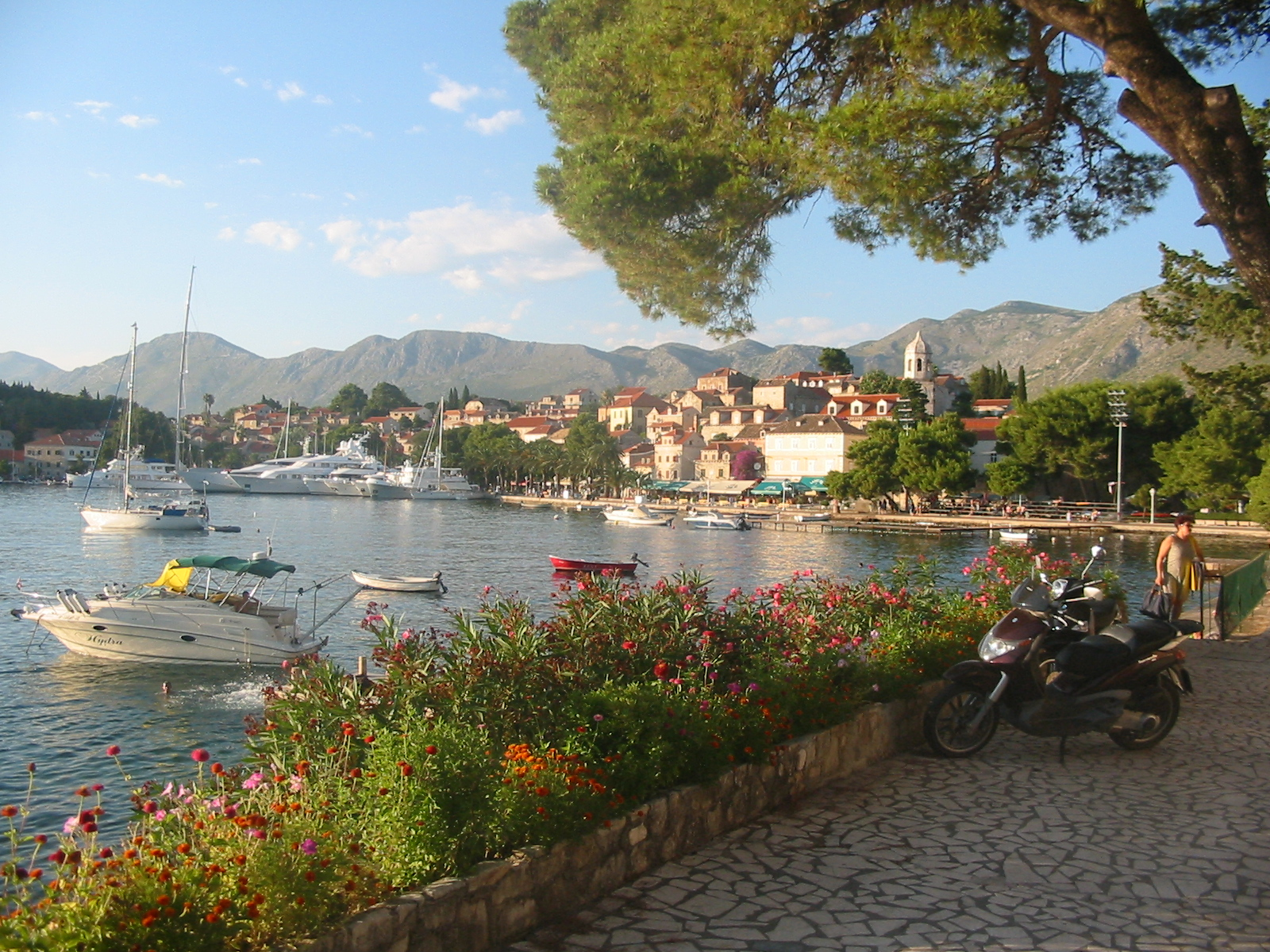
Cavtat
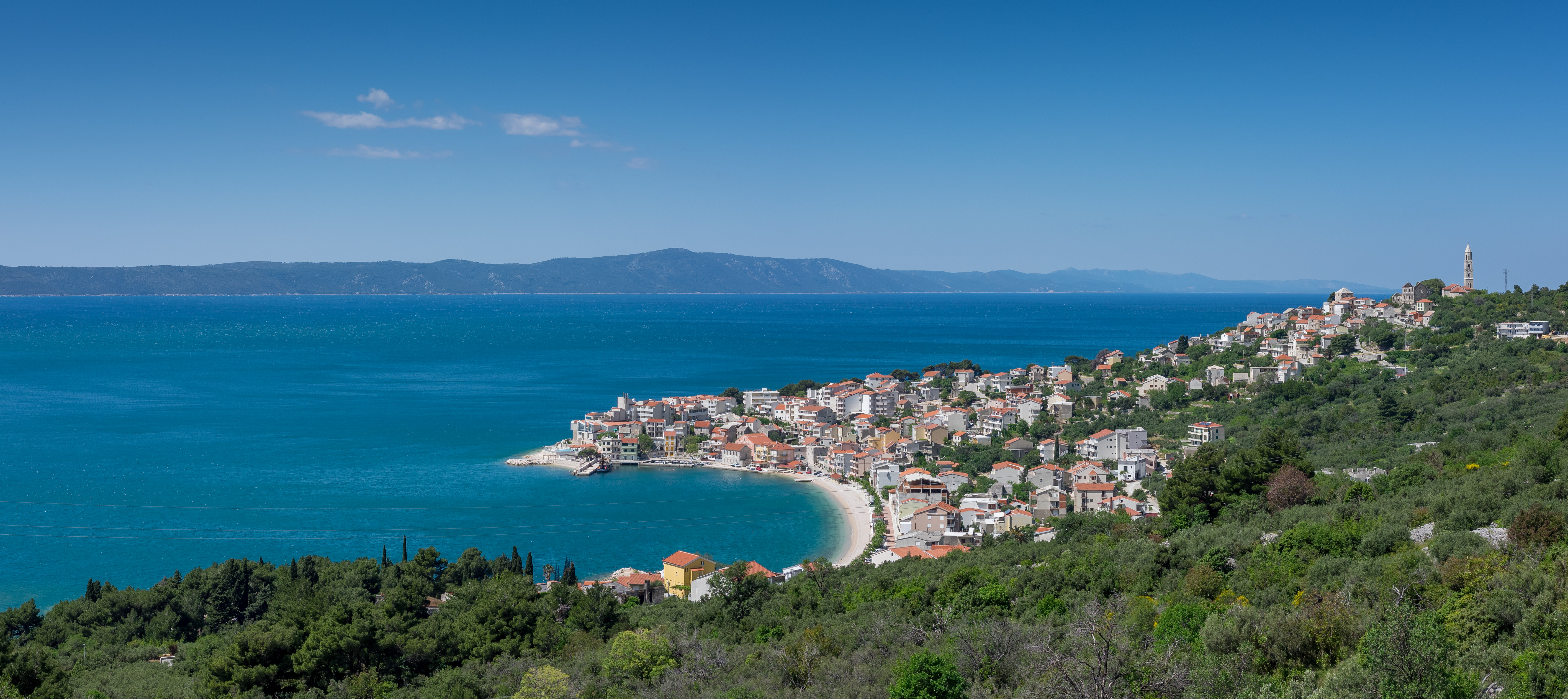
Igrane
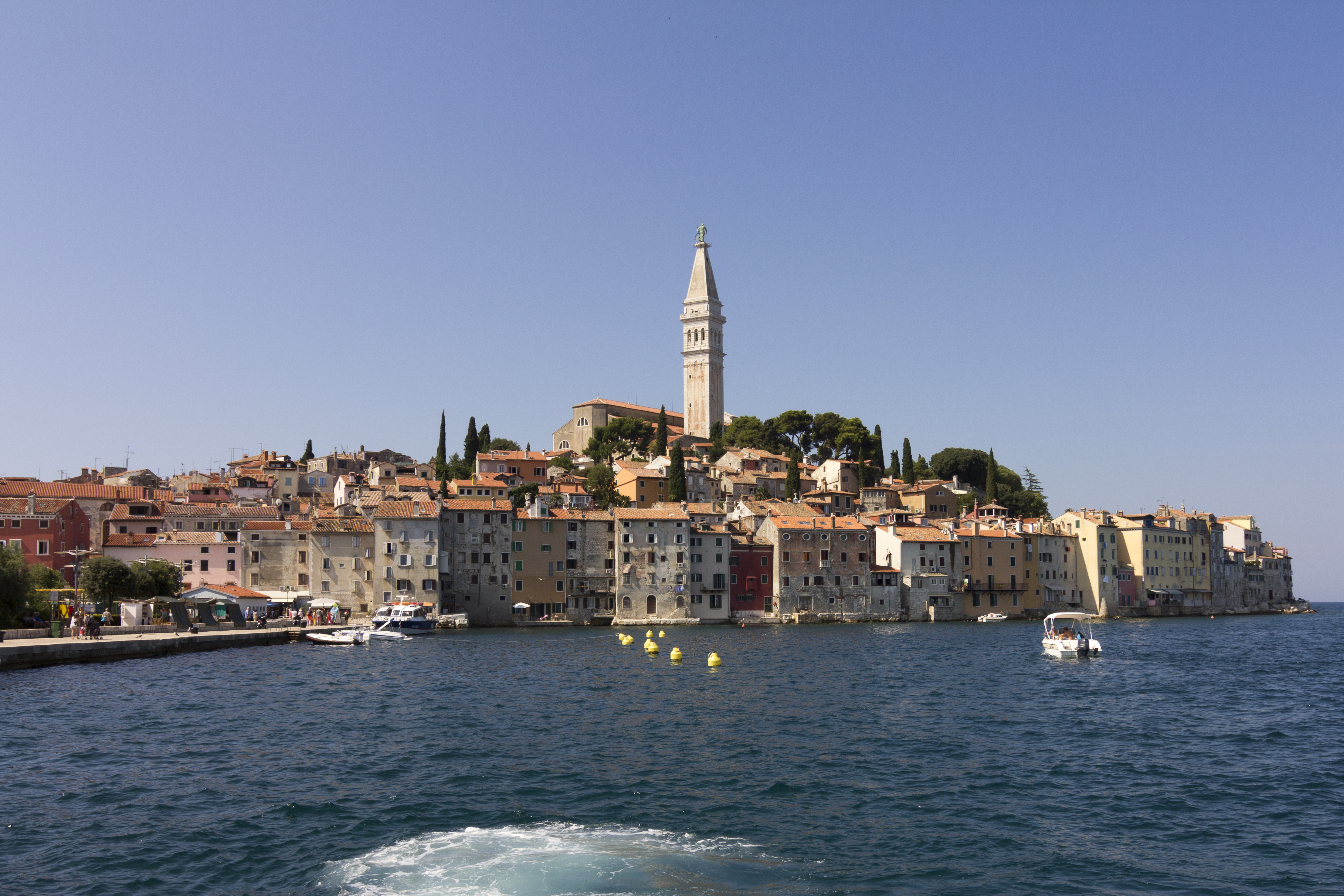
Rovinj